# Landerneau
Landerneau [lɑ̃dɛʁno] (Landerne [lãnˈdɛrne] en breton) est une commune du département du Finistère, dans la région Bretagne, en France. Ses habitants, les Landernéens et les Landernéennes, étaient au nombre de 16 327 au recensement de 2022, ce qui faisait de Landerneau la quatrième ville du département.
Située au fond de l’estuaire de l’Élorn, à la jonction naturelle entre le Léon et la Cornouaille, Landerneau est un véritable carrefour géographique, historique et économique. Ancienne capitale de la principauté de Léon, elle est chef-lieu de canton et d’une communauté agglomération.
La ville possède une histoire riche remontant à l’Antiquité. Sous l’Ancien Régime, elle est l’un des ports bretons les plus importants avant de se transformer en une ville industrielle au cours du XIXe siècle avec notamment la Société linière.
Aujourd’hui encore, Landerneau conserve une forte activité économique. C'est le berceau d'entreprises comme le premier centre E.Leclerc et Triskalia, désormais Eureden.

## Géographie

### Localisation
| Saint-Thonan, Ploudaniel         | Ploudaniel, Plouédern | Plouédern                       |
| Saint-Divy, La Forest-Landerneau | Landerneau            | Pencran Monts d'Arrée           |
| 💧Élorn, Rade de Brest, Dirinon  | Dirinon               | Dirinon, Pencran, Monts d'Arrée |

L'ingénieur Besnard décrit ainsi la ville en 1782 :

« C'est une assez jolie petite ville à 8 lieues à l'ouest de Morlaix et 4 lieues à l'est de Brest. Elle est assise dans un vallon sur les bords de l'Élorn qui reçoit à chaque marée les eaux de la mer et forme un port assez considérable et très commode, surtout en mer haute. »

Son rôle de carrefour routier faillit en faire, malgré sa situation relativement excentrée dans la partie nord du département, le chef-lieu du Finistère, même si Quimper lui fut finalement préféré. La ville est aussi située un peu au nord du parc naturel régional d'Armorique.

### Son site et le pont de Rohan

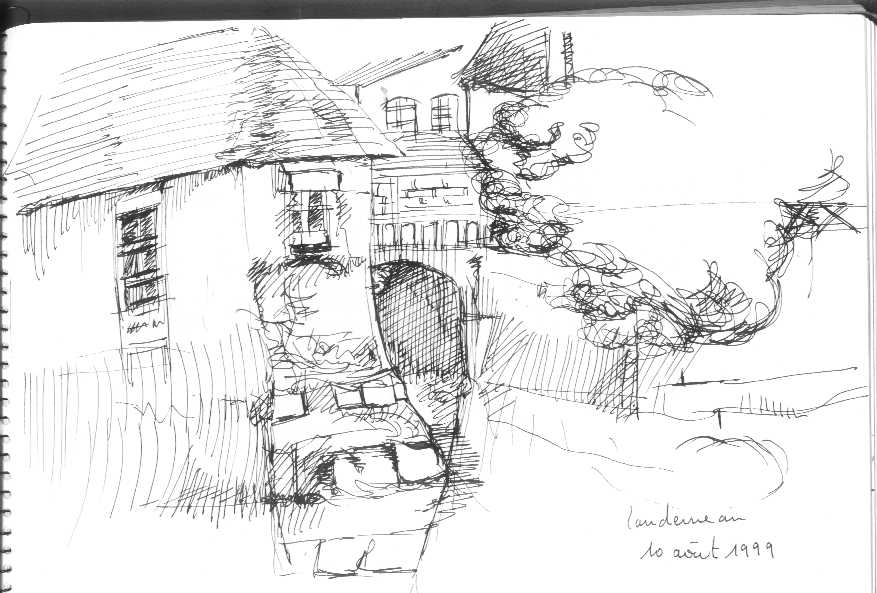
Le « Pont de Rohan ».

Landerneau est une ville du Léon, ville de fond de ria, située là où se terminait traditionnellement la navigation maritime remontant l'estuaire de l'Élorn – dit aussi Rivière de Landerneau, ce qui permit l'essor du port, désormais inadapté à la navigation maritime moderne ; c'est aussi une ville-pont, située à l'emplacement du dernier pont, le pont de Rohan, permettant le franchissement du fleuve côtier et de passer de Léon en Cornouaille ou vice-versa. Ce lieu de passage obligé pour la circulation terrestre a provoqué le développement commercial de la ville, y compris sur le pont lui-même, pont habité de maisons sur pilotis, aux commerces nombreux traditionnellement et resté à péage au bénéfice des Rohan, princes de Léon qui l'avaient fait construire, jusqu'en 1766. On construisit aussi sur le pont même, ou à proximité, une chapelle, un moulin, une pêcherie et même une prison dont les prisonniers s'échappaient parfois en plongeant dans la rivière, ainsi que la maison de la sénéchaussée. Le Chevalier de Fréminville écrit en 1844 que cette dernière, construite au milieu du pont, venait alors d'être démolie ; « au-dessus de la porte de cet édifice gothique on voyait une inscription (...) [en] gothiques carrés : L' an 1518, puissant Jacques, vicomte de Rohan, comte de Porhoët, seigneur de Léon, de la Garnache, de Beauvoir sur mer et de Blain, fist faire ces ponts et maison au-dessus de la rivière. (...).
Jusqu'en 1930 (date de la mise en service du pont Albert-Louppe), ce fut le principal lieu de passage entre l'évêché de Léon et l'évêché de Cornouaille.

### Le risque de submersion marine
Selon un index global correspondant à l'agrégation de 5 critères effectué en 2011 par l'Observatoire National des Risques Naturels, Landerneau est la quatrième commune du Finistère, après Penmarch, Île-Tudy et Treffiagat, la plus exposée au risque de submersion marine avec 20,50 % de sa population totale concernée (plus de 3 000 habitants) et 17,34 hectares de bâti exposé au risque de submersion.

### Port de Landerneau

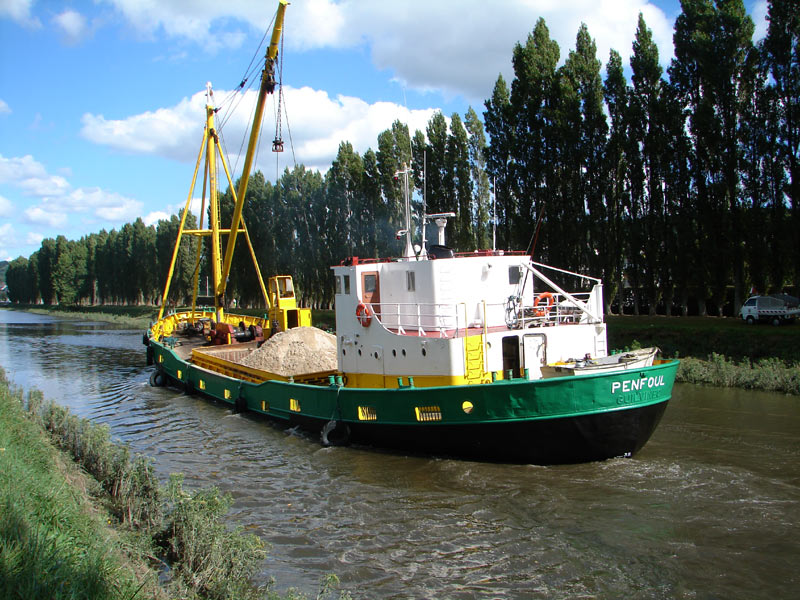
Sablier remontant l'Élorn jusqu'au port de Landerneau (2006).

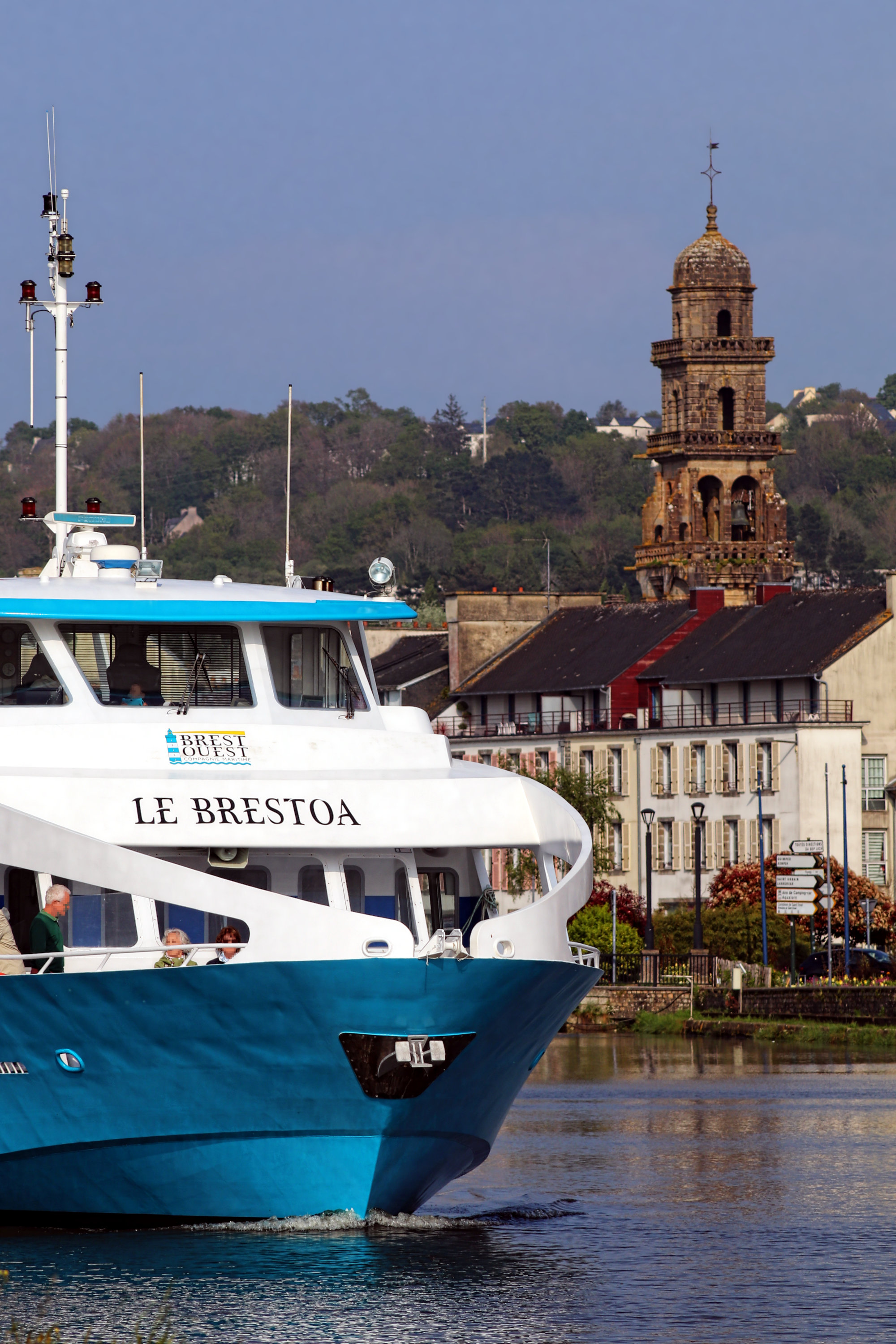
Vedette Le Brestoa quittant le port de Landerneau (2025).

Une ordonnance royale publiée le 18 janvier 1848 précise que le pilote lamaneur au service du port de Landerneau sera domicilié au village de Camfrout et seul habilité à piloter les bateaux remontant jusqu'au port de Landerneau ou descendant depuis ce port jusqu'à la rade de Brest.
Les conditions de navigation sur l'Élorn ont toujours été difficiles, l'accès au port de Landerneau n'étant possible qu'à marée haute et pour les bateaux de faible tirant d'eau.

« La Rivière de Landerneau n'est pas accessible aux navires du plus fort tirant d'eau. Elle n'est navigable à mer basse pour les navires de 4 mètres de tirant d'eau que jusqu'au nord de la chapelle Saint-Jean de Plougastel ou même jusqu'à l'Anse de Kerhuon (contenant les bois de construction de la Marine) à cause de l'étroitesse du chenal. L'entrée en est même diminuée par la « Basse Sainte-Barbe » (1,30 m à marée basse) et par les « Bancs de Keraliou » sur le côté sud de la Rivière, par le travers de l'Anse du Moulin-Blanc. »

L'arrêt en 2010 de l'exploitation du Penfoul, un sablier, dont le passage régulier permettait de dévaser quelque peu le chenal, a aggravé les problèmes de navigabilité. L'accès au port de Landerneau ("l'art de s'échouer") est de plus en plus difficile : une fois à quai, il faut attendre que le niveau de l'eau baisse, afin de pouvoir lâcher un peu les amarres et permettre au bateau de s'échouer ; pour repartir, il faut attendre la marée haute.
Accéder au port de Landerneau n'est pas simple : il ne faut pas oublier de vérifier les horaires et coëfficients de marée (2 heures avant et 2 heures après la pleine mer de Brest avec un coefficient minimum de 80) ; le port de plaisance, situé en centre-ville, dispose d'une dizaine de places.
Après un premier essai en 2023, la compagnie maritime Brest Ouest organise à partir d’avril 2024, quelques allers-retours touristiques entre Brest et Landerneau, à bord de la vedette Le Brestoa, au printemps et en été, quand les coefficient de marée sont suffisants.

### Hydrographie
Pour un article plus général, voir Réseau hydrographique du Finistère.
La commune est située dans le bassin Loire-Bretagne. Elle est drainée par l'Élorn et divers autres petits cours d'eau,.
L'Élorn, d'une longueur de 56 km, prend sa source dans la commune de Sizun et se jette  dans la rade de Brest entre les communes de Plougastel-Daoulas et de Le Relecq-Kerhuon, après avoir traversé 14 communes. Les caractéristiques hydrologiques de l'Elorn sont données par la station hydrologique située sur la commune de Plouédern. Le débit moyen mensuel est de 5,76 m3/s. Le débit moyen journalier maximum est de 73,1 m3/s, atteint lors de la crue du 12 décembre 2000. Le débit instantané maximal est quant à lui de 114 m3/s, atteint le 7 février 2014.

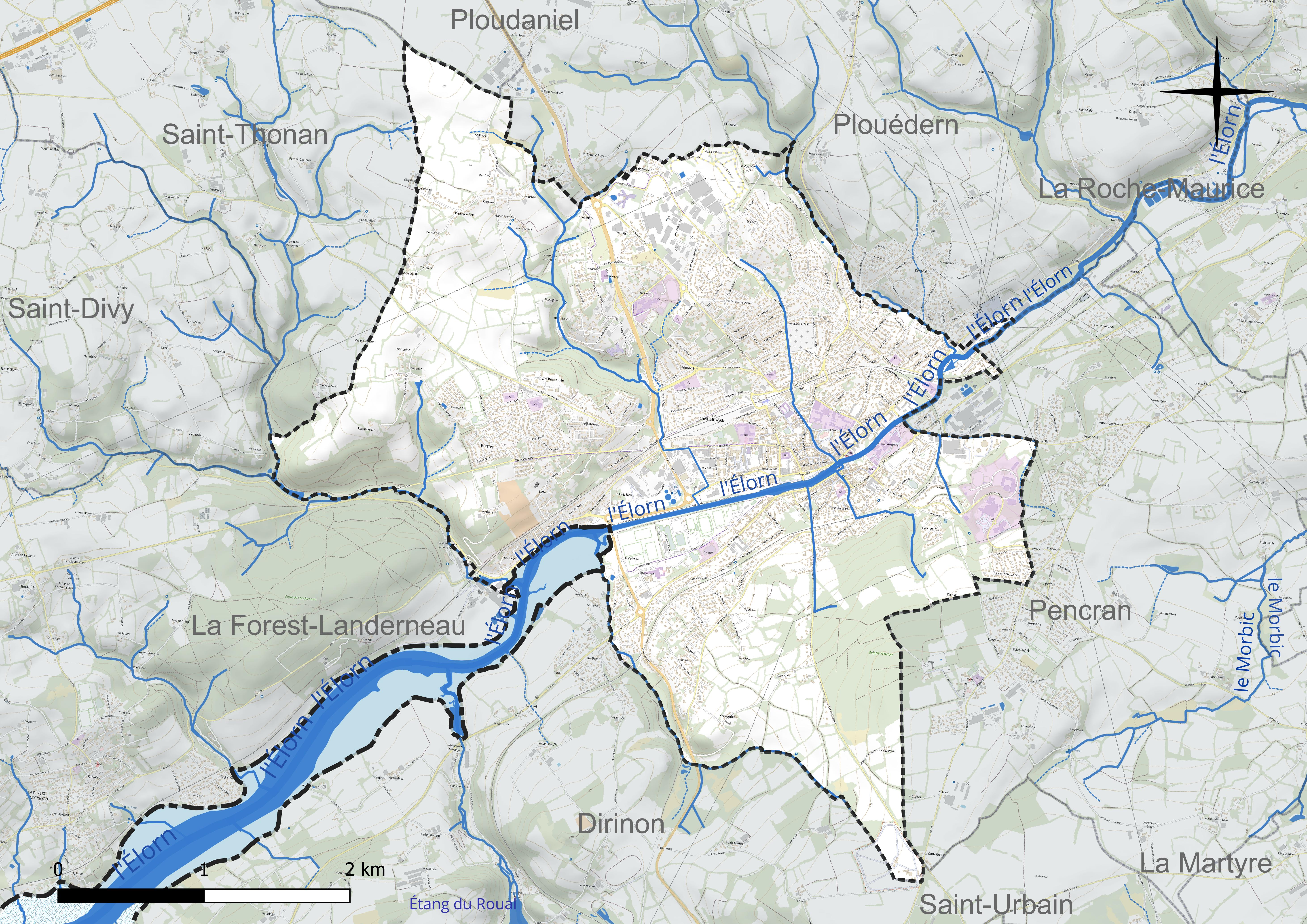
Réseau hydrographique de Landerneau.

### Climat
Pour des articles plus généraux, voir Climat de la Bretagne et Climat du Finistère.
En 2010, le climat de la commune est de type climat océanique franc, selon une étude du CNRS s'appuyant sur une série de données couvrant la période 1971-2000. En 2020, Météo-France publie une typologie des climats de la France métropolitaine dans laquelle la commune est exposée à un climat océanique et est dans la région climatique Finistère nord, caractérisée par une pluviométrie élevée, des températures douces en hiver (6 °C), fraîches en été et des vents forts. Parallèlement l'observatoire de l'environnement en Bretagne publie en 2020 un zonage climatique de la région Bretagne, s'appuyant sur des données de Météo-France de 2009. La commune est, selon ce zonage, dans la zone « Monts d'Arrée », avec des hivers froids, peu de chaleurs et de fortes pluies.
Pour la période 1971-2000, la température annuelle moyenne est de 11,7 °C, avec une amplitude thermique annuelle de 9,8 °C. Le cumul annuel moyen de précipitations est de 989 mm, avec 16,3 jours de précipitations en janvier et 7,6 jours en juillet. Pour la période 1991-2020, la température moyenne annuelle observée sur la station météorologique la plus proche, située sur la commune de Saint-Servais à 10 km à vol d'oiseau, est de 11,6 °C et le cumul annuel moyen de précipitations est de 1 160,4 mm,. Pour l'avenir, les paramètres climatiques de la commune estimés pour 2050 selon différents scénarios d'émission de gaz à effet de serre sont consultables sur un site dédié publié par Météo-France en novembre 2022.

## Urbanisme

### Typologie
Au 1er janvier 2024, Landerneau est catégorisée centre urbain intermédiaire, selon la nouvelle grille communale de densité à 7 niveaux définie par l'Insee en 2022.
Elle appartient à l'unité urbaine de Landerneau, une agglomération intra-départementale dont elle est ville-centre,. Par ailleurs la commune fait partie de l'aire d'attraction de Brest, dont elle est une commune de la couronne,. Cette aire, qui regroupe 68 communes, est catégorisée dans les aires de 200 000 à moins de 700 000 habitants,.
La commune, bordée par la mer d'Iroise, est également une commune littorale au sens de la loi du 3 janvier 1986, dite loi littoral. Des dispositions spécifiques d'urbanisme s'y appliquent dès lors afin de préserver les espaces naturels, les sites, les paysages et l'équilibre écologique du littoral, tel le principe d'inconstructibilité, en dehors des espaces urbanisés, sur la bande littorale des 100 mètres, ou plus si le plan local d'urbanisme le prévoit.

### Occupation des sols
L'occupation des sols de la commune, telle qu'elle ressort de la base de données européenne d'occupation biophysique des sols Corine Land Cover (CLC), est marquée par l'importance des territoires artificialisés (55,1 % en 2018), en augmentation par rapport à 1990 (46,5 %). La répartition détaillée en 2018 est la suivante :
zones urbanisées (42,9 %), zones agricoles hétérogènes (23,6 %), forêts (14,2 %), zones industrielles ou commerciales et réseaux de communication (12,2 %), prairies (3,5 %), terres arables (3,4 %), eaux maritimes (0,2 %). L'évolution de l'occupation des sols de la commune et de ses infrastructures peut être observée sur les différentes représentations cartographiques du territoire : la carte de Cassini (XVIIIe siècle), la carte d'état-major (1820-1866) et les cartes ou photos aériennes de l'IGN pour la période actuelle (1950 à aujourd'hui).

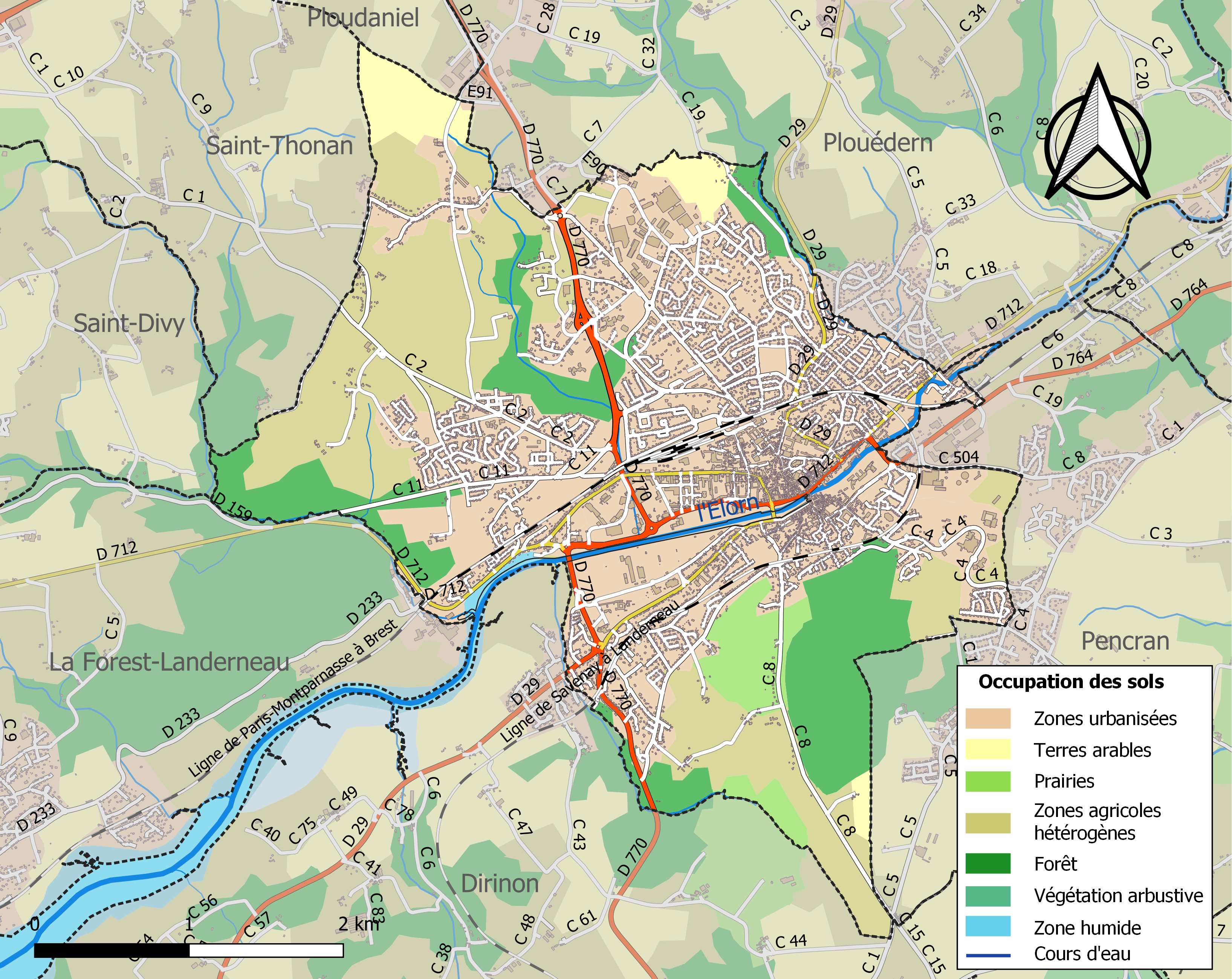
Carte des infrastructures et de l'occupation des sols de la commune en 2018 (CLC).

## Toponymie
Le nom de la localité est attesté sous les formes Lan Terneo ou Lan Erno, Lan terne.
Landerneau se décompose en Lann signifiant « ermitage », « lieu sacré », ici dédié à un certain « Ternoc » ou « Terne », qui aurait monté son oratoire en ces lieux. Les toponymes commençant par « Lann » correspondent à des lieux sanctifiés.
Aristide Mathieu Guilbert établit ainsi dans son Histoire des Villes de France, (1844), que le nom de Landerneau serait antérieur à la construction du monastère du Saint Ernoc et viendrait en réalité « comme toutes les cités commençant par Lan, de l'établissement politique des Kimris » (peuplade celto-gauloise)[réf. obsolète].
Il conviendrait cependant de vérifier la relation de Landerneau, un Lann edern[o], avec saint  Edern, patron de Plouédern, très proche de Landerneau.

## Histoire

### Étymologie et origines
Située à l'embouchure du fleuve côtier de l'Élorn qui sépare le pays de Léon de la Cornouaille, la ville fut fondée près de l'ermitage (lann) de saint Arnoc, dit aussi Ternoc, évêque cité dans un calendrier breton du IXe siècle, d'où le nom Lan-Terneo qui évoluera en Landerne, francisé en Landerneau. Une confusion est possible avec saint Ténénan, qui aurait été le premier saint patron de Landerneau ; saint Arnoc est parfois confondu avec saint Ténénan et certains historiens pensent qu'il s'agit en fait du même saint

« Arnec était fils de saint Judicaël et de la reine Morone sa femme. Il embrassa la vie religieuse sous saint Judoce, son oncle, avec lequel il vécut quelque temps sur les bords de la Canche, dans le Ponthieu. À la mort de ce saint parent, il revint dans le Léon, y bâtit sur les bords de l'Élorn une cellule et une chapelle devenue célèbre sous le nom de Land-Ernoc, nom qu'a conservé la ville actuelle de Landerneau. Plus tard saint Arnec devint évêque dans le canton d'Illy. Son évêché ne renfermait que vingt ménages. Pendant son épiscopat, il fit construire deux églises dans la paroisse de Ploudaniel et les dédia aux deux meilleurs amis qu'avait eu le roi son père, l'une à saint Méen, l'autre à saint Éloi. Près de lui vivait un saint ermite nommé Guénion, Guinien ou Vinien, qui était frère de saint Judicaël et à qui saint Arnec céda son évêché. Saint Guinien est patron de Pleudaniel. L'ancien petit royaume d'Illy était dans la paroisse de Trégarantec, dans la section Lysien, et contenait dix-sept villages. Saint Arnec est le patron de Trégarantec. »

### Antiquité
Le site de Landerneau abritait sans doute une agglomération dès la période romaine. Les inventaires archéologiques du XIXe siècle signalent de nombreux vestiges entre la ville et les environs de Traon-Elorn.

### Moyen Âge
Au haut Moyen Âge, de petites cellules monastiques, des « lan », sont établies dans la vallée. La toponymie permet d'en repérer une à Saint-Ernel (Ernel est une évolution de Ternoc-Terneo, le nom du saint éponyme de la ville) et à Lanrinou (le lan de Rinou). Les églises de Beuzit-Conogan et de Saint-Houardon, citées dans un acte du milieu du XIe siècle, ont peut-être aussi pour origine un établissement du même type.
Le nom de Landerneau apparaît en 1206, soit à une période où l'agglomération est en plein développement. L'établissement est alors la principale ville de la seigneurie de Léon, un fief né du démembrement de la vicomté du même nom. Il compte deux sanctuaires : l'église Saint-Houardon, déjà mentionnée, et Saint-Thomas, un prieuré de l'abbaye de Daoulas érigé avant 1218 sous le patronage de Thomas Becket canonisé. En 1336, un hôpital, dédié à saint Julien, est bâti près du pont.
Après la mort d'Hervé VIII de Léon en 1363, la ville entre dans le domaine des vicomtes de Rohan, une famille qui ne fera que renforcer son influence. À la fin du Moyen Âge, Landerneau est une agglomération active qui abrite une bourgeoisie enrichie grâce au développement du commerce maritime.
Landerneau comprenait quatre paroisses : Saint-Houardon, Saint-Julien et Beuzit-Conogan, faisant partie de l'archidiaconé d'Ac'h et relevant de l'évêché de Léon et, sur la rive gauche, Saint-Thomas relevant de l'évêché de Cornouaille.
L'historien Jean Kerhervé résume ainsi l'histoire de Landerneau au Moyen Âge :

« L'histoire médiévale de Landerneau souffre d'une pénurie de sources qui tient à la disparition, pendant la Révolution française, d'une majeure partie des archives de la seigneurie de Léon. Des origines au XIIIe siècle, on peut seulement entrevoir la naissance, sur le premier gué de l'Élorn (portus), autour d'un point fortifié et de deux bourgs monastiques, d'une agglomération qui profite de l'installation d'une famille seigneuriale, celle des Hervé de Léon (vers 1180). Un pont et un hôpital sont attestés en 1336. Chef-lieu de seigneurie et port d'armement et de commerce, la ville tire parti des productions agricoles de son arrière-pays et noue des relations avec le monde atlantique. Son développement urbain demeure limité et sa population modeste. Elle n'attire que tardivement un couvent d'un ordre mendiant (des moines franciscains s'installent en 1488). Mais sa réussite se traduit par l'émergence dans les sources d'une élite de citadins aisés (artisans, marchands, armateurs et maîtres de navires, membres de l'administration seigneuriale). Vers 1500, le paysage urbain se dessine un peu mieux, avec le pont de pierre habité, un réseau de rues en formation, de puissants moulins, un hôpital, des églises (Saint-Thomas, Saint-Houardon, Saint-Julien), des halles, des hôtels bourgeois et un quai de pierre où accostent les navires marchands en provenance de tous les horizons atlantiques, du Portugal au îles Britanniques et à la Flandre. »

### Temps modernes
Louis Le Guennec évoque en ces termes le moulin-prison du pont de Rohan, disparu peu avant 1929 :

« Qui ne connaît au moins par l'image l'imposant moulin-prison édifié en 1510 sur le pont de Landerneau par Jean, vicomte de Rohan, comte de Porhoët ? Moulin fameux qui, selon le proverbe breton, n'était situé ni en Léon, ni en Cornouaille (parce que entre les deux), que remplace aujourd'hui une maison vulgaire et dont les amis du passé pleurent encore la large porte sertie d'une riche arcature feuillagée, les chevronnières hérissées de boutons végétaux, les fenêtres à croisillon, les robustes éperons d'angle, la tourelle enfin qui complétait l'aspect quasi-féodal de ce vénérable logis. »

En 1543, Ambroise Paré, qui accompagne René Ier de Rohan venu défendre la province, trouve « la population en armes, le tocsin sonnant de toutes parts » en raison de la menace d'un débarquement anglais finalement écarté. Il en profite pour décrire le jeu de la lutte bretonne alors déjà pratiquée.

#### XVIeetXVIIesiècles

##### Prospérité linière

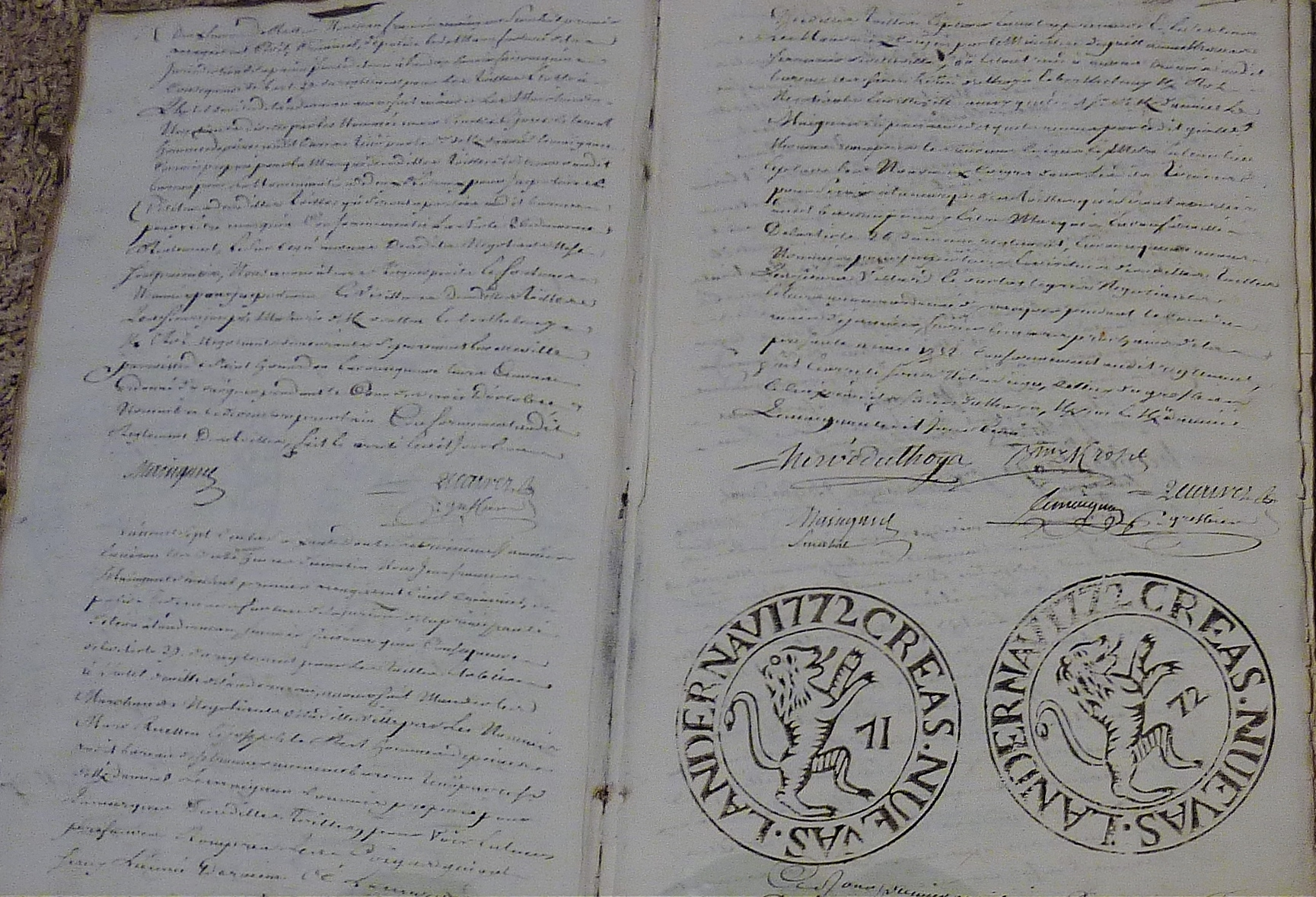
Livre d'enregistrement de la marque des toiles de Landerneau (1783-1791)

La ville connaît une période de forte prospérité aux XVIe et XVIIe siècles grâce au commerce du lin. En effet, on produisait dans la région quantité de toiles fines de lin, appelées « crées ». Landerneau était donc, après Morlaix, le deuxième port d'exportation des crées du Léon entre le XVIe et le XVIIIe siècle. À partir de 1736, c'est ainsi que Morlaix, l'un des lieux d'implantation d'un « bureau des toiles » qui contrôle la qualité et la longueur des crées.
Une des raisons du succès de ces toiles tient dans le sérieux de leur fabrication, régie par des règlements établis par le Conseil du Roi, et qui étaient de véritables cahiers des charges précisant le nombre de fils de chaîne pour chaque type de voile, leur longueur au sortir du métier à tisser, la nature et la qualité des fibres utilisées, la qualité des lisières, le pliage, etc. Le règlement du 7 février 1736 comprend 53 articles. Pour vérifier leur conformité avant l'expédition, les ballots passent par les "Bureaux de la marque" installés généralement dans les ports exportateurs. Chaque "bureau des toiles" est tenu par un commis chargé d'apposer, le plus souvent au noir de fumée, les coins ou marques qui attesteront de la qualité et de la conformité des toiles. Le 2 janvier de chaque année, les anciens coins sont détruits, afin d'éviter les fraudes, et remplacés par de nouveaux.
Mais le commerce landernéen ne se limite pas aux crées : l'exportation des cuirs, des papiers (jusqu'à la perte du privilège d'exportation en 1771), des bestiaux et des chevaux. À l'importation, les bois, les vins et le fer venu d'Espagne et de Suède constituaient les principaux trafics entrant dans le port.
Landerneau servait aussi de port d'entrepôt pour les besoins du port de Brest pour le bois et les genêts nécessaires à l'alimentation en combustible de la quarantaine de fours du port de Brest et que des gabares venaient chercher. De même les vivres de la marine y entreposaient des grains, du vin (conservé dans onze à douze cents barriques), les fèves, les pois, les salaisons, etc.
L'importance du commerce landernéen a provoqué l'émergence de grandes familles de négociants comme celles des Duthoya, des Mazurier, des Drezen ou encore Marguerite Mével, bourgeois allogènes et francophones distincts des paysans-marchands de toile, les juloded, des zones rurales avoisinantes.
Pendant un siècle et demi, entre 1527 et 1663, quatre sculpteurs ont leur atelier à Landerneau et produisent des œuvres pour toute la Basse Bretagne ; parmi eux les deux frères Bastien et Henry Prigent dont des sculptures sont connues dans une cinquantaine de paroisses du Léon et de Cornouaille, dont les calvaires monumentaux de Plougonven et de Pleyben et la sculpture du Christ ressuscité situé sur la façade de la Maison de la Sénéchaussée de Landerneau.

##### Autres faits desXVIesiècleetXVIIesiècle
Landerneau est concernée par la Révolte du papier timbré en 1675, dite aussi "Révolte des bonnets rouges".

##### Landerneau, capitale administrative traditionnelle

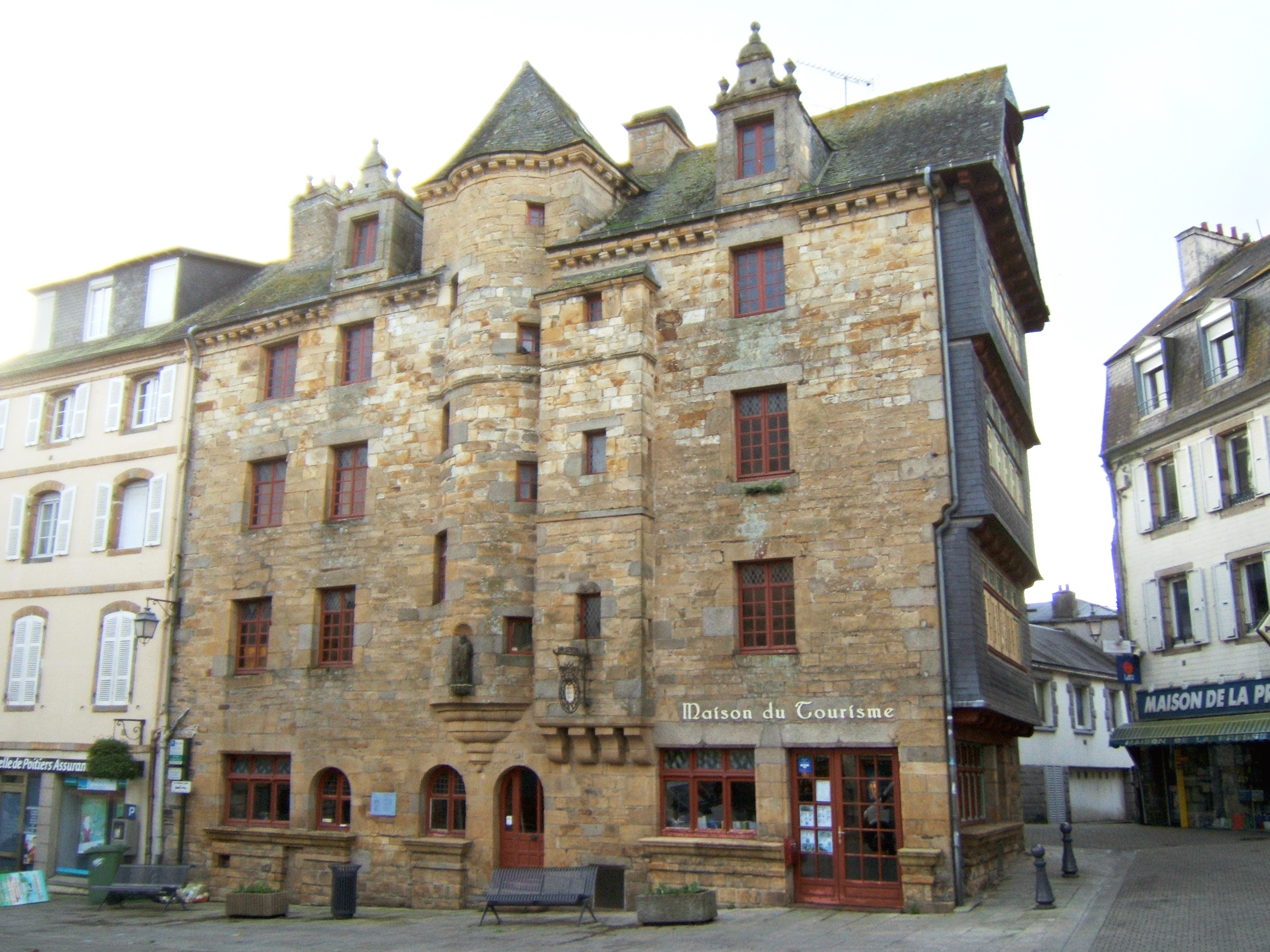
La « maison de la sénéchaussée » en pierre de Logonna, édifiée en 1664.

La seigneurie de Léon s'étendait sur 42 paroisses et trèves ; à la veille de la Révolution française, elle avait encore conservé ses droits de port et havre et le droit de ménage sur toutes les marchandises vendues sur les marchés.
La sénéchaussée seigneuriale de Landerneau subsistait encore à la veille de la Révolution : à sa tête, le sénéchal était l'une des personnalités les plus importantes et les plus riches de la ville. L'existence de cette juridiction explique la présence d'avocats, de procureurs, de greffiers, sergents et huissiers. Toutefois en appel, c'est la juridiction royale de Lesneven qui était compétente.
Landerneau était aussi sous l'Ancien Régime le siège d'une subdélégation couvrant 35 paroisses avoisinantes ; le subdélégué le plus connu fut Kervéguen Le Coat, accablé de dettes mais propriétaire d'une très belle bibliothèque.

#### Aménagement du port de Landerneau auXVIIIesiècle
Le quai de Cornouaille (rive gauche) est achevé en 1745 et rehaussé en 1774 car il était inondé à chaque marée ; le quai de Léon (rive droite) est achevé en 1762 et l'on y ajoute une cale de carénage et de construction navale en 1785. Mais accéder au port par voie maritime reste difficile. Le cahier de doléances de Landerneau se plaint « que le redressement et le curage de la rivière et de l'entrée du port qui s'encombrent journellement par des vases » sont une nécessité.
Jacques Cambry décrit ainsi le port vers 1794, reprenant les notes d'un ingénieur :

« Le port de Landerneau, dit-il, est à l'embouchure de l'Elorn dans la rade de Brest, c'est un des plus importans du Finistère ; il est protégé par les fortifications et les mouvemens du port de Brest. (…) Il serviroit aussi très-utilement d'entrepôt à celui de Brest. Mais pour jouir de tous ces avantages, il faudroit dégager le chenal des vases qui l'obstruent dans une longueur d'environ quinze-cents toises, ce chenal est dans cette longueur très sinueux, et les angles saillans de ces sinuosités forment des noyaux d'atterissemens pour tous les corps étrangers que le flux délaye et apporte à toutes les marées ; l'entrée du port est d'ailleurs d'une obliquité sensible. Il faudroit pour détruire ces inconvéniens redresser le lit de la rivière en formant sur la rive droite, un quai de halage pour faciliter la remonte des vaisseaux, lorsque les vents sont contraires. »

#### Landerneau auXVIIIesiècle

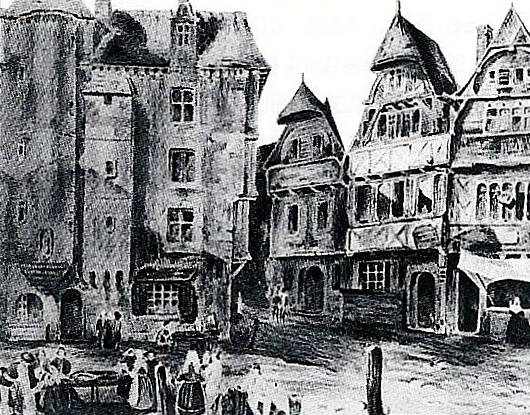
Vieilles maisons de la place du marché (dessin de 1748).

Landerneau est un carrefour, d'où la mixité des populations, des costumes, des métiers (…) On y parle français et breton, on s'habille en costume traditionnel et à la française (…). Le cœur de la ville gravite autour du pont et du port trois domaines religieux (Ursulines, Capucins, Récollets) s'étendent alentour et très vite on arrive dans les campagnes aux activités diverses. Les riches négociants bâtissent des maisons imposantes en pierre de Logonna ou en kersanton pour les linteaux de porte et fenêtres.

### Révolution française et Empire
En 1791, la paroisse de Beuzit-Conogan fut supprimée et partagée entre Landerneau (la plus grande partie) et Saint-Thonan.
Elle fut chef-lieu de district de 1790 à 1795.
La ville de Landerneau est ainsi décrite en 1792 :

« On lui donne 4 000 habitants. Elle a trois paroisses : Saint-Houardon, Saint-Thomas, Saint-Julien, un couvent de capucins, un de récollets. Ces derniers sont à 8 ou 900 toises au-dessous de la ville. Sur la rive gauche de l'Élorn, on y voit encore une grande maison appartenant aux ursulines louée au Roi dans la dernière guerre pour y servir d'hôpital et dans la suite de casernes des troupes de marine. La ville a une juridiction seigneuriale appartenant au duc de Rohan Prince de Léon de laquelle principalement elle est le chef-lieu. Son commerce autrefois assez brillant est aujourd'hui presque ruiné, deux ou trois négociants le soutiennent seuls. Il ne se fait plus que par commission pour l'Espagne et le Portugal. Les importations et les exportations sont absolument les mêmes qu'à Morlaix. »

Une étude sur les Rôles de capitation aux archives de Landerneau est disponible sur un site Internet
Selon un recensement des grains datant du 2 prairial an II (21 mai 1795) dans le district de Landerneau, la production annuelle de sarrasin était alors de 12 000 quintaux, celles de l'orge de 11 000 quintaux, d'avoine de 10 000 quintaux, de méteil de 1 567 quintaux et de seigle de 277 quintaux.

### Époque contemporaine

#### Importance de l'alcoolisme
Un prêtre de Landerneau écrit en 1846 à propos de l'eau-de-vie : « Elle n'est presque pour rien et les jours de marché, hommes, femmes, enfants de neuf à dix ans boivent cette liqueur à pleins verres ; elles les rend comme fols et furieux ».
La "Société linière"

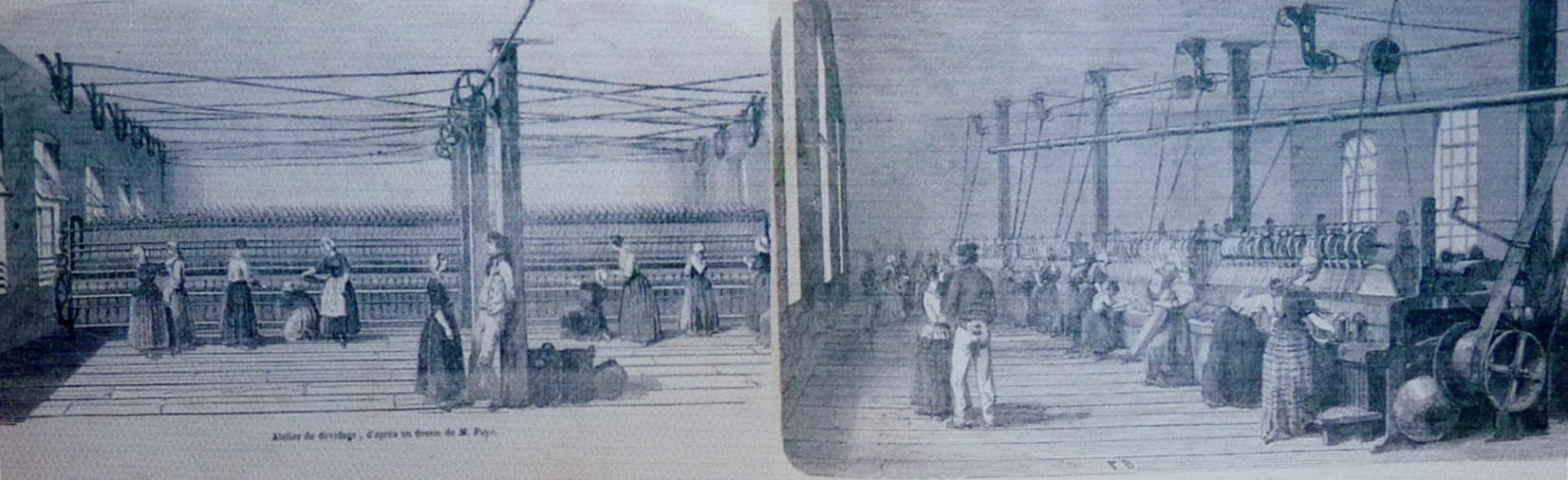
Deux gravures illustrant le travail dans la Société linière en 1849.

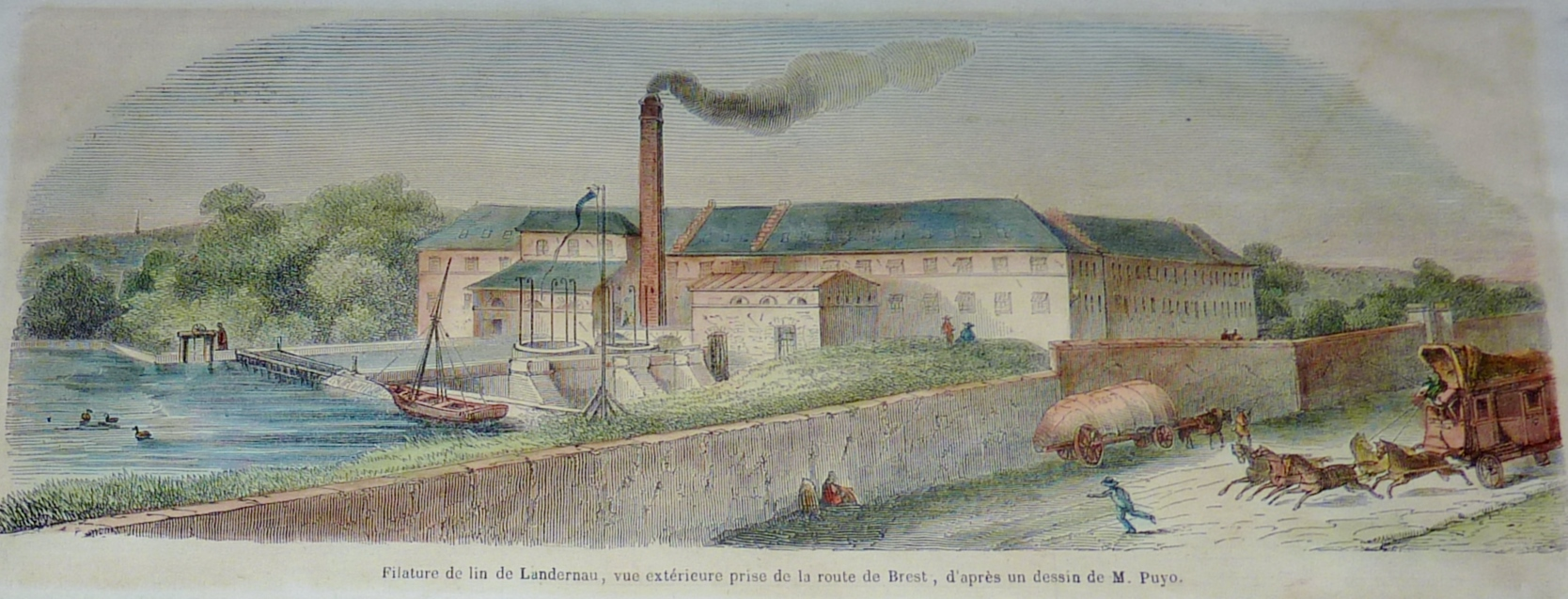
La Société linière de Landerneau (gravure de Constant Puyo).

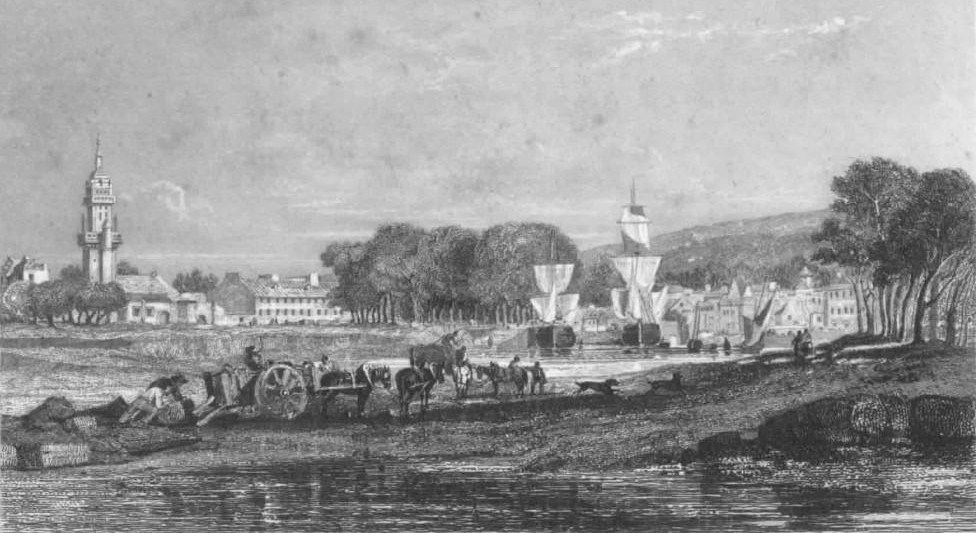
Jules Noël : Landerneau en 1844 (gravure).

« Une manufacture comprenant 120 métiers à tisser est fondée en 1821 par des négociants de Landerneau dans l'ancien couvent des capucins ; on y tisse le lin, le coton, les siamoises de couleur, le linge de table […]. Cette manufacture occupe 400 ouvriers, tisserands, dévideuses, teinturiers, etc. […] Environ 200 000 aunes de toiles de toutes espèces s'y fabriquent annuellement et se consomment savoir : la moitié par l'intérieur, le quart pour la Marine Royale (toiles de voiles et toiles d'habillement), le quart pour les colonies ».
En 1845, l'entreprise, devenue la "Société linière", une société en commandite par actions, s'installe dans de nouveaux locaux aux portes de la ville dans une zone vaste de 23 hectares : la société recrute dès la décennie 1840 des contremaîtres écossais ; elle emploie dans les années 1848-1853 près de 300 Britanniques, essentiellement des Écossais, venant notamment de Dundee, recrutés par le directeur de la filature, lui-même d'origine écossaise, pour former et encadrer le personnel sur les nouveaux métiers à tisser, notamment mécaniques. L'entreprise utilise des turbines hydrauliques et des machines à vapeur. Ces ouvriers et ouvrières, fileurs ou peigneurs, logent à Landerneau au « village des Écossais » ou à Pencran. Un pasteur presbytérien, Charles Frazer, leur sert d'aumônier. Une société de secours mutuels est créée. Ce fut la plus grande entreprise textile de Bretagne pendant le reste du XIXe siècle. À son apogée, en 1855, elle comptait 680 métiers à tisser pour la fabrication des toiles à voiles et 950 autres pour les autres fabrications (toiles à hamacs, à tentes, à sacs, à habits de marins et de forçats, à drap), la production (1 800 000 mètres de toiles par an vers 1855) étant livrée principalement aux ports de Brest (la moitié de la production va à l'arsenal de Brest pour la fabrication des toiles des bateaux), Cherbourg et Toulon. L'entreprise employait alors de 1 500 à 2 000 ouvriers sur le site même de la filature, mais environ 2 000 autres étaient employés dans les campagnes avoisinantes pour la préparation des fibres textiles. Mais progressivement dans la seconde moitié du XIXe siècle, l'emploi du coton de préférence au lin pour les voiles des navires et le remplacement de la marine à voiles par la marine à vapeur provoqua le déclin de la filature qui ferma en 1891. En 1895, la manufacture licencie ses 1 000 derniers ouvriers.

#### Des usines aux odeurs nauséabondes

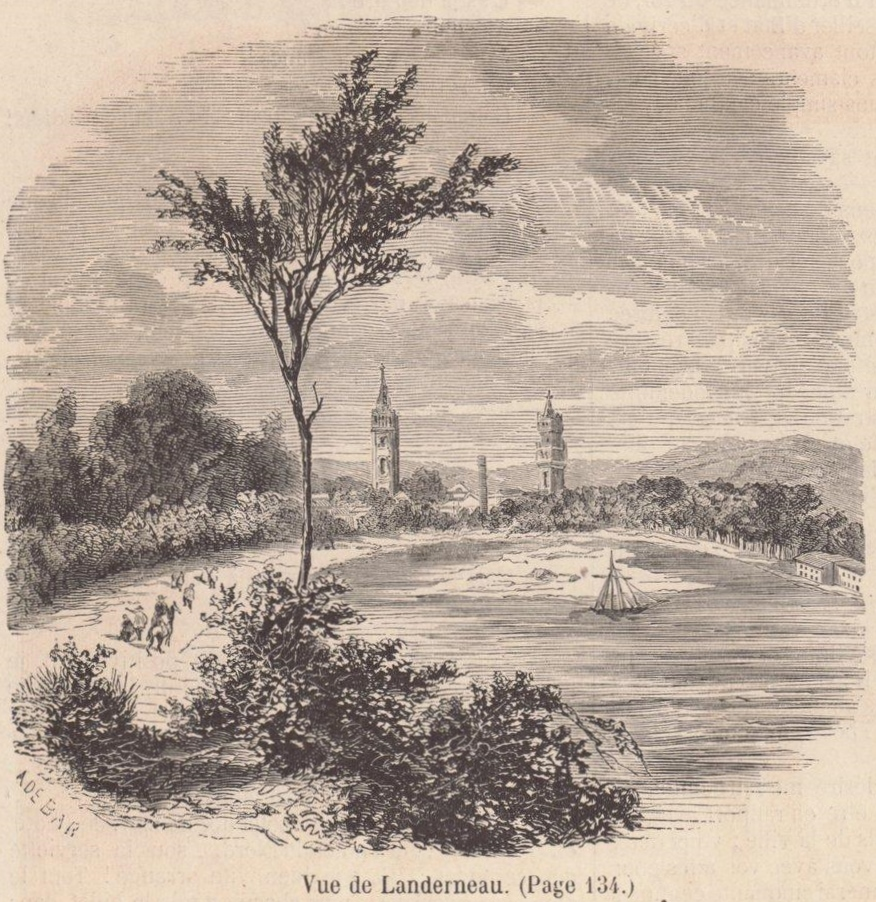
Vue de Landerneau en 1858 (dessin d'E. Moullin).

Max Radiguet évoque en 1865 les odeurs nauséabondes émanant des diverses usines avoisinant Landerneau :

« Les vastes établissements industriels auxquels Landerneau doit son importance ont, il faut le dire, légèrement modifié son principal charme, celui de ses promenades. En effet, si séduit par les vastes allées qui s'étendent à toutes les sorties de la ville, vois sous avancez dans la campagne, et si, désireux de respirer cette fraîche odeur de feuilles et fleurettes agrestes, vous ouvrez confiant vos narines à la brise, elle vous arrive traîtreusement chargée des émanations d'une tannerie […] ; vous changez de route, bientôt le chlore d'une blanchisserie vous prend à la gorge comme dans un hôpital de pestiférés ; vous prenez une direction toute contraire […], vous tombez cette fois sous une brise qui, en traversant une fabrique de chandelles, s'est imprégnée de suif […], trop heureux encore si vous échappez à l'odieuse haleine de ces dépôts de noir animal […]. »

#### Épidémie de peste bovine
En 1871, une épidémie de peste bovine ayant provoqué une mortalité très importante de bœufs dans le nord du Finistère, notamment à Landerneau où 2 500 bœufs avaient été rassemblés en janvier 1871 afin de pourvoir au ravitaillement de Paris pendant la Guerre de 1870, il devint très important d'enfouir au plus vite les cadavres de ces animaux : 600 à 800 d'entre eux furent placés dans deux vieux navires, la Salve et le Podor, que l'on fit couler à coups de canons entre Ouessant et Porspoder ; les cadavres de certains de ces animaux vinrent s'échouer sur la côte de Porspoder (d'autres à Ouessant, Béniguet et même l'Île Vierge), où ils furent immédiatement enterrés.
Le port de Landerneau dans la seconde moitié du XIXe siècle

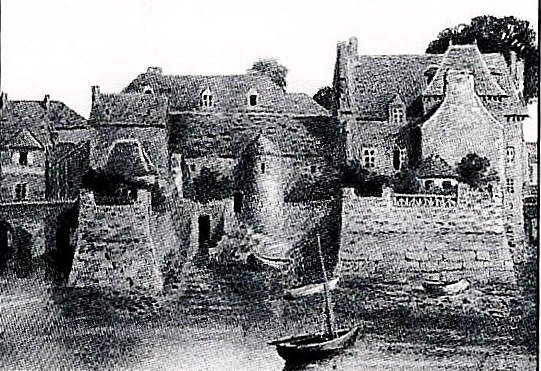
Le pont habité de Landerneau en 1890 (dessin de R. Roy).

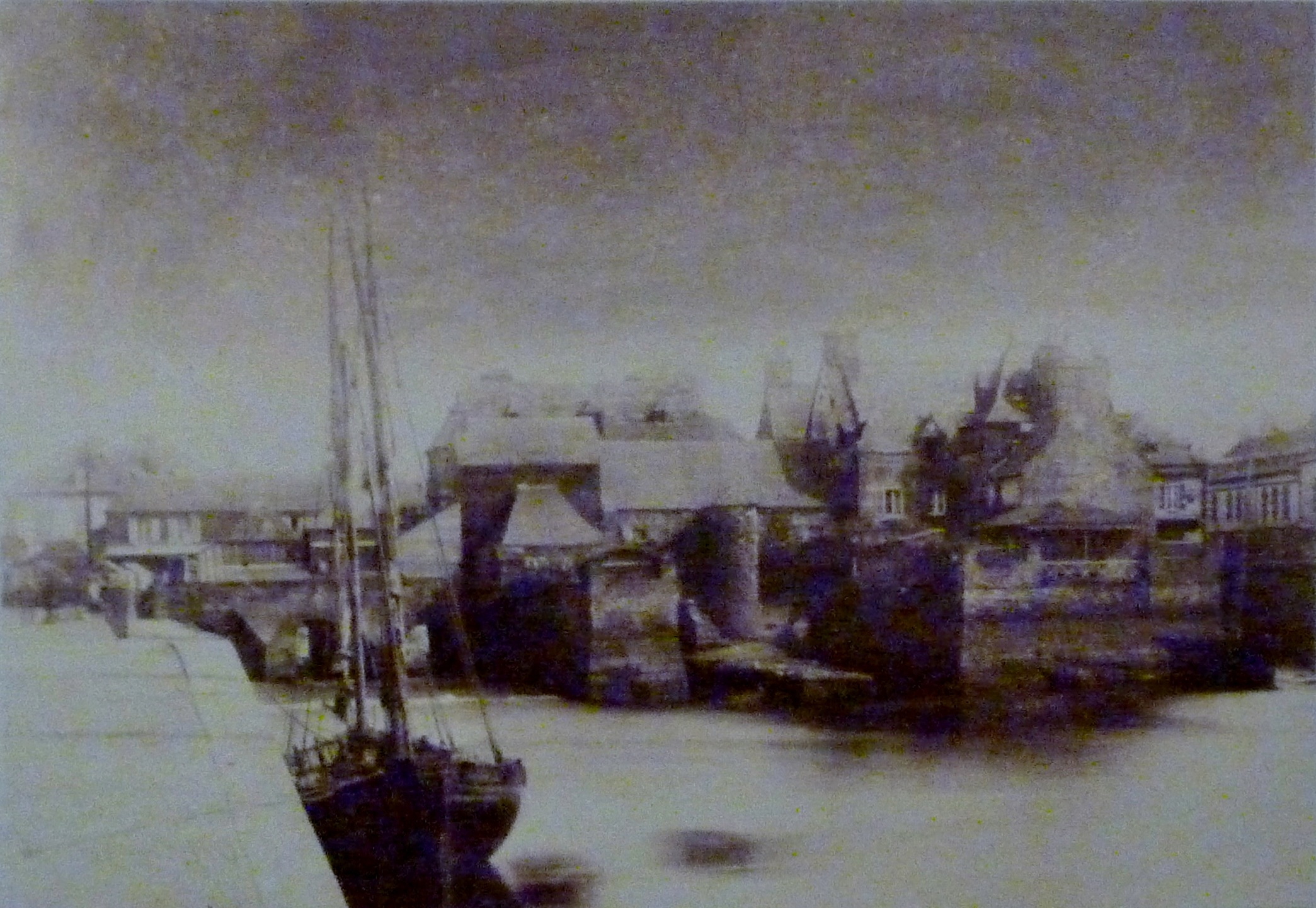
Le port et le pont couvert de Landerneau vers 1860 (photo anonyme, musée de Bretagne)

Max Radiguet décrit ainsi le port de Landerneau :

« Quant à la ville proprement dite, elle ouvre large et claire sur de vastes quais où sont amarrés des navires que le mouvement commercial emplit et vide tour à tour, et qui, remorqués par leur personnel, s'en vont en cas de vent contraire, le long d'un charmant chemin de halage, rejoindre cette partie du chenal où le bras de mer qui s'unit à l'Élorn devient navigable. »

La prison de Landerneau
La "maison centrale" de Landerneau, aménagée dans l'ancien couvent des Ursulines transformé après la Révolution française en caserne, a enfermé entre 1871 et 1899 jusqu'à 500 prisonniers, des communards, mais aussi des prisonniers de droit commun, y compris des "rélégables" en attente de déportation vers les bagnes coloniaux. L'établissement ferma en 1899 car il n'y restait plus que quatorze prisonniers.

#### Querelles liées à la laïcité
Les mesures de laïcisation prises par le gouvernement d'Émile Combes provoquèrent de nombreuses manifestations à Landerneau : par exemple, en août 1902, devant le pensionnat Saint-Julien, tenu par les Sœurs du Saint-Esprit, des milliers de paysans armés de bâtons, de fourches et de faux, s'élançaient et formaient une grande résolue.
En 1903, trois brigades de gendarmes à cheval, une de gendarmes à pied, une compagnie d'infanterie et la police locale, soit plusieurs centaines d'hommes en armes sont envoyés à Landerneau pour procéder à l'expulsion des religieuses.
Le journal La Croix du 9 juin 1903 écrit :

« Des commissaires de police, envoyés par le gouvernement, viennent de se rendre dans ceux des établissements enseignants du Finistère dirigés par les anciens Frères de Ploërmel, qui devaient se fermer le 31 mai dernier, pour voir si la fermeture avait eu lieu réellement. […] À Landerneau […], les commissaires ont trouvé les Frères revêtus d'habits laïques, continuant à faire l'école, se déclarant sécularisés et libres, par conséquent, d'enseigner. »

#### Affaire Cadiou- Le mystère de la Grande-Palud

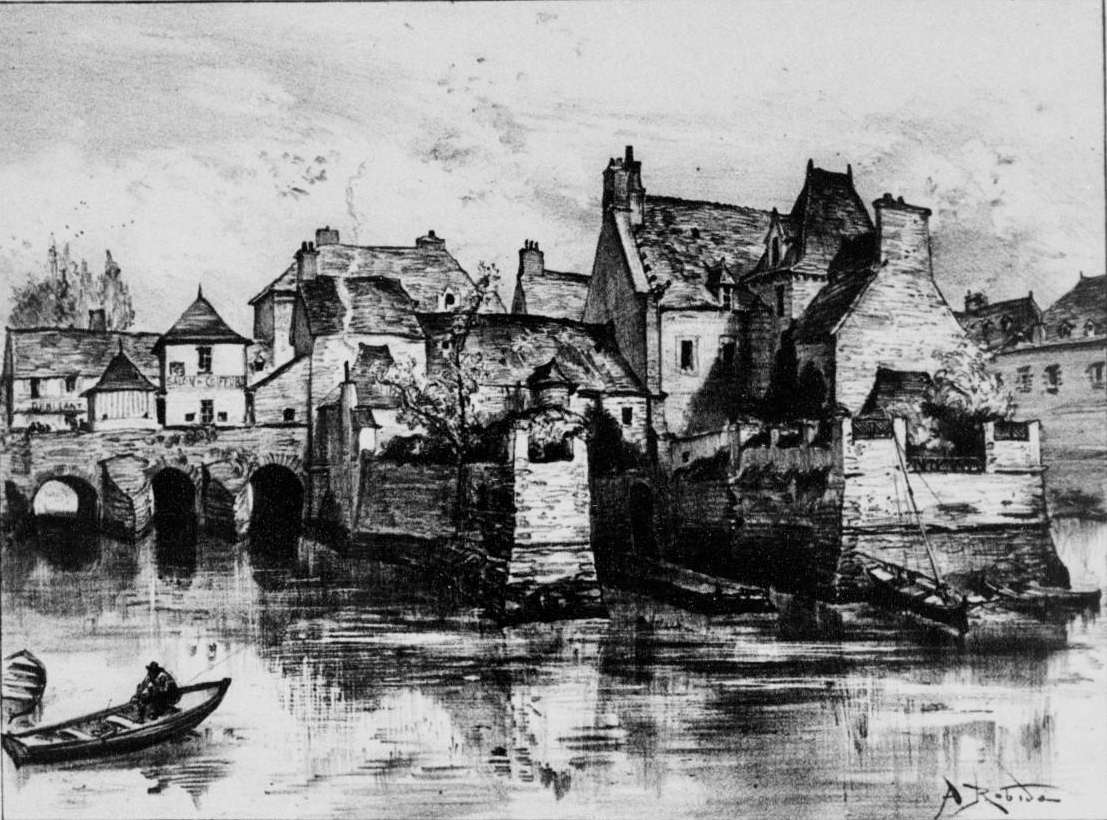
Le pont habité de Landerneau vers 1900 (lithographie d'Albert Robida).

L'affaire Cadiou est une affaire criminelle qui a occupé la une des journaux en 1914 avant le conflit de la première guerre mondiale. Louis Cadiou, ancien avoué alors âgé de 48 ans, directeur de l'usine de coton à poudre de la Grande-Palud qu'il avait acheté en 1909 à un industriel allemand, Temming, disparut probablement le 30 décembre 1913 ou l'un des jours suivants (car la date de sa disparition resta incertaine) et son cadavre trouvé un mois plus tard dans un bois près de son usine. Il était soupçonné de fraude et faisait l'objet d'une enquête au moment de sa disparition. Louis Pierre, ingénieur employé à l'usine de la Grande Palud près de Landerneau, est le principal accusé. Il est soupçonné du meurtre du directeur de l'usine.
De nombreux rebondissements interviennent dans l'affaire : des allemands qui sont aux commandes de l'usine, une voyante qui indique où se trouve le cadavre, une autopsie ratée, un courrier anonyme qui indique comment faire la contre-autopsie, un accusé qui ne sait plus quand il achète un pistolet, des témoins qui changent de version, des hommes politiques corrompus, un juge peu perspicace qui fait une confiance aveugle à un mythomane et des journalistes qui font avancer l'enquête avec l'aide des brigades du Tigre.
Malgré la faiblesse de l'accusation, un procès est programmé pour fin 1914. Il fut reporté à cause de la Grande Guerre. Convoqué en 1919 devant les assises du Finistère, Louis Pierre fût acquitté. L'assassin n'a jamais été retrouvé.

#### Première Guerre mondiale
233 soldats landernéens sont morts pour la France pendant la Première Guerre mondiale. Un soldat de la commune, Yves Marie Garoff, est aussi mort au Maroc lors de la bataille d'Elhri le 13 novembre 1914.
Par ailleurs 58 soldats sont inhumés dans le carré militaire du cimetière de Landerneau ; la plupart sont décédés alors qu'ils étaient hospitalisés à Landerneau des suites de leurs blessures ou de maladies contractées en service commandé et sont originaires de toute la France et, pour certains, de son empire colonial.
L'Office central de Landerneau, créé en 1911 sous le nom initial d'"Office Central des Œuvres Mutuelles agricoles du Finistère" (constituant d'abord une caisse d'assurance contre l'incendie), dont Hervé de Guébriant fut le président de 1919 à 1956, fut d'abord une coopérative d'achat de matériel agricole, puis de vente des produits agricoles, avant de développer par la suite une société d'assurances et des services financiers. Il dispose de 66 syndicats membres en 1920, 292 en 1927, 569 en 1939, avec plus de 45 000 adhérents. C'est l'ancêtre de Triskalia, du Crédit mutuel de Bretagne et de Groupama.
Ce n'est qu'en 1925 qu'un service public d'éclairage électrique, fonctionnant grâce à une usine à gaz, fut mis en place à Landerneau.

#### Seconde Guerre mondiale
Un groupe de résistants FTP se constitue au cours de l'année 1942 à Landerneau autour de Jean Sizorn, Henri Lambert, Marcel Peucat, Marcel Briand, l'abbé Palpatz, etc., prenant par la suite le nom de « groupe Lambert », et commence, en liaison avec les résistants FTP brestois dirigés par Mathieu Donnart (alias colonel Poussin) à commettre des sabotages, provoquant notamment un déraillement le 5 décembre 1943 sur la ligne de Quimper à Landerneau, puis quatre autres déraillements par la suite. Le 19 avril 1944 à Landerneau, trois membres du réseau, André Millour, Alain Daniel et Henri Bourhis, âgés de 21 à 24 ans, le premier peintre, les deux autres boulangers, accusés de sabotage de voies ferrées, sont exécutés par les Allemands. Parmi les autres membres du réseau, François Pengam fut aussi fusillé le 27 mai 1944 à la prison de Pontaniou à Brest ; Marcel Boucher, Guy Raoul et André Garrec furent abattus par les Allemands le 5 février 1944 après avoir tué un colonel allemand et son ordonnance près de Trédudon-le-Moine ; la femme de Jean Sizorn et leur fille furent déportées au camp de concentration de Ravensbrück où elles moururent.
D'autres résistants landernéens ont été déportés, notamment Fernand Yvinec, membre du réseau de résistance Alliance, déporté au Camp de concentration de Natzweiler-Struthof où il fut exécuté le 20 mai 1944, Joseph Le Roux, déporté au camp de concentration d'Oranienbourg-Sachsenhausen et décédé le 15 mai 1945 à Bergen-Belsen, Georges Le Saout, membre du groupe de résistance Libé-Nord, arrêté en juillet 1943 par les Allemands, déporté et mort dans un camp de concentration.
Joseph Louis Galliou, né le 2 septembre 1920 à Plounéventer, parachutiste de la France libre au 2e régiment de chasseurs parachutistes, fut fusillé par les Allemands à Trédion (Morbihan) au lieu-dit Kerlanvaux le 15 juillet 1944 en même temps que six autres parachutistes et le paysan qui les hébergeait.
Les Américains libèrent la ville le 11 août 1944. Ils sont précédés de deux parachutistes de la France libre du 3e régiment de chasseurs parachutistes (collègues de Joseph Louis Galliou). L'un des deux, Guy Léo Guichard, 21 ans, est mort au combat en ville. La compagnie FTPF "Corse", de Plonévez-du-Faou, participa, aux côtés du bataillon Georges Le Gall et de la section spéciale Pengam (du nom du résistant landernéen François Pengam, fusillé par les Allemands), à la libération de Landerneau.
André Lagoguet fut à la tête du bataillon FTPF de Landerneau, qui fit notamment sauter le tunnel ferroviaire de Quimerc'h et participa au siège de Brest.
81 Landernéens sont morts pour la France pendant la Seconde Guerre mondiale.
Le Kommando de Landerneau, dénommé aussi Kommando Schaad ou SD de Landerneau, est un groupe de miliciens qui a activement collaboré avec la Gestapo, pourchassant les résistants et commettant maintes exactions (tortures, etc.), pendant la Seconde Guerre mondiale.

#### L'après Seconde Guerre mondiale
Dix Landernéens sont morts pour la France pendant la guerre d'Indochine et huit pendant la guerre d'Algérie.
En décembre 1949 Édouard Leclerc ouvre sa première épicerie rue des Capucins à Landerneau (à l'emplacement de l'actuel Fonds Hélène et Édouard Leclerc pour la culture) ; la modeste épicerie devint vite un supermarché sommairement équipé, mais qui connaît le succès car, en raccourcissant les circuits de distribution, il vend 25 à 30% moins cher que les autres commerçants de la région ; c'est le point de départ des Centres Leclerc.
Le père Gouriou, un prêtre originaire de Landerneau, fut emprisonné au Brésil en 1982 parce qu'il luttait contre la dictature militaire alors au pouvoir.

## Politique et administration

### Liste des maires
| Période       | Période                         | Identité                                | Étiquette | Qualité |
| ------------- | ------------------------------- | --------------------------------------- | --------- | --- |
| décembre 1944 | octobre 1947                    | Jean-Louis Rolland                      | SFIO      | Agent technique de la Marine Député du Finistère (1945 → 1946) Conseiller général de Landerneau (1945 → 1951)                                                      |
| octobre 1947  | mai 1953                        | Émile Chossec                           | CNI       | |
| juin 1953     | mars 1965                       | Jean-Louis Rolland                      | SFIO      | Retraité de la Marine Sénateur du Finistère (1955 → 1959) |
| mars 1965     | mars 1977                       | Théophile Le Borgne (1915-1987)         | RI        | Vétérinaire Conseiller général de Landerneau (1964 → 1987) |
| mars 1977     | mars 1983                       | Ferdinand Grall (1928-1988)             | UDF       | Clerc de notaire Président du SIVOM de Landerneau |
| mars 1983     | mars 1989                       | Paul Jarry (1928-2017)                  | RPR       | Pharmacien |
| mars 1989     | mars 2008                       | Jean-Pierre Thomin                      | PS        | Fonctionnaire territorial Conseiller régional de Bretagne (1988 → 1992 et 1997 → 2010) Conseiller général de Landerneau (1987 → 1994)                              |
| mars 2008     | En cours (au 27 septembre 2021) | Patrick Leclerc Neveu d'Édouard Leclerc | DVD       | Commerçant Président de l’ex-CC du Pays de Landerneau-Daoulas (2014-2021) Président de la CA du Pays de Landerneau-Daoulas (2021 →) Réélu pour le mandat 2020-2026 |

### Jumelages et coopérations

#### Jumelage
- Hünfeld (Allemagne) depuis 1968.

#### Anciens jumelage et pacte d'amitié
- Jumelée avec  Caernarfon (Pays de Galles) en 1992. En 2023, les deux villes renoncent officiellement à la convention de jumelage, par manque de ressources humaines et financières, mais envisagent de formaliser un pacte d'amitié en remplacement[96].
- Pacte d'amitié avec  Imadate (en) (Japon) en 1992. En 2005 le bourg d'Imadate fusionne avec la ville de Takefu pour devenir la ville d'Echizen.

#### Coopération
- Kongoussi (Burkina Faso) depuis 1977.
- Mioveni (Roumanie) depuis 1989.

## Population et société

### Démographie

#### Évolution démographique
L'évolution du nombre d'habitants est connue à travers les recensements de la population effectués dans la commune depuis 1793. Pour les communes de plus de 10 000 habitants les recensements ont lieu chaque année à la suite d'une enquête par sondage auprès d'un échantillon d'adresses représentant 8 % de leurs logements, contrairement aux autres communes qui ont un recensement réel tous les cinq ans,.
En 2022, la commune comptait 16 327 habitants, en évolution de +3,1 % par rapport à 2016 (Finistère : +2,16 %, France hors Mayotte : +2,11 %).
| 1793  | 1800  | 1806  | 1821  | 1831  | 1836  | 1841  | 1846  | 1851  |
| ----- | ----- | ----- | ----- | ----- | ----- | ----- | ----- | ----- |
| 4 012 | 3 669 | 3 896 | 4 317 | 4 933 | 4 963 | 4 906 | 4 934 | 5 113 |

| 1856  | 1861  | 1866  | 1872  | 1876  | 1881  | 1886  | 1891  | 1896  |
| ----- | ----- | ----- | ----- | ----- | ----- | ----- | ----- | ----- |
| 6 518 | 6 959 | 7 853 | 7 717 | 8 195 | 9 078 | 8 927 | 8 497 | 8 038 |

| 1901  | 1906  | 1911  | 1921  | 1926  | 1931  | 1936  | 1946   | 1954   |
| ----- | ----- | ----- | ----- | ----- | ----- | ----- | ------ | ------ |
| 7 080 | 7 737 | 8 252 | 7 735 | 7 424 | 8 004 | 8 855 | 10 975 | 10 950 |

| 1962   | 1968   | 1975   | 1982   | 1990   | 1999   | 2006   | 2011   | 2016   |
| ------ | ------ | ------ | ------ | ------ | ------ | ------ | ------ | ------ |
| 11 834 | 12 781 | 14 541 | 14 482 | 14 269 | 14 281 | 14 927 | 15 148 | 15 836 |

| 2021   | 2022   | - | - | - | - | - | - | - |
| ------ | ------ | - | - | - | - | - | - | - |
| 16 206 | 16 327 | - | - | - | - | - | - | - |

#### Pyramide des âges
La population de la commune est relativement jeune.
En 2018, le taux de personnes d'un âge inférieur à 30 ans s'élève à 34,1 %, soit au-dessus de la moyenne départementale (32,5 %). À l'inverse, le taux de personnes d'âge supérieur à 60 ans est de 28,1 % la même année, alors qu'il est de 29,8 % au niveau départemental.
En 2018, la commune comptait 7 454 hommes pour 8 460 femmes, soit un taux de 53,16 % de femmes, légèrement supérieur au taux départemental (51,41 %).
Les pyramides des âges de la commune et du département s'établissent comme suit.
| Hommes | Classe d’âge | Femmes |
| ------ | ------------ | ------ |
| 0,7    | 90 ou +      | 2,4    |
| 7,5    | 75-89 ans    | 12,4   |
| 15,7   | 60-74 ans    | 17,0   |
| 20,2   | 45-59 ans    | 19,7   |
| 18,7   | 30-44 ans    | 17,0   |
| 19,1   | 15-29 ans    | 15,1   |
| 18,1   | 0-14 ans     | 16,4   |

| Hommes | Classe d’âge | Femmes |
| ------ | ------------ | ------ |
| 0,7    | 90 ou +      | 2,2    |
| 7,8    | 75-89 ans    | 11,5   |
| 19,2   | 60-74 ans    | 20,1   |
| 20,8   | 45-59 ans    | 19,7   |
| 17,7   | 30-44 ans    | 16,6   |
| 17,1   | 15-29 ans    | 14,7   |
| 16,8   | 0-14 ans     | 15,2   |

### Manifestations culturelles et festivités
Plusieurs fêtes et festivals se déroulent à Landerneau durant l'année :
- Les festoù-deiz du pont habité sont depuis 1997 devenus une institution. Organisés par le pub Keltia puis par les associations Emgleo dañserien ar pont et Plijadur o tañsal, ils animent gratuitement tous les dimanches d'été l'un des derniers ponts habités d'Europe[102].
- Le carnaval, ayant lieu durant le mois d'avril, de retour après 18 ans d'absence – depuis 2010.
- Le principal évènement est le festival Kann Al Loar, 50 000 spectateurs en 2005, qui se déroule sur une semaine début juillet. On y retrouve des festoù-noz, des défilés, des animations, une fête maritime et divers concours de musique et de chants. Pour sa 20e édition en 2006, il propose une affiche très variée mais rencontre des conditions climatiques défavorables qui conduisent à l'annulation de plusieurs spectacles. Il est sauvé du dépôt de bilan par la mairie qui lui accorde un prêt de 50 000 €. Par cette subvention et sa programmation, le festival se retrouvera bien malgré lui au centre de la campagne municipale de 2007[103].
- Fin août se déroule la Fête des Arts et Puces qui rassemble plusieurs milliers de personnes. Cette fête accueille aussi bien les particuliers que les professionnels de la brocante. Elle est organisée par l'Association Landerneau Rive Gauche le dernier samedi du mois d'août.
- Le festival Polyrock, lancé au milieu des années 1990, accueille tous les ans des pointures du rock hexagonales. Il se déroule d'abord à Lesneven pendant sept éditions puis se déplace à Landerneau en 2003. En 2004, pour la 9e édition, les organisateurs tentent d'installer le festival à Morlaix. Mais le festival revient à Landerneau en 2005-2006 et en 2007 pour la 12e édition, Polyrock se déplace à Brest. Il revient à nouveau à Landerneau en 2008 (3e retour) après une seule et courte édition à Brest. Il marque le retour de Régie-Scène à Landerneau pour l'organisation de concerts à l'Espace Saint-Ernel[104].
- Landerneau aura été durant 5 années consécutives la capitale bretonne du jeu vidéo, avec l'organisation de 2002 à 2006 de la West Arena, la « plus grande LAN de l'Ouest ». Cette manifestation exceptionnelle et insolite a rassemblé chaque année environ 350 joueurs venus de toute la France pour décrocher une place à la Coupe de France des Jeux vidéo.
- Le Percent (fête lycéenne célébrant les 100 jours avant le bac) a lieu chaque année à Landerneau. Son origine reste assez floue. Jusqu'en 2008, ce rite de passage tendait à être canalisé et organisé par la municipalité, les associations de prévention, la Maison Pour Tous et la section locale du syndicat lycéen Union nationale lycéenne.
- le Noël médiéval qui a lieu une année sur deux est organisé par l'Association Landerneau Rive Gauche.
- Le festival de la Fête du bruit, a lieu sur 3 jours à la mi-août. Il est organisé par la société Régie-Scène.

### Sports
Le samedi 26 juin 2021, la ville accueille l'arrivée de la 1re étape du Tour de France 2021 entre Brest et Landerneau.

#### Basket-ball
Le Landerneau Bretagne Basket est un club comprenant une équipe professionnelle féminine évoluant dans l'élite nationale en Ligue féminine de basket. L'équipe participe pour la première fois à la Coupe d'Europe en 2021.

#### Football
Le Landerneau football club évolue au niveau Régional 1 de la Ligue de Bretagne.

## Économie

### Entreprises et commerces
La ville est le siège de la Coopagri, englobée désormais dans Triskalia, et le berceau des hypermarchés E.Leclerc, dont le fondateur Édouard Leclerc est surnommé « l'épicier de Landerneau ».

## Culture locale et patrimoine

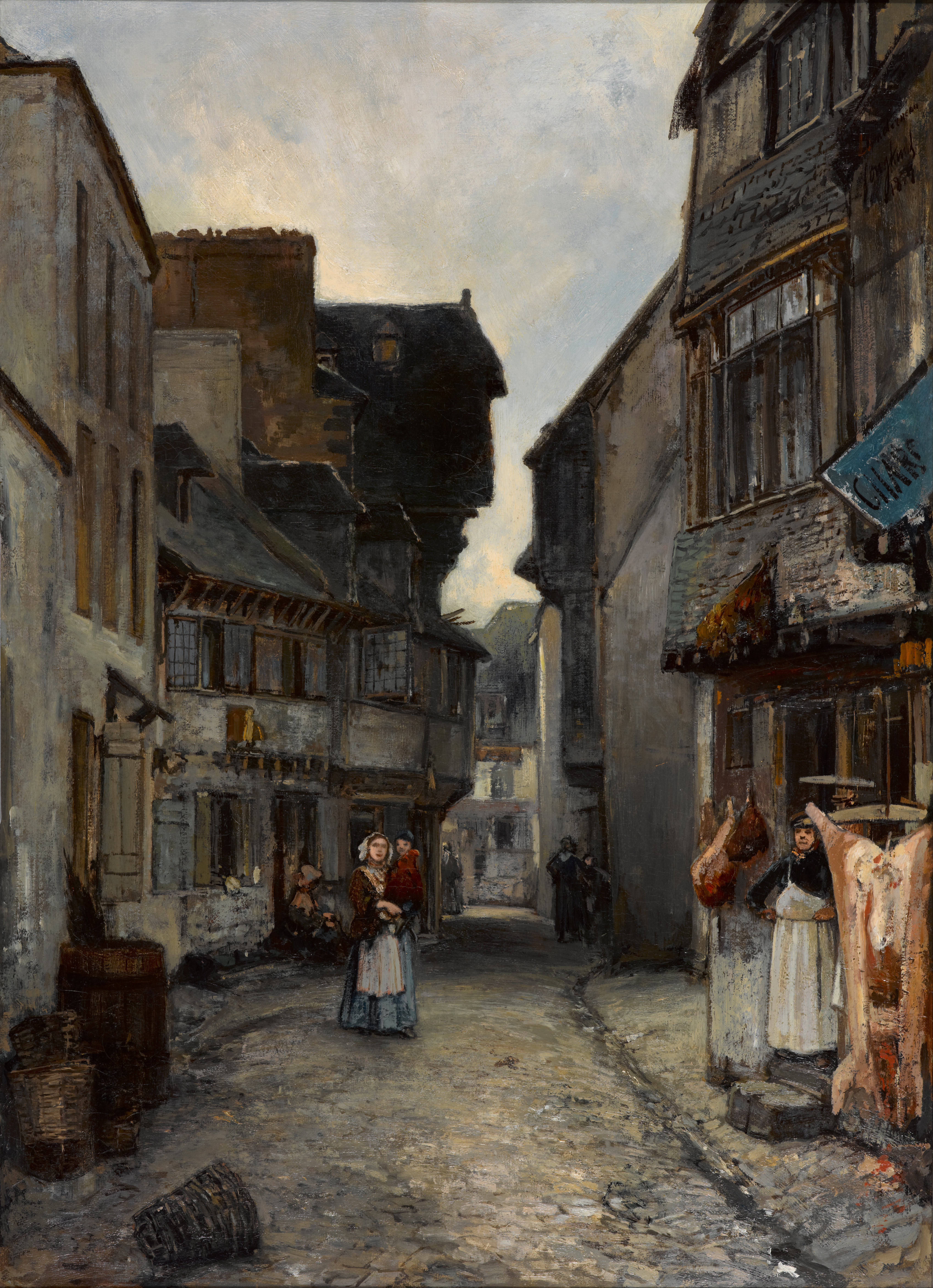
Une rue à Landerneau, 1851
Johan Barthold Jongkind
Musée d'Art de La Haye

### Lieux et monuments
Quinze monuments de la ville sont classés ou inscrits à l'inventaire supplémentaire des monuments historiques.

#### Les monuments classés
- L'ancien couvent des Capucins, rue des Capucins et rue de la Fontaine-Blanche[106].

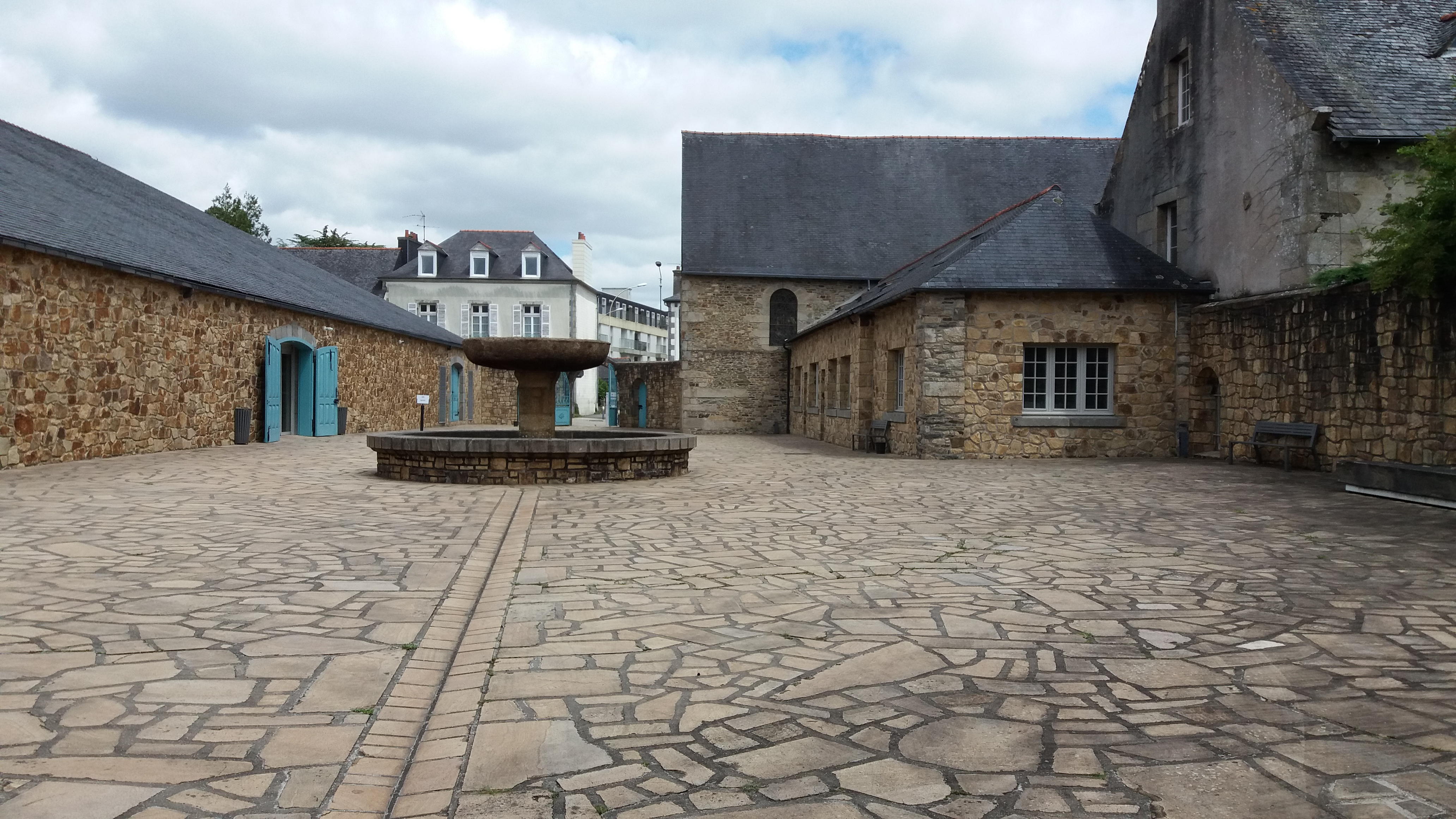
L'ancien couvent des Capucins.

- Une maison, située quai de Cornouaille[107].
- Une maison (dite des treize lunes), située 4 place Saint-Thomas[108]. C'est un manoir urbain construit en pierre de Logonna, probablement par un noble marchand à la fin du XVIe siècle et qui doit son nom à la frise de treize lunes anthropomorphes qui ornent le bandeau d'étage de la façade : à l'intérieur c'est une maison à pondalez.

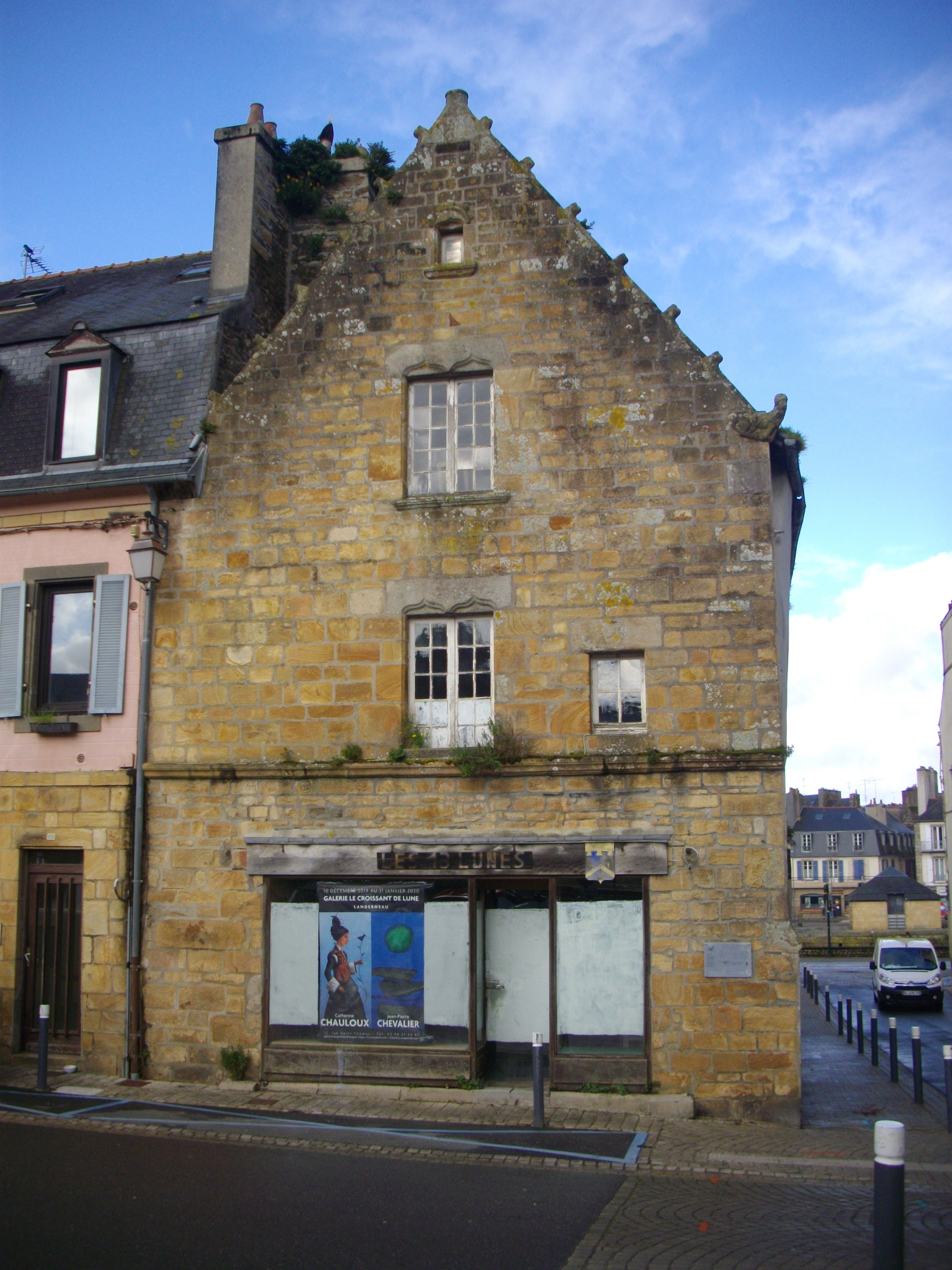
La maison des treize lunes : la façade.
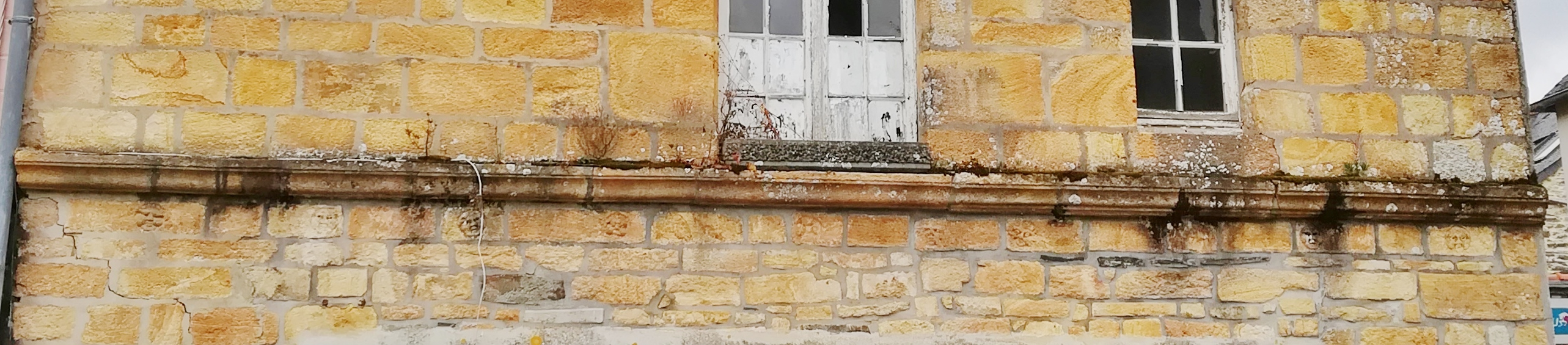
Maison des Treize Lunes :  la frise des treize lunes située sur la façade.
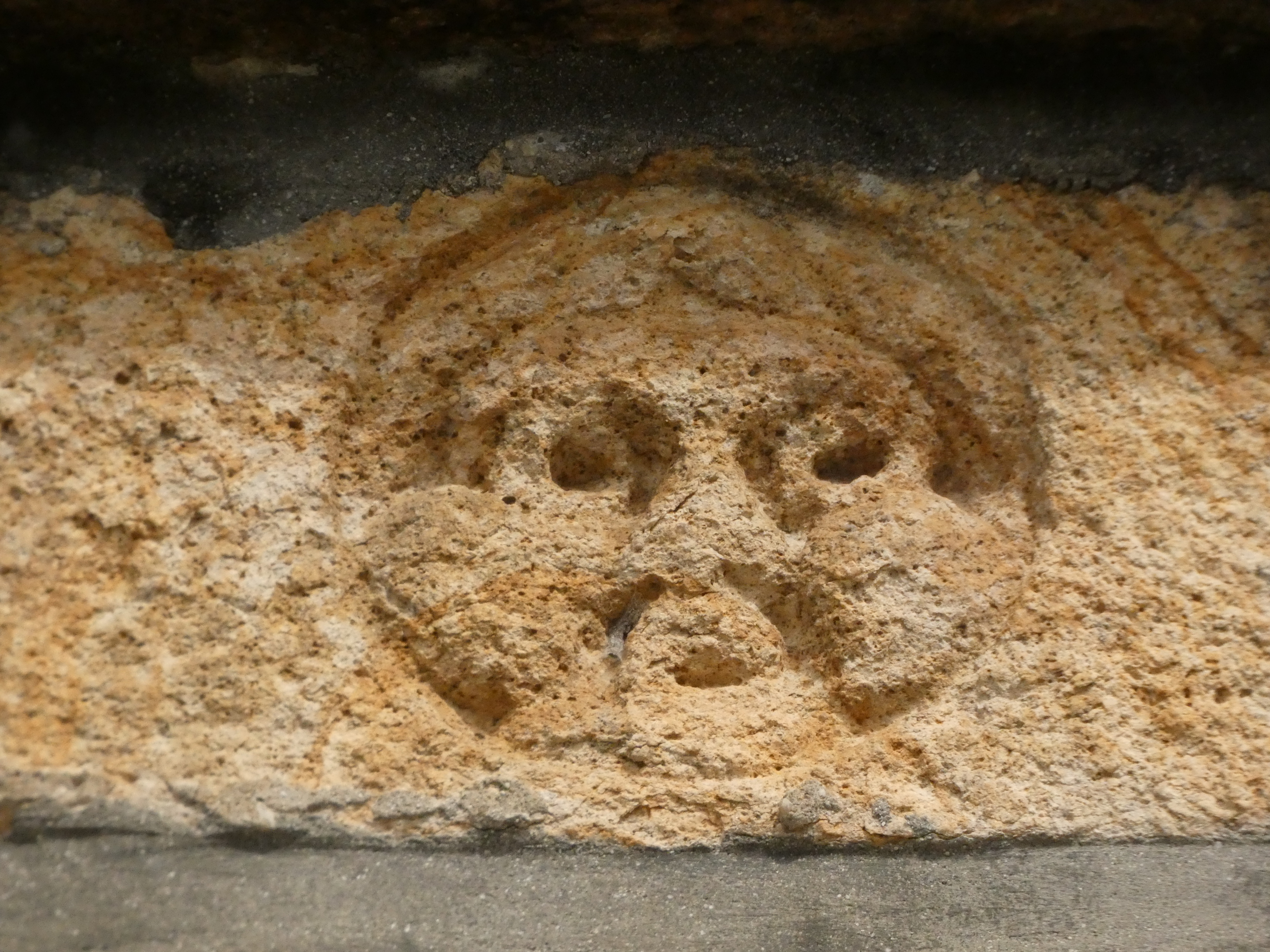
Une des treize lunes de la façade.

- L'église Saint-Houardon, dédiée à saint Houardon[109].

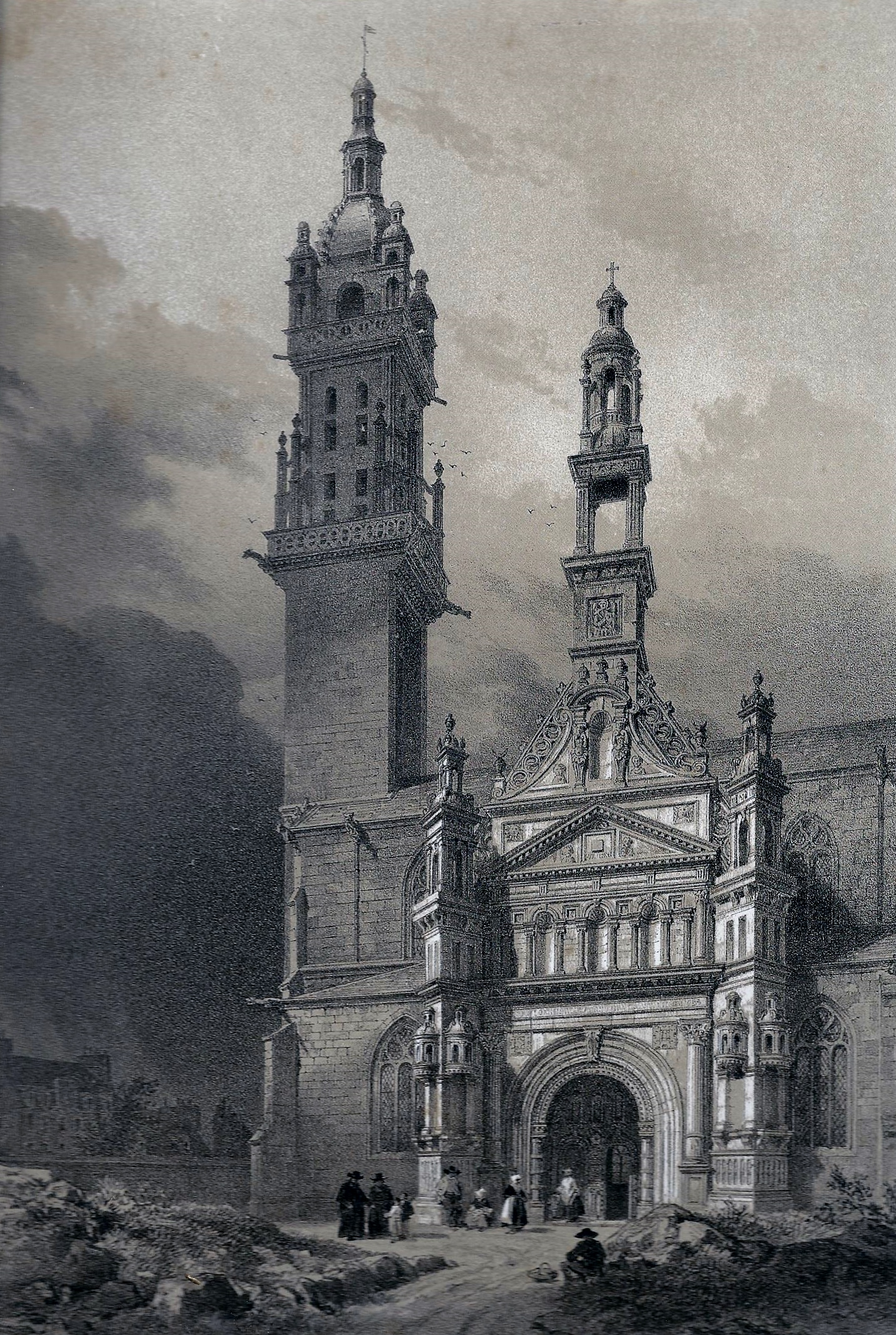
Porche et clocher de Saint-Houardon (dessin de Félix Benoist).
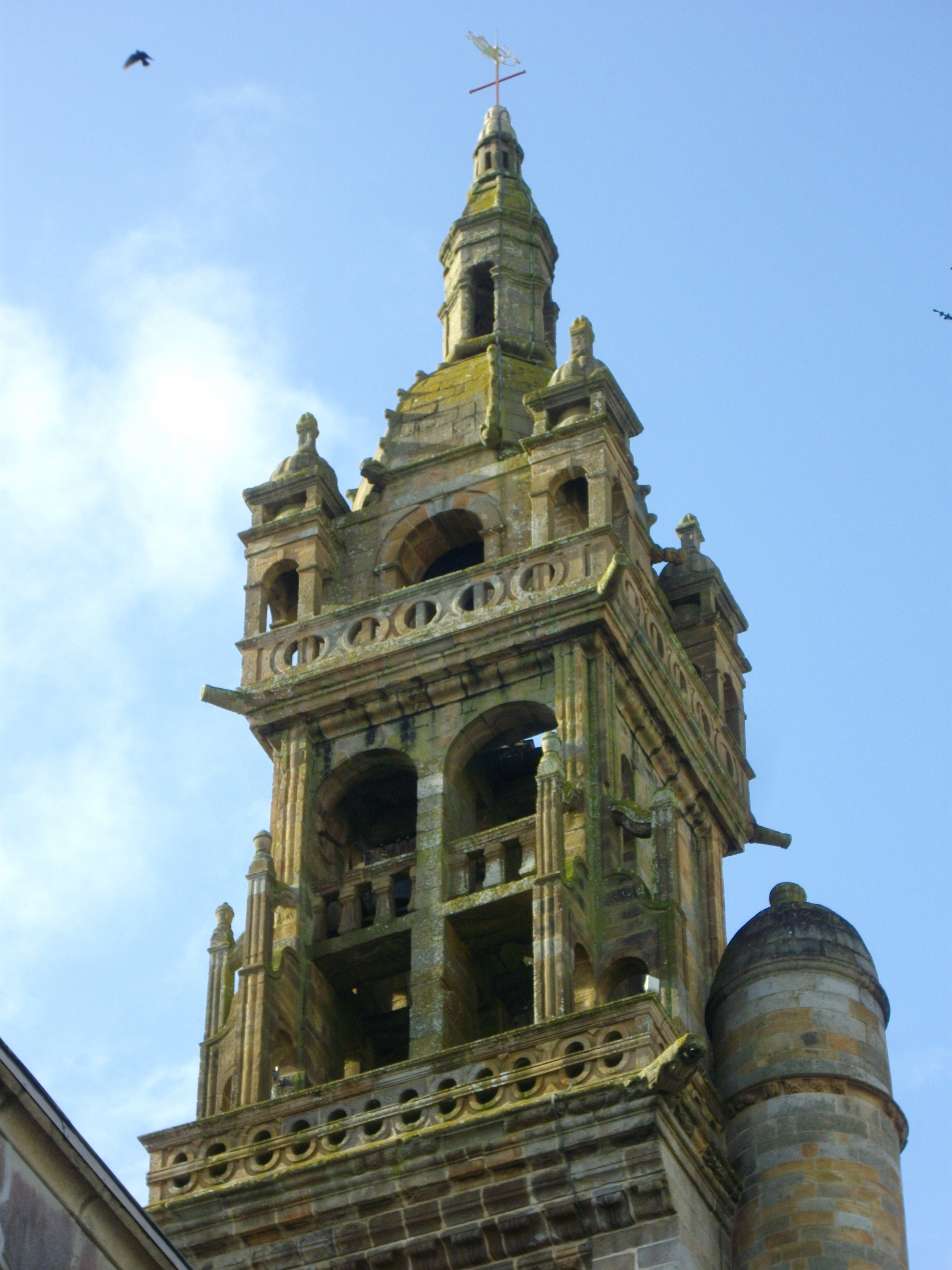
Église Saint-Houardon : le clocher.
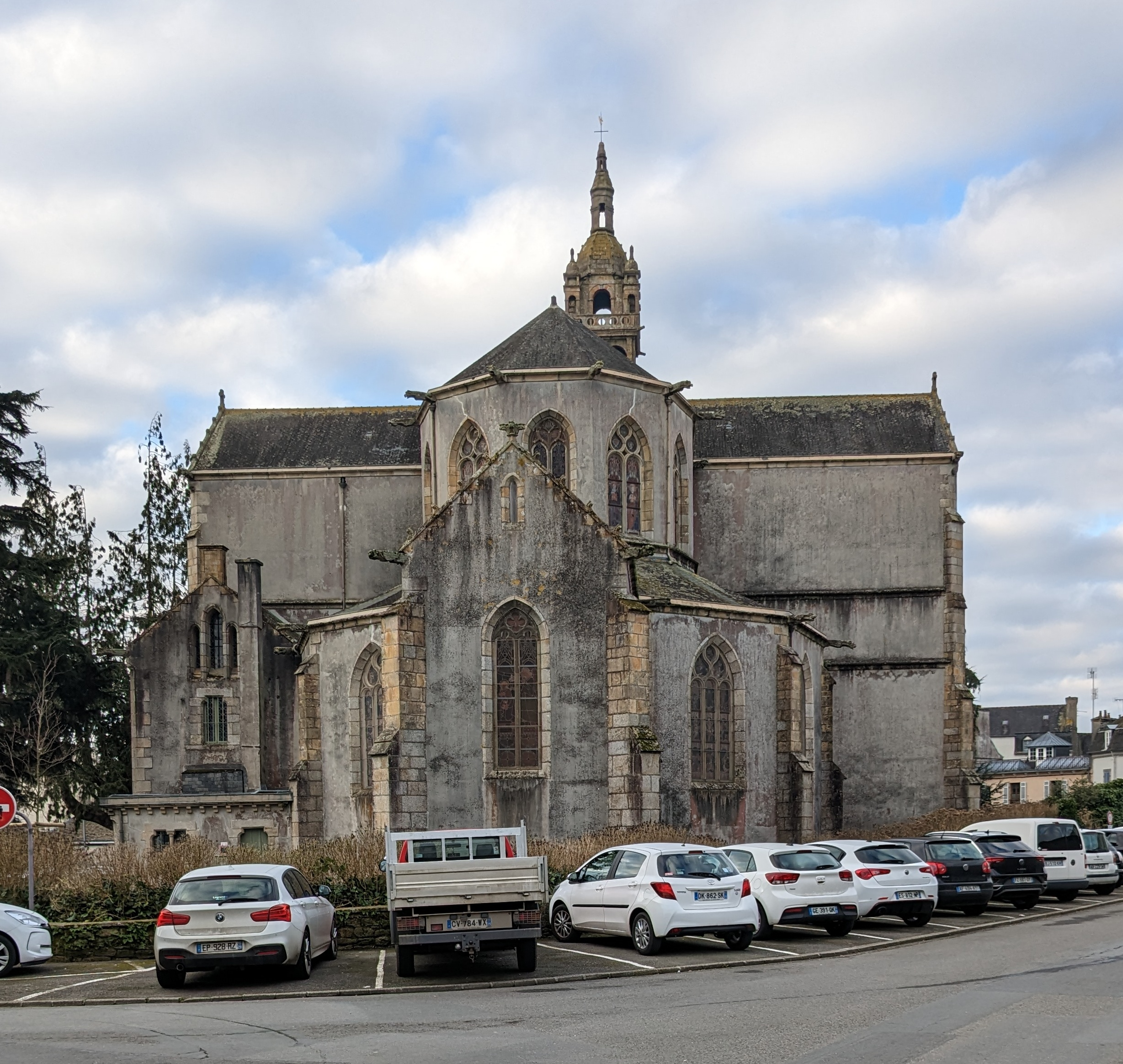
Église Saint-Houardon : le chevet.
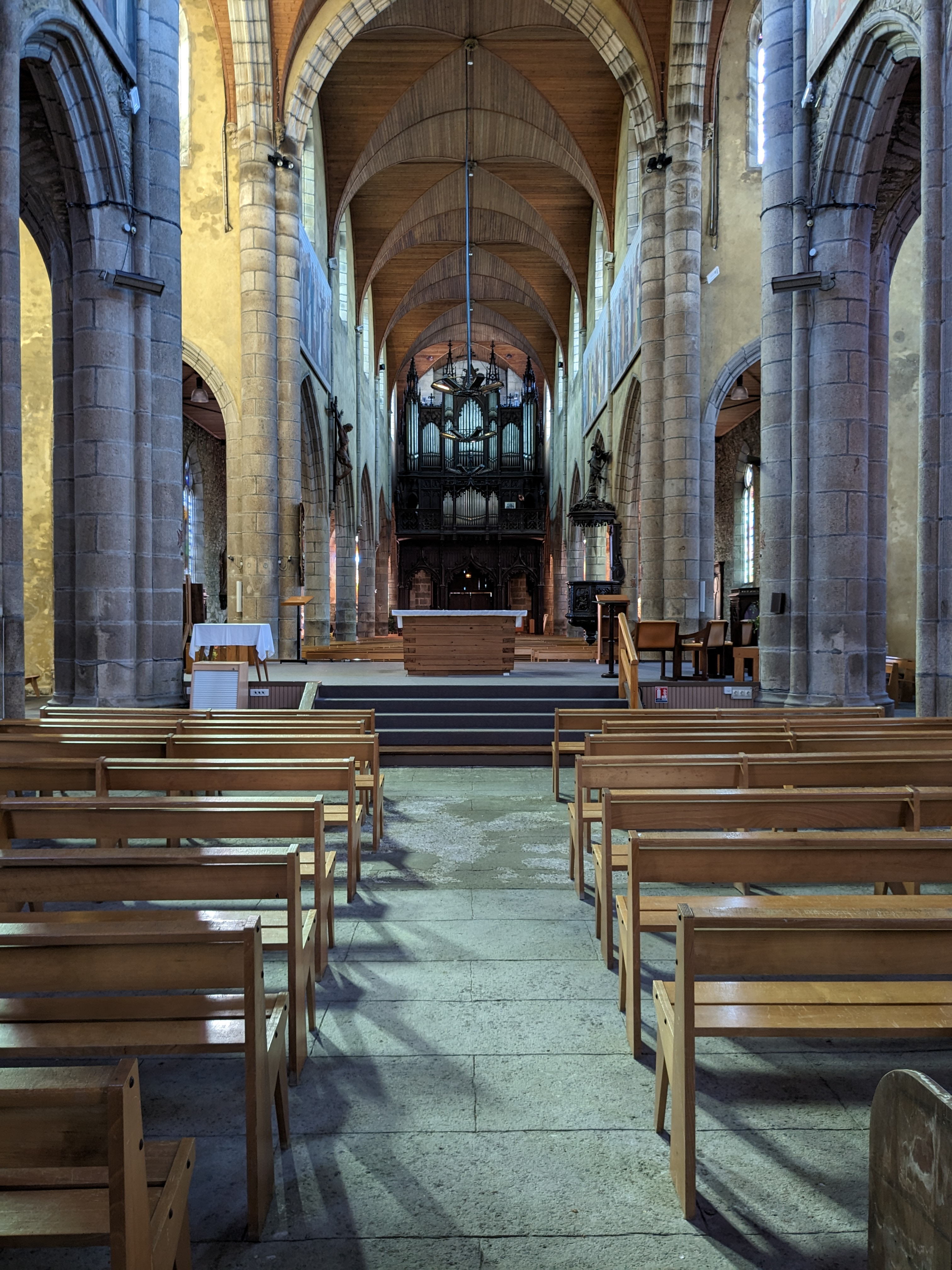
Église Saint-Houardon : vue intérieure d'ensemble.
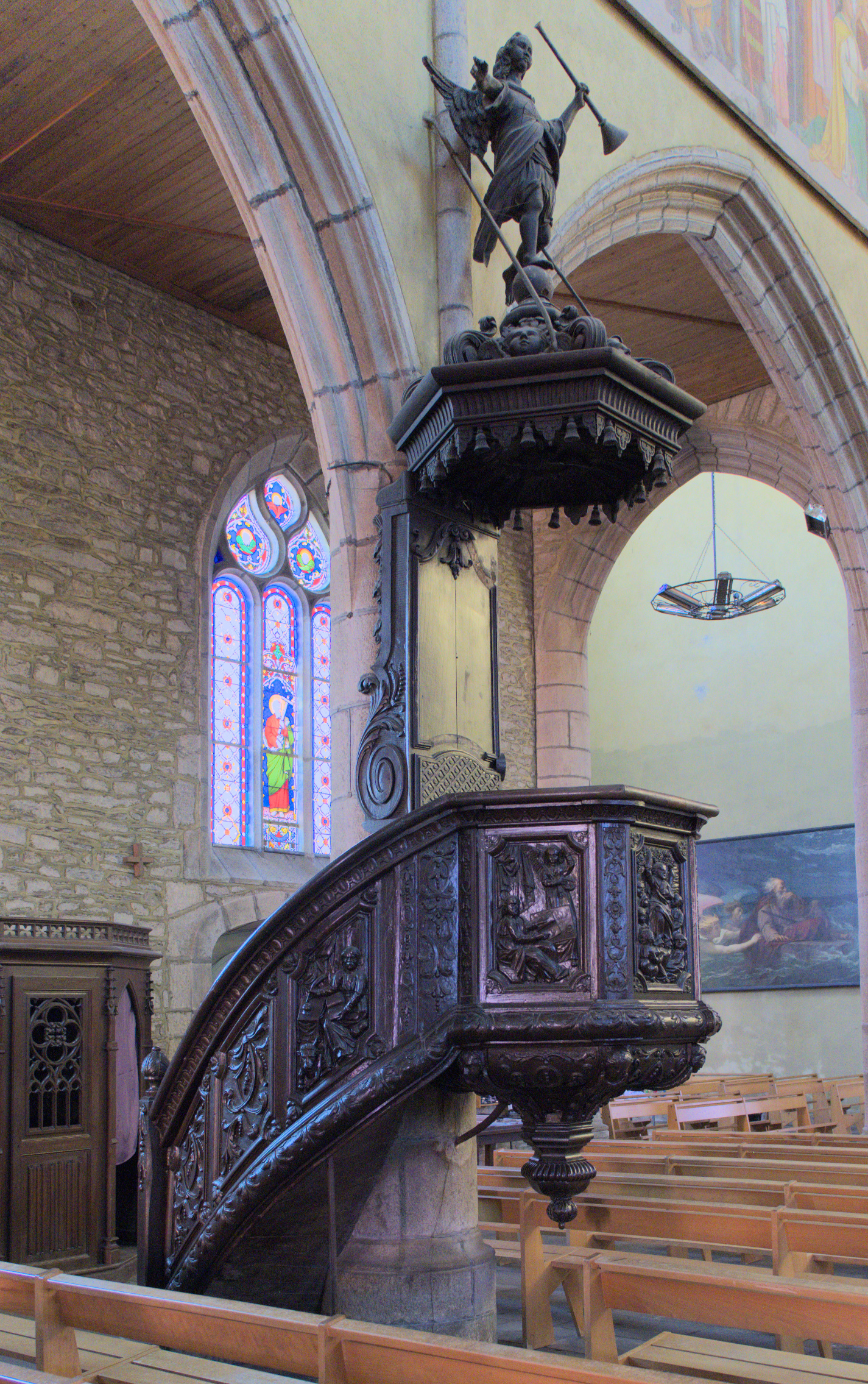
Église Saint-Houardon : la chaire à prêcher.

#### Les monuments inscrits à l'inventaire supplémentaire
- Deux maisons du XVIIe siècle, situées 3 et 22 rue du Commerce[110],[111] dont la maison Duthoya qui date de 1667 et possède sur sa façade une tourelle.
- Deux maisons situées 8 et 9 place du Marché (dont la maison de la Duchesse Anne ou hôtel de Rohan)[112],[113]
- Une maison, située 11 rue du Pont-sur-L'Élorn[114]
- Une maison (dite de Notre-Dame-de-Rumengol), située 3 rue Saint-Thomas[115]
- Une maison située place Toul-Coq[116]

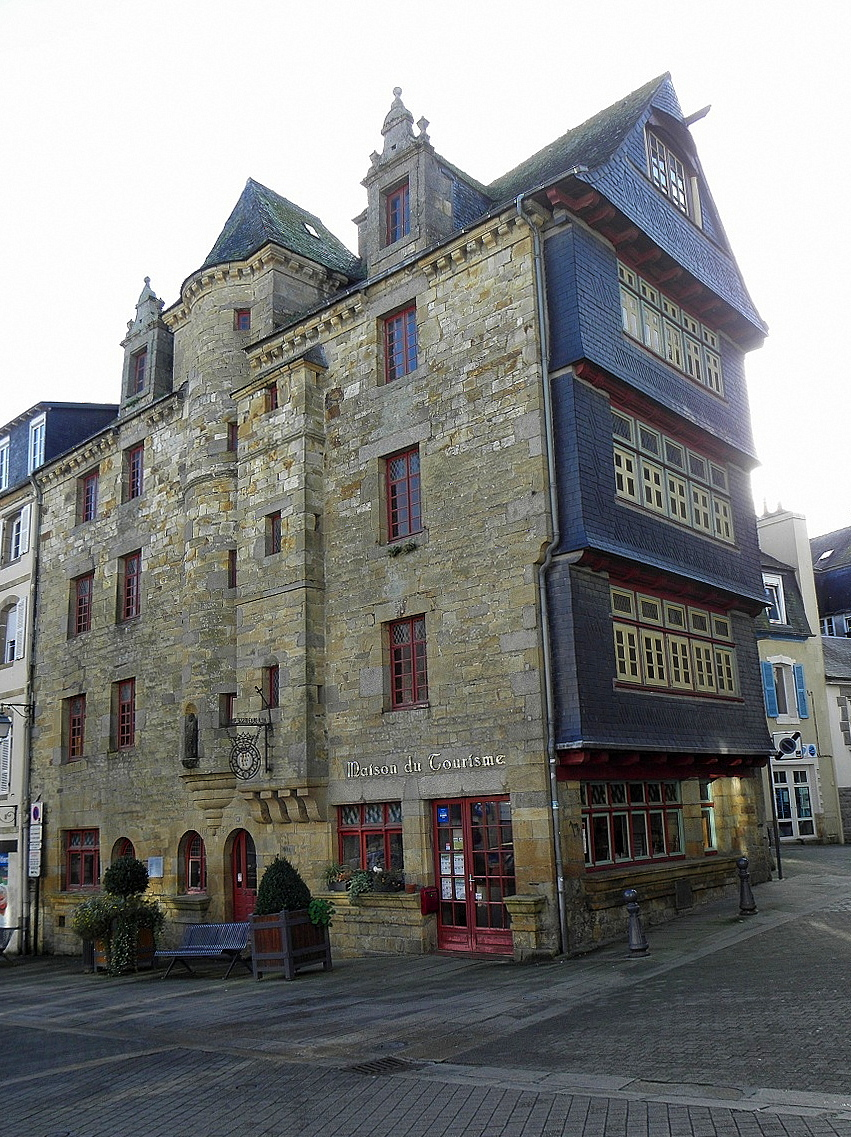
La Maison de la Duchesse Anne.
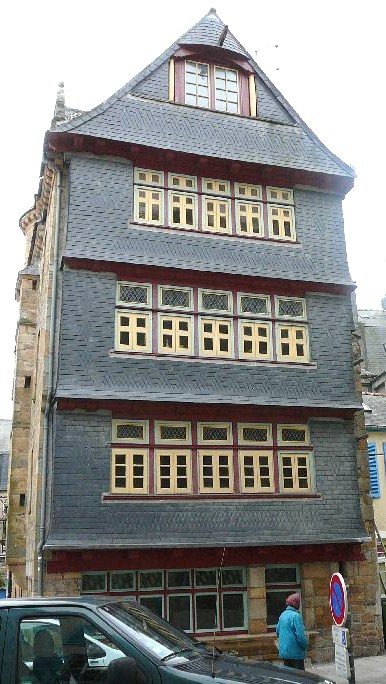
Maison ancienne à façade d'ardoise dans le centre-ville, rue Amiral-Romain-Desfossés, datant de 1664 (côté de la Maison de la sénéchaussée).
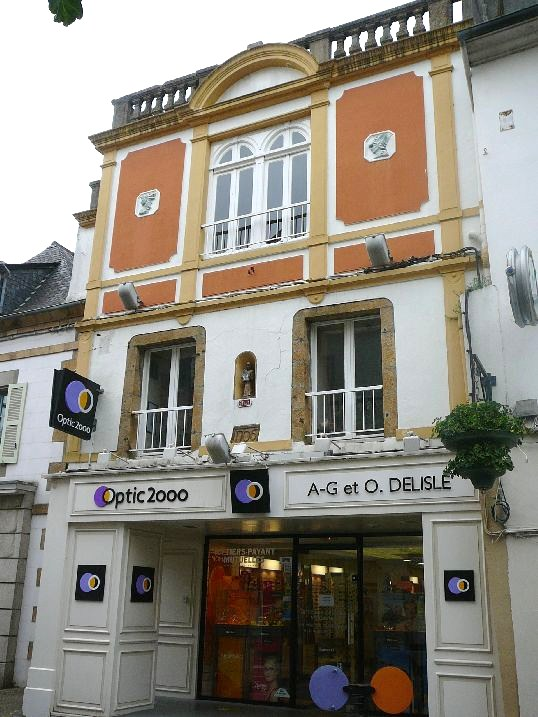
Façade d'une maison rue du Pont.
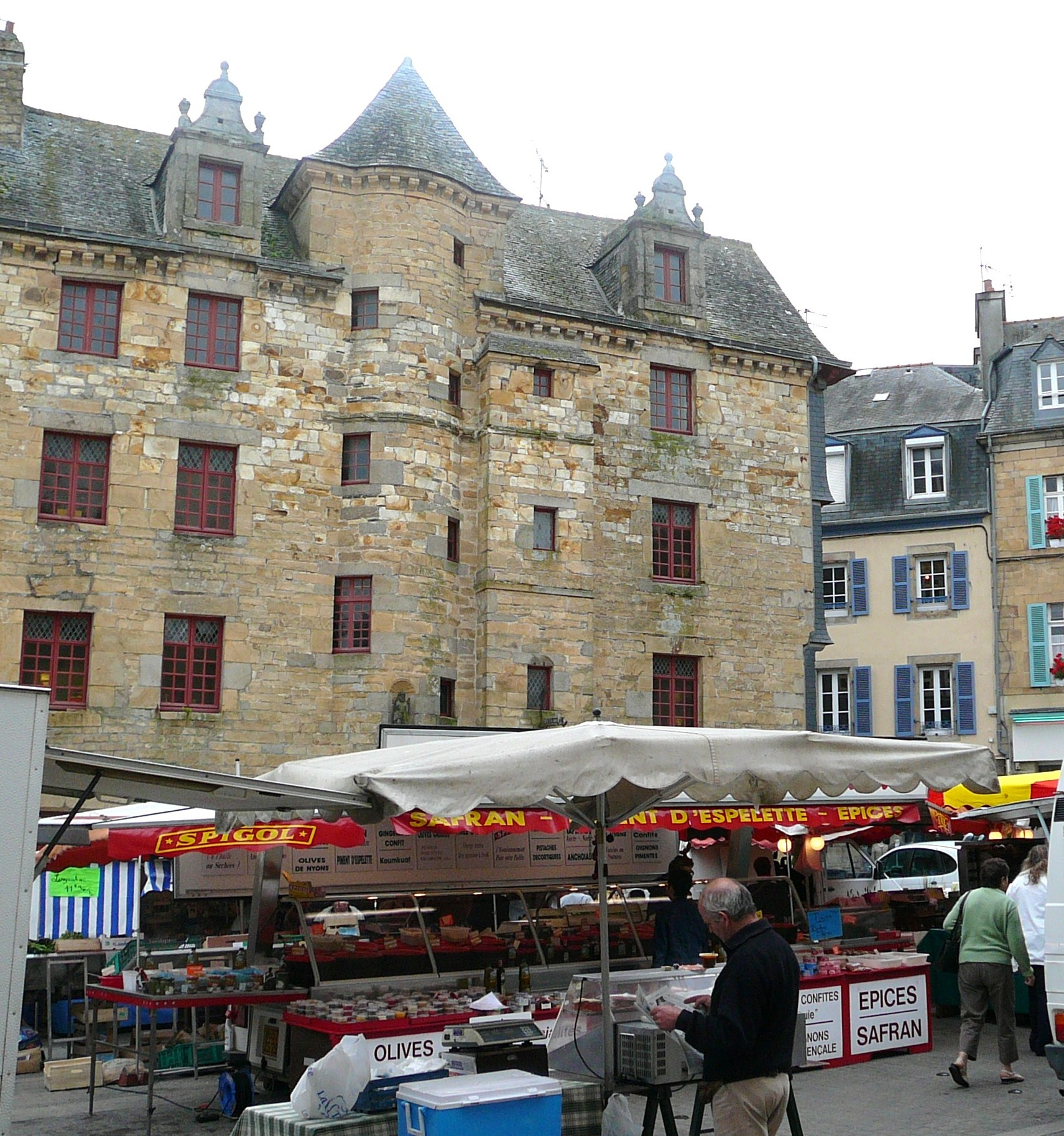
La maison de la sénéchaussée et le marché sur la place du Général-de-Gaulle.

- Le château de Chef-du-Bois[117]
- L'ancien ossuaire Saint-Cadou de Saint-Thomas : datant de 1635, de style Renaissance, en pierre de Logonna, il a probablement été utilisé en tant que chapelle reliquaire où étaient exposés les crânes des défunts ; la messe pouvait y être célébrée[118]. De part et d'autre de l'entrée, les baies en plein cintre, permettaient, depuis l'extérieur, de jeter de l'eau bénite sur les ossements des défunts. En 1794 le bâtiment est réquisitionné et transformé en atelier de fabrication de souliers pour les soldats de la République, avant de devenir au XIXe siècle le logement du sacristain de l'église Saint-Thomas (une cheminée y est alors aménagée). Il est inscrit à l'inventaire supplémentaire des monuments historiques depuis le 5 octobre 1925. Un bas-relief représentant la mort se situe sur un angle de sa façade.

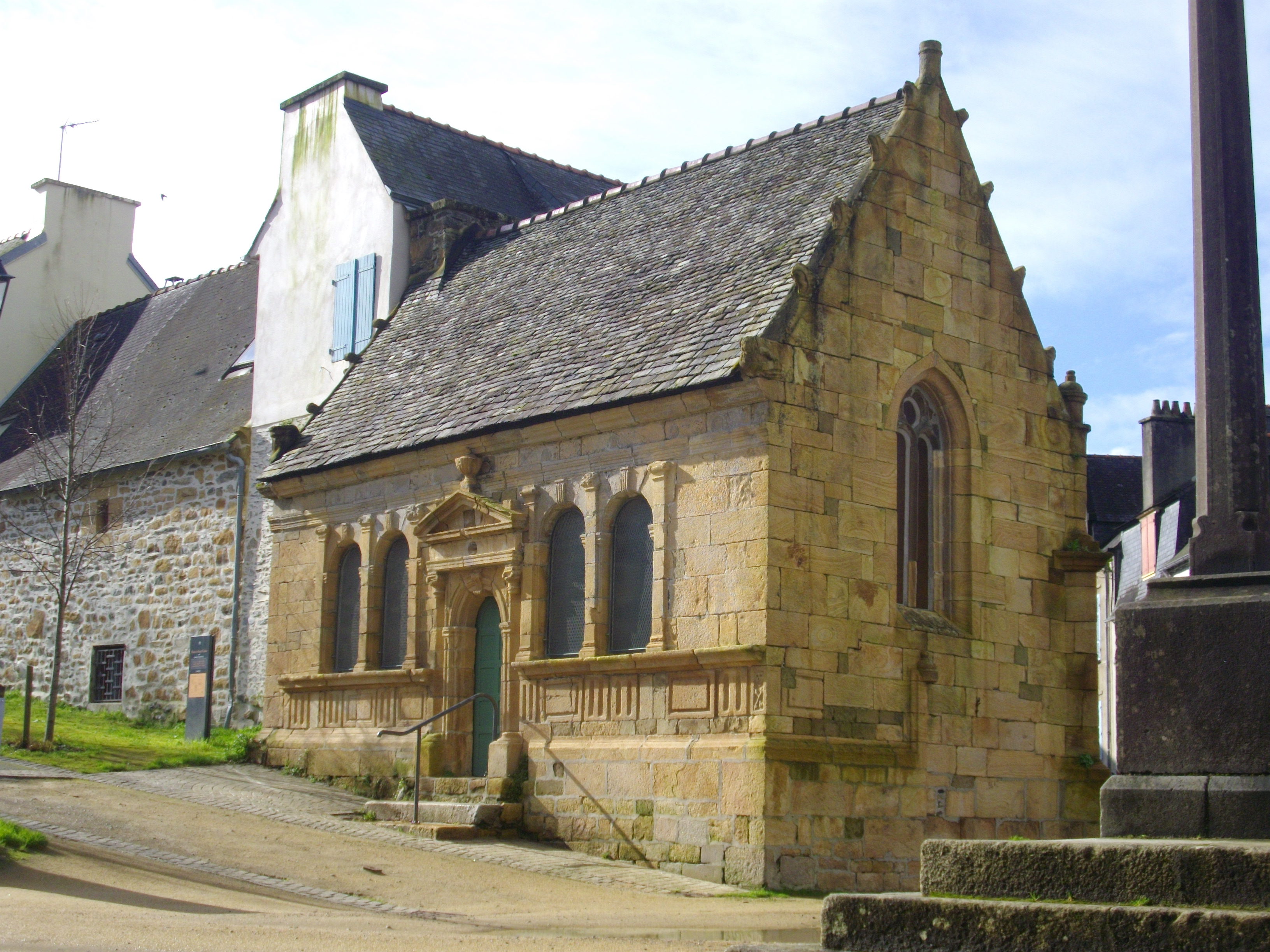
Ossuaire de l'église Saint-Thomas-de-Cantorbéry de Landerneau : façade orientale.
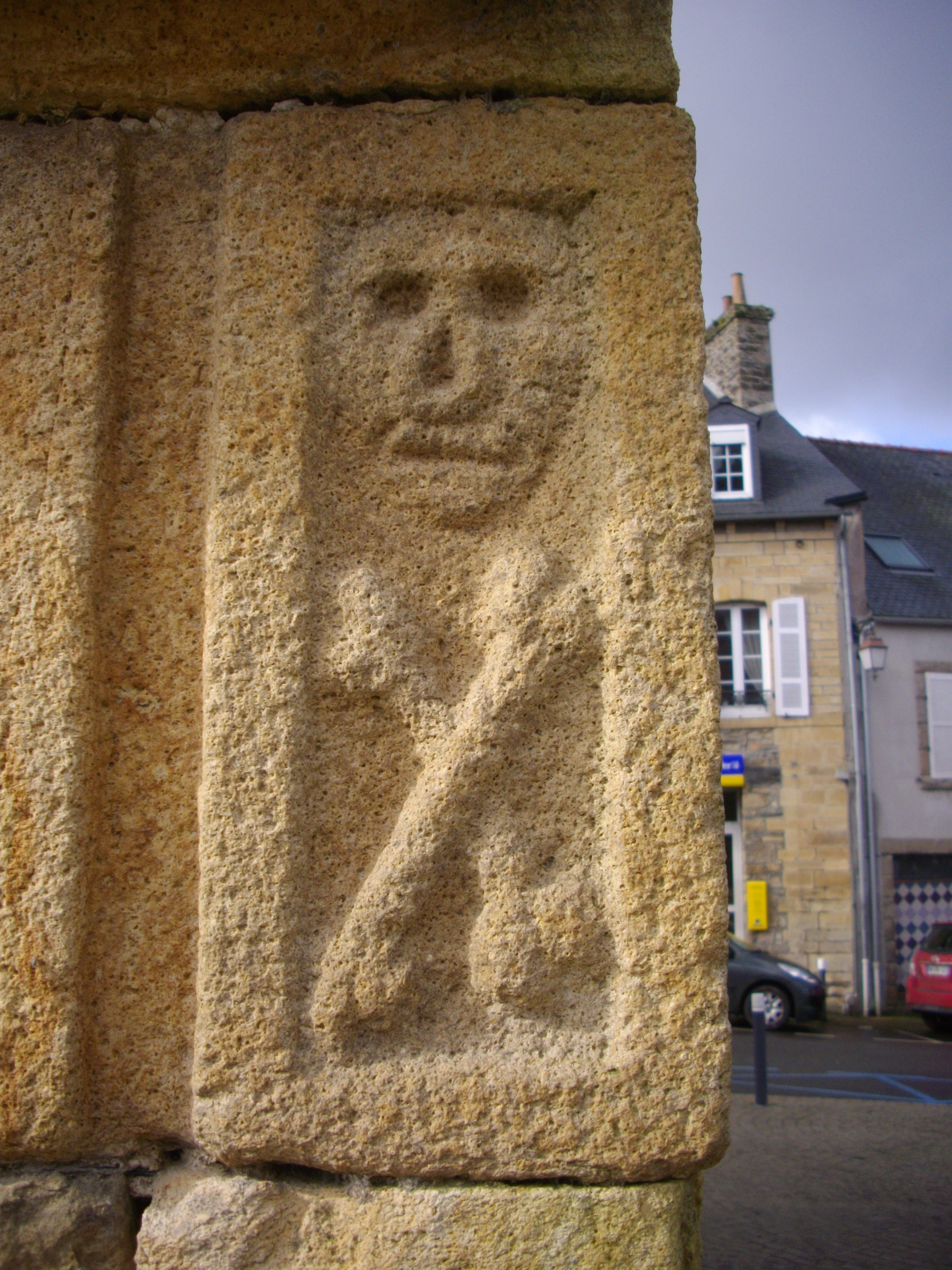
Ossuaire de l'église Saint-Thomas-de-Cantorbéry de Landerneau : crâne et os en relief à l'angle nord-est.
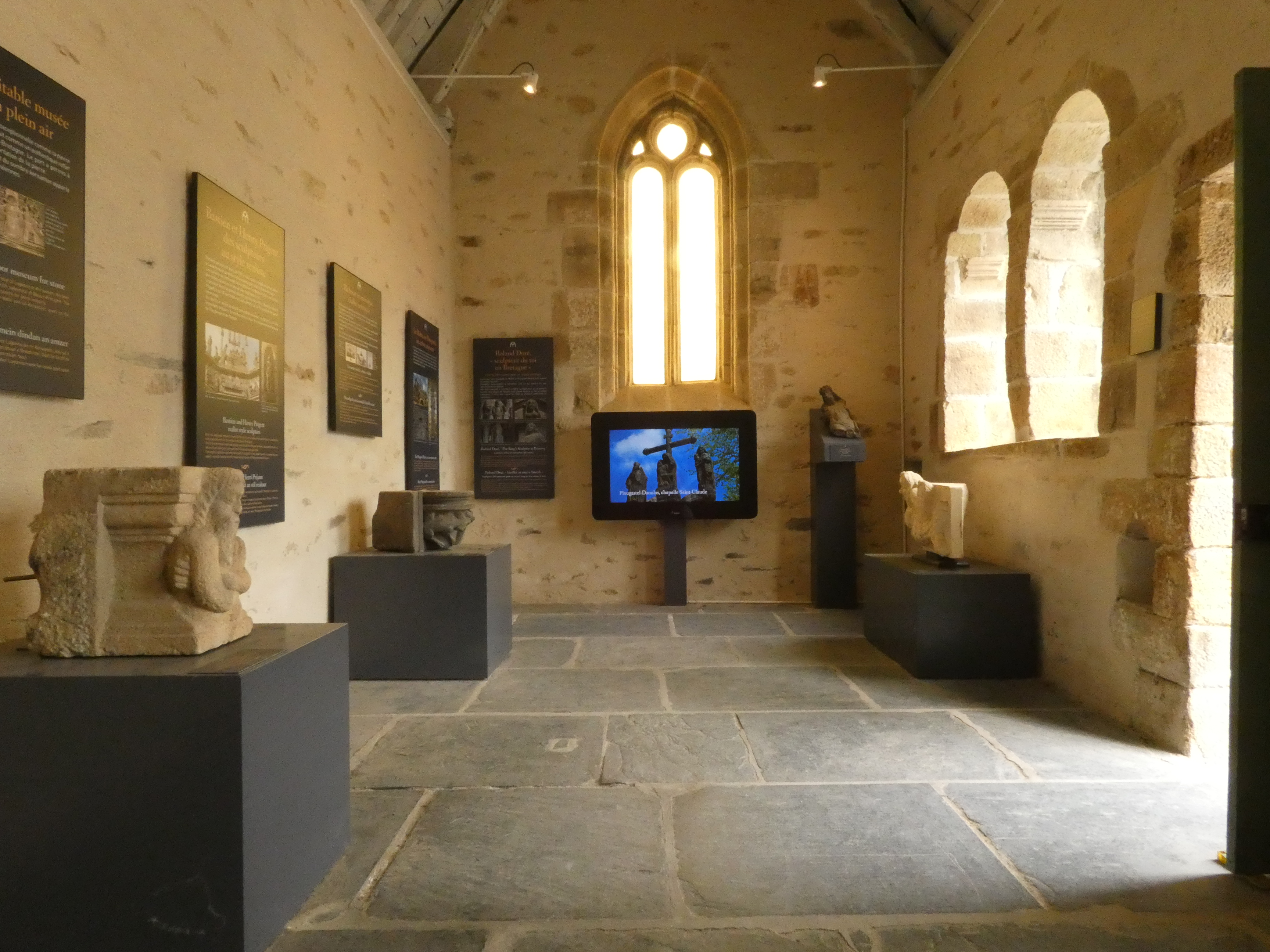
Ossuaire de l'église Saint-Thomas-de-Cantorbéry de Landerneau : vue intérieure d'ensemble.
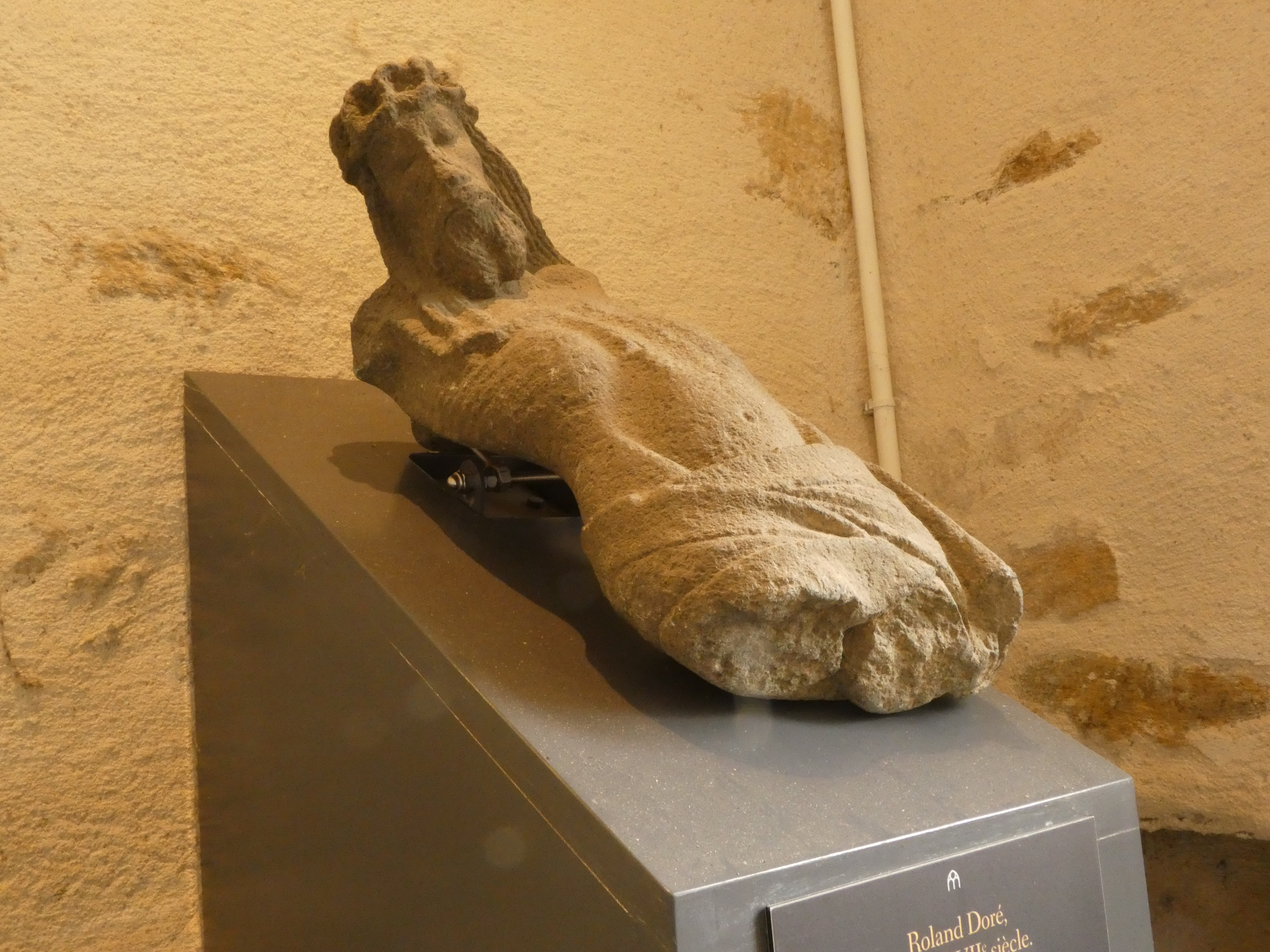
Statue du Christ en kersanton par Roland Doré (XVIIe siècle).

- L'église Saint-Thomas-Becket-de-Canterbury[119]

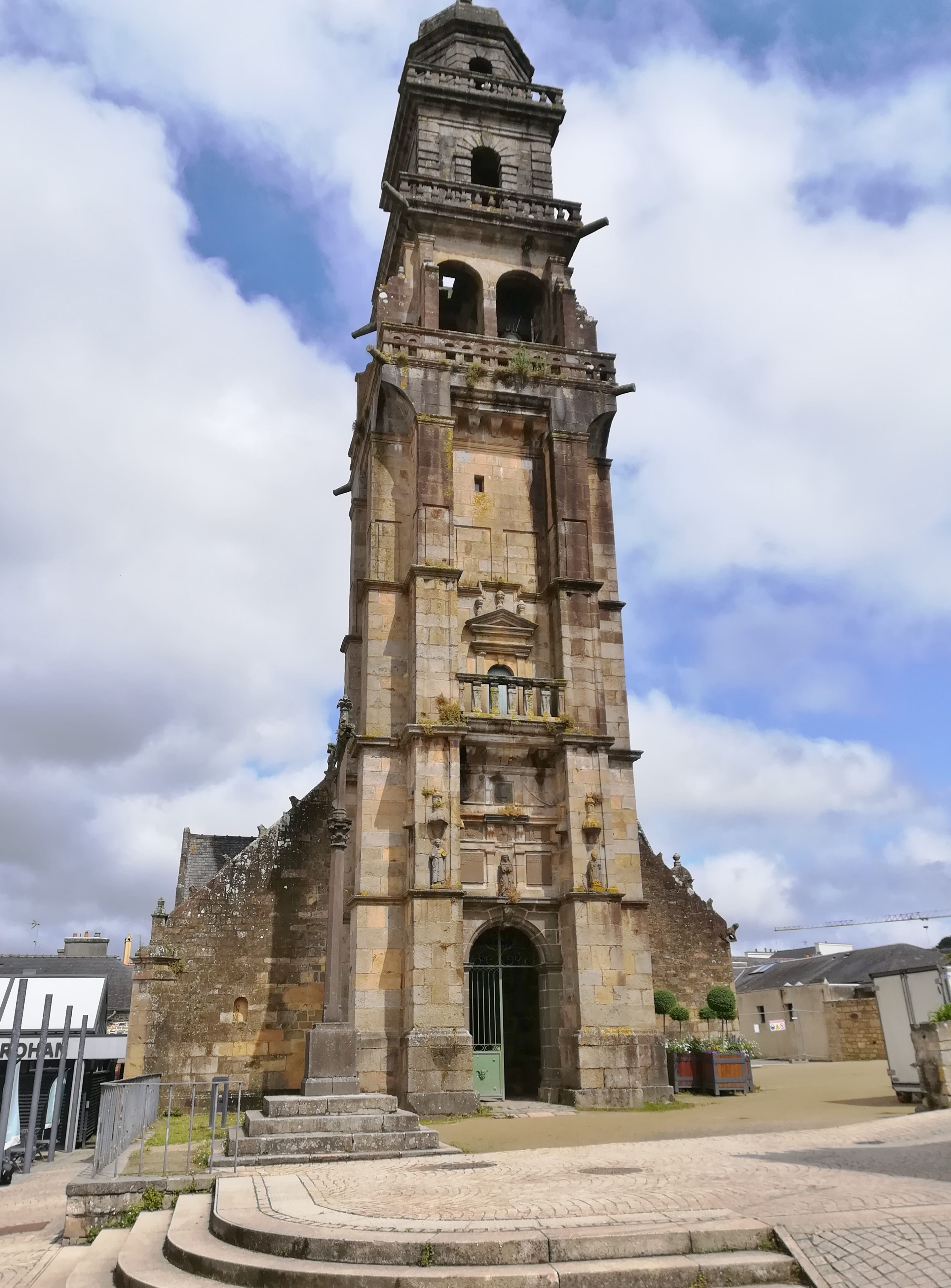
Église Saint-Thomas-de-Cantorbéry de Landerneau la façade.
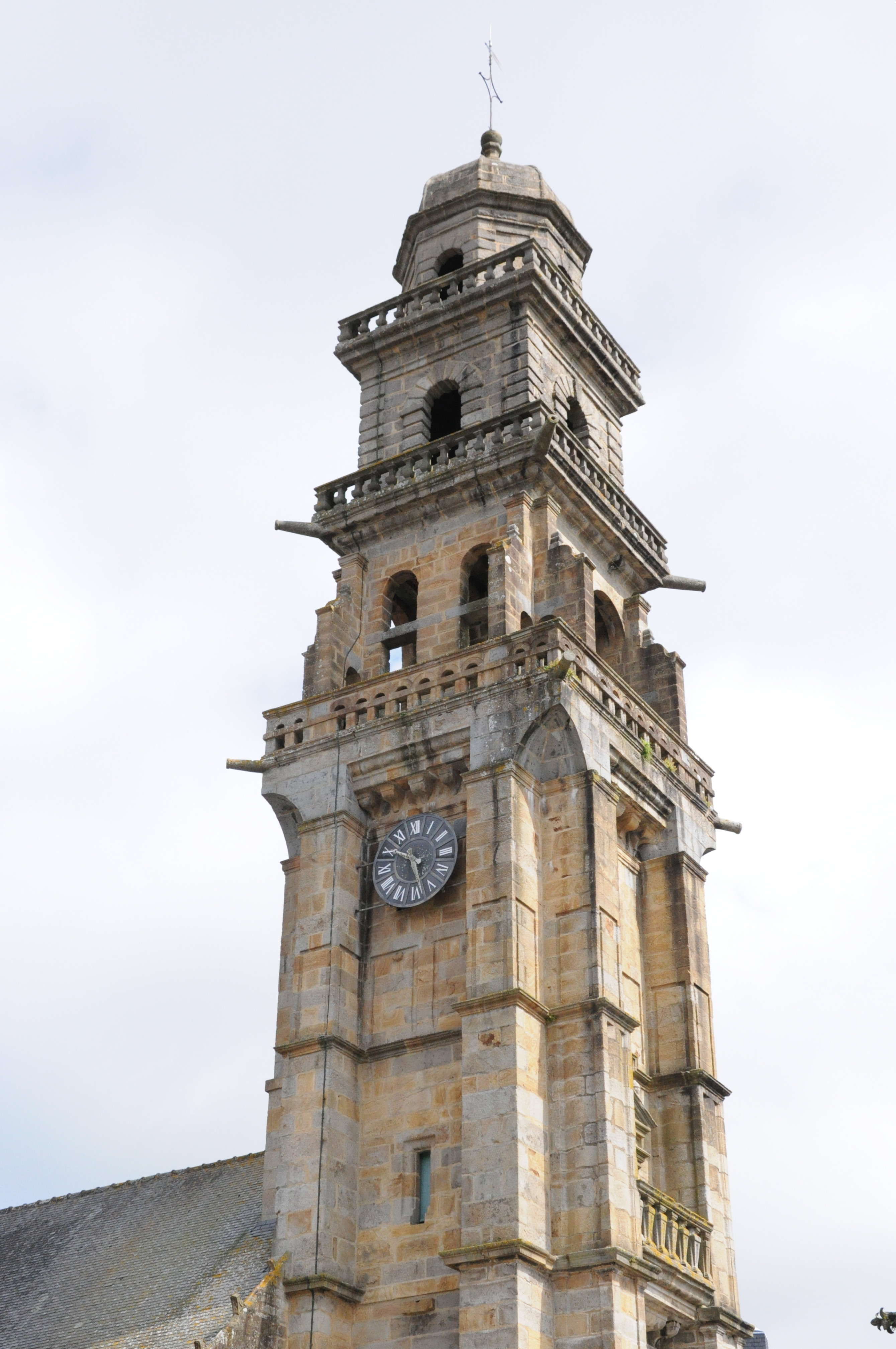
Église Saint-Thomas de Cantorbéry de Landerneau : le clocher.
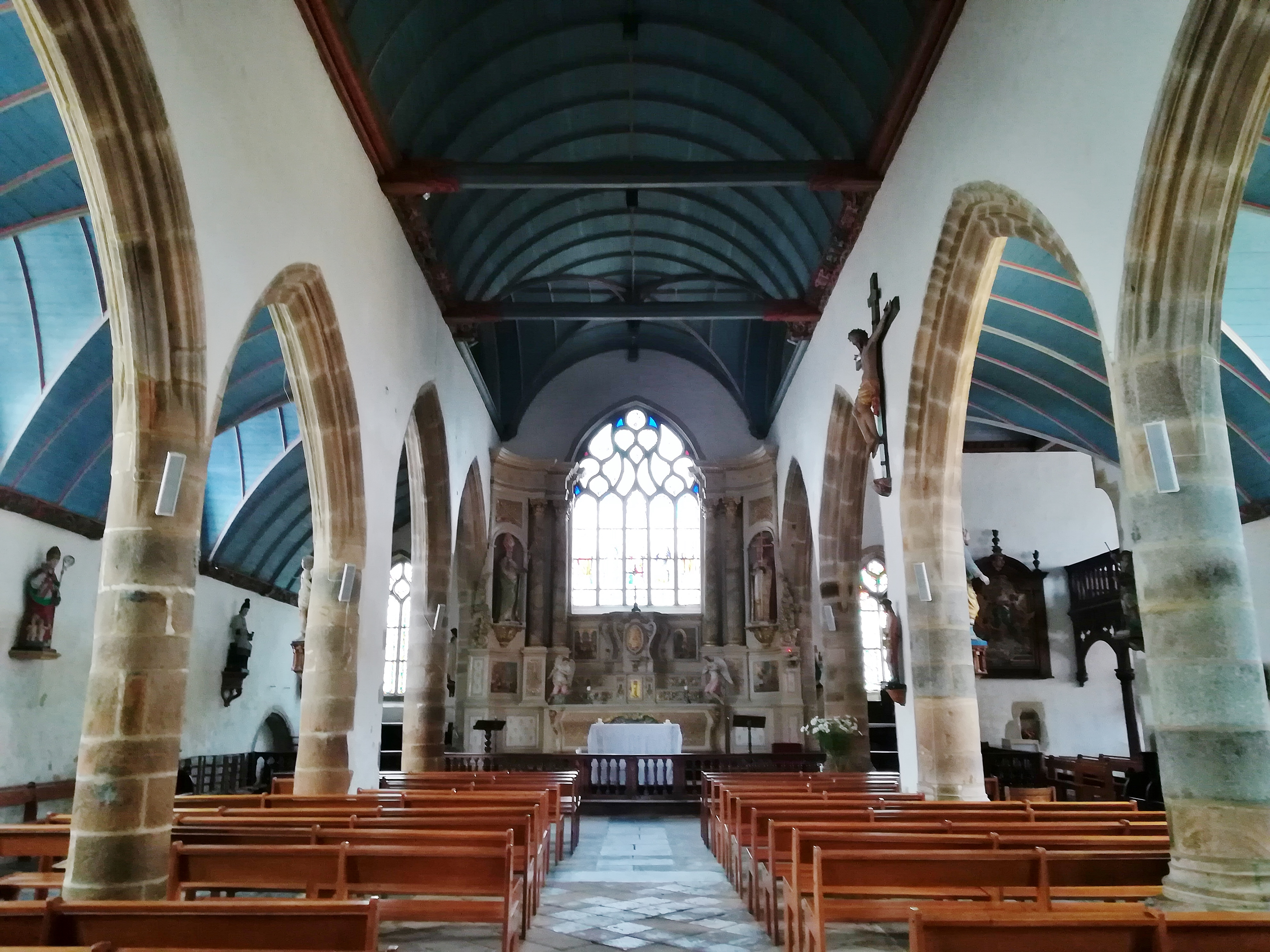
Église Saint-Thomas-de-Cantorbéry de Landerneau : vue intérieure d'ensemble.
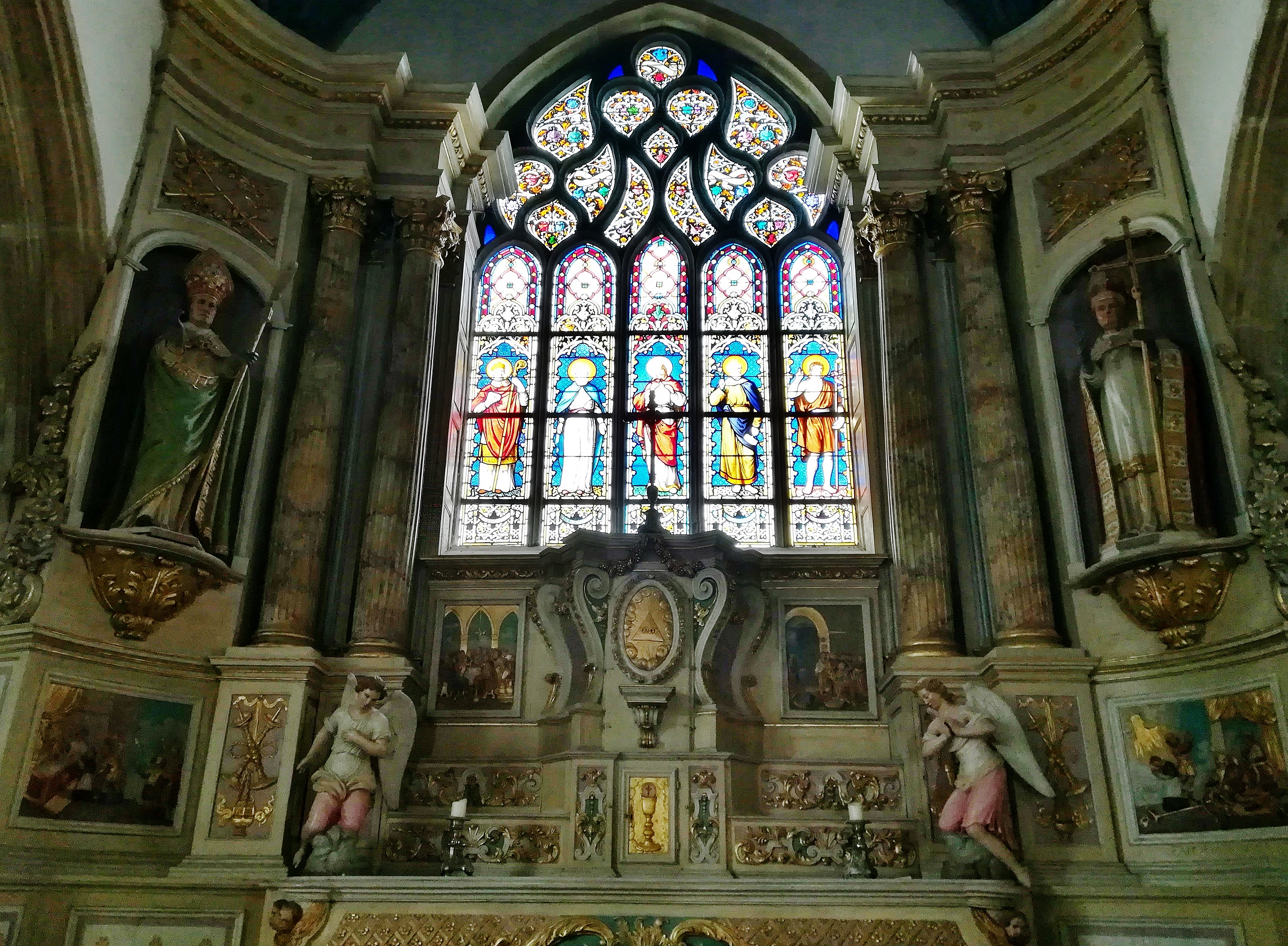
Église Saint-Thomas de Cantorbéry de Landerneau : maître-autel et vitre maîtresse.
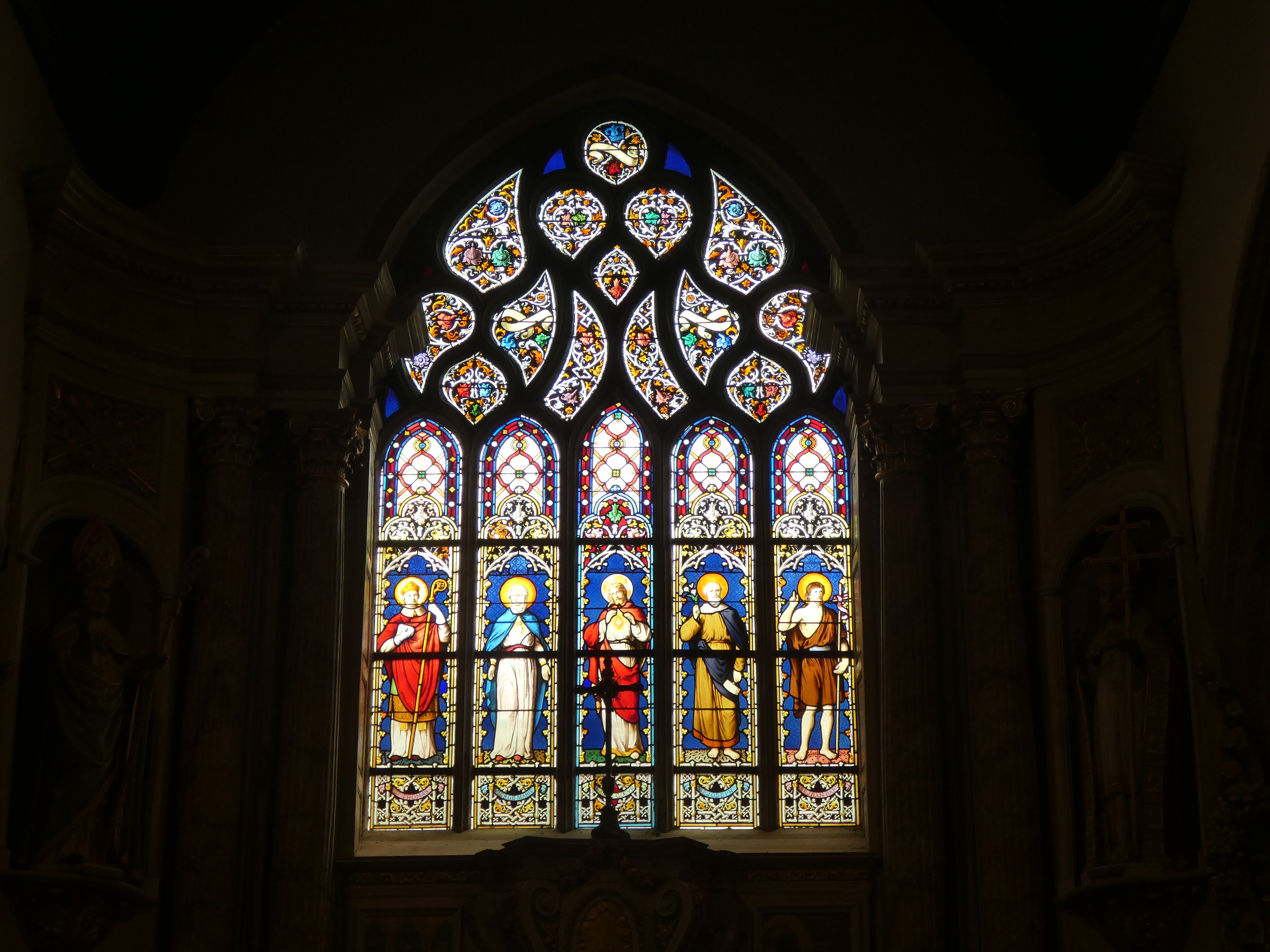
Église Saint-Thomas de Cantorbéry de Landerneau : la vitre-maîtresse.
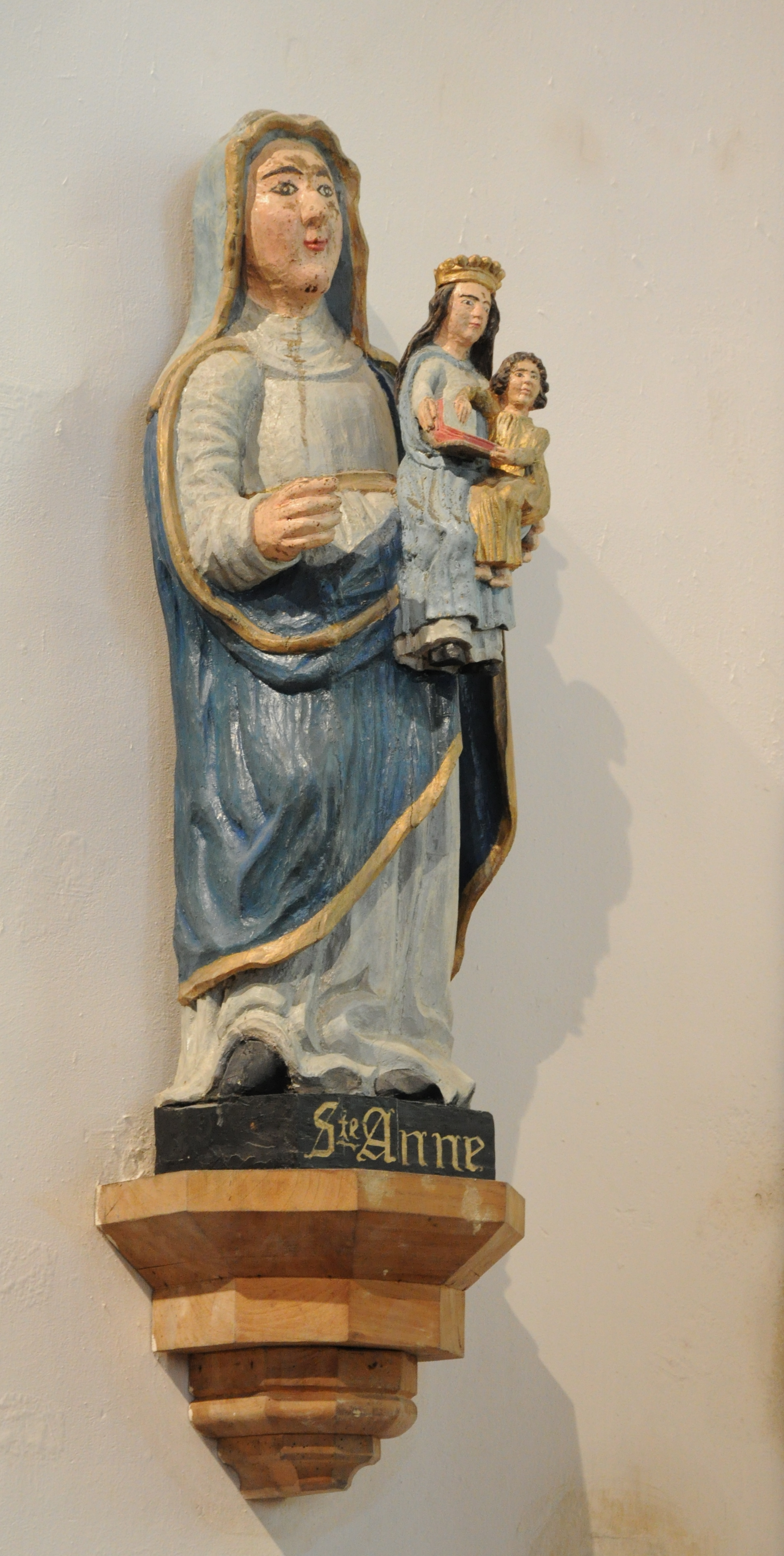
Église Saint-Thomas de Cantorbéry de Landerneau : groupe statuaire de sainte Anne, la Vierge et l'Enfant Jésus.
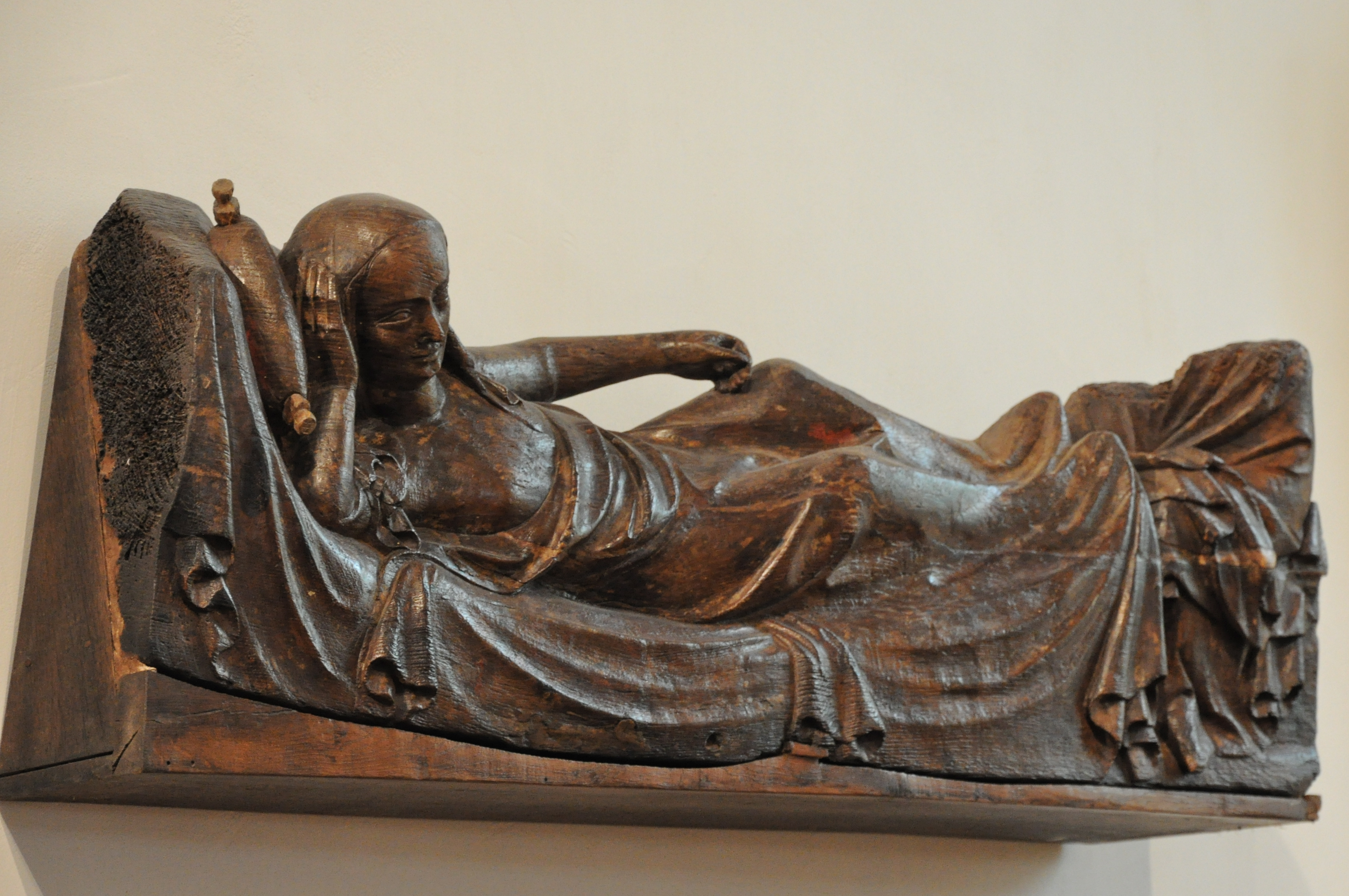
Église Saint-Thomas de Cantorbéry de Landerneau : la Vierge couchée (Vierge parturiente).

- L'église de Beuzit-Conogan[120]

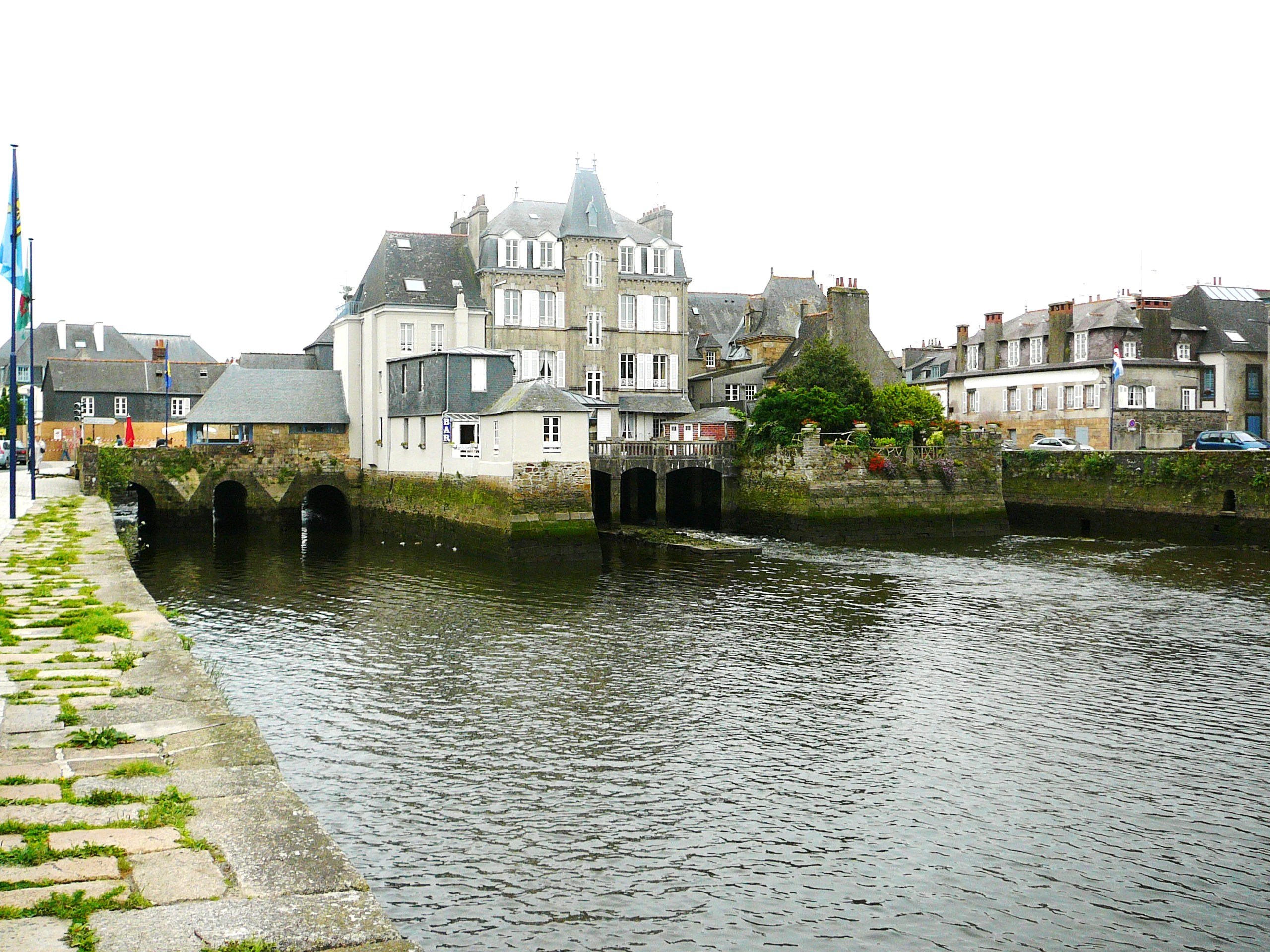
Le pont de Rohan vu de l'aval de l'Élorn.
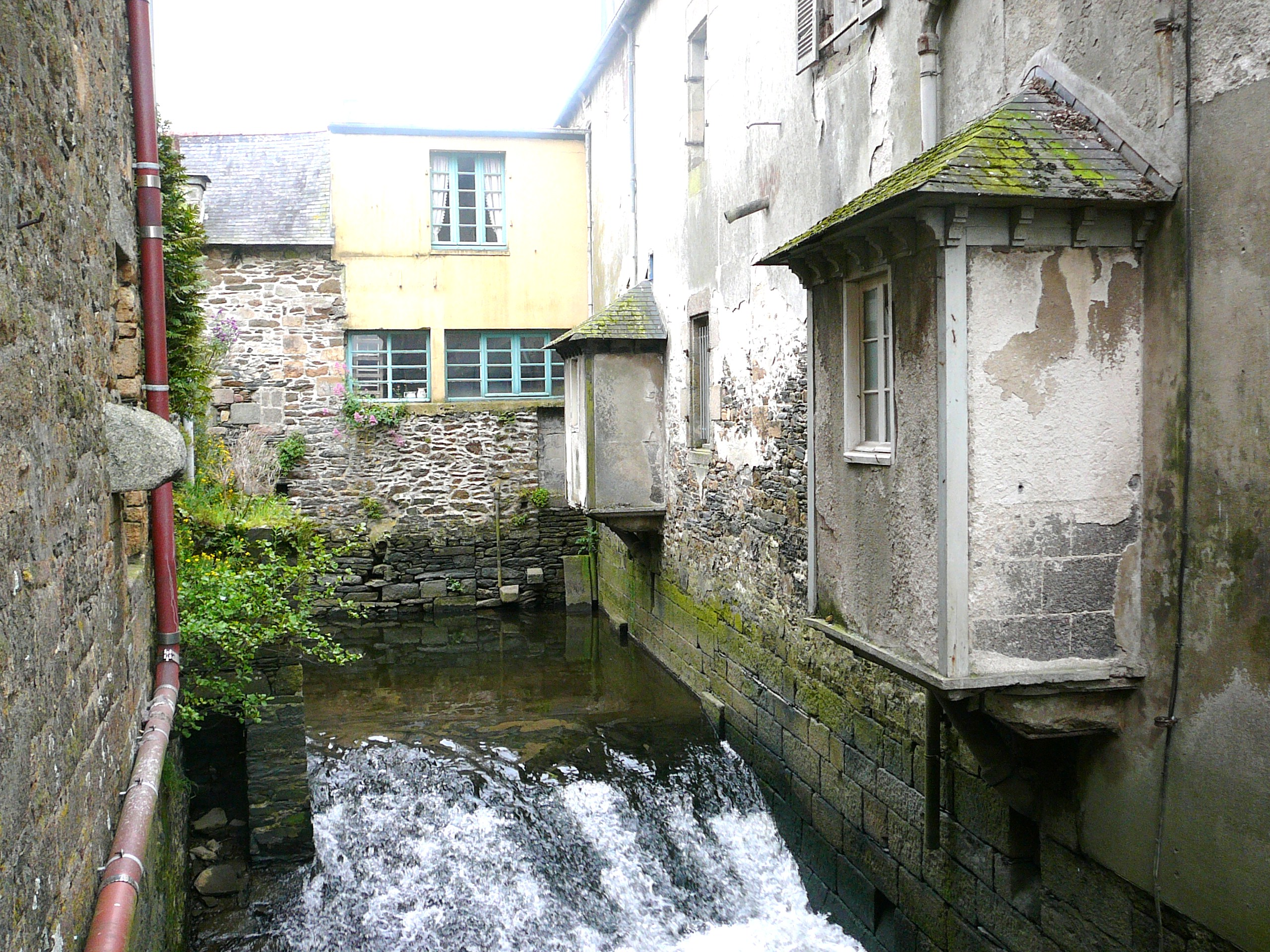
L'Élorn coulant sous les maisons du pont de Rohan.
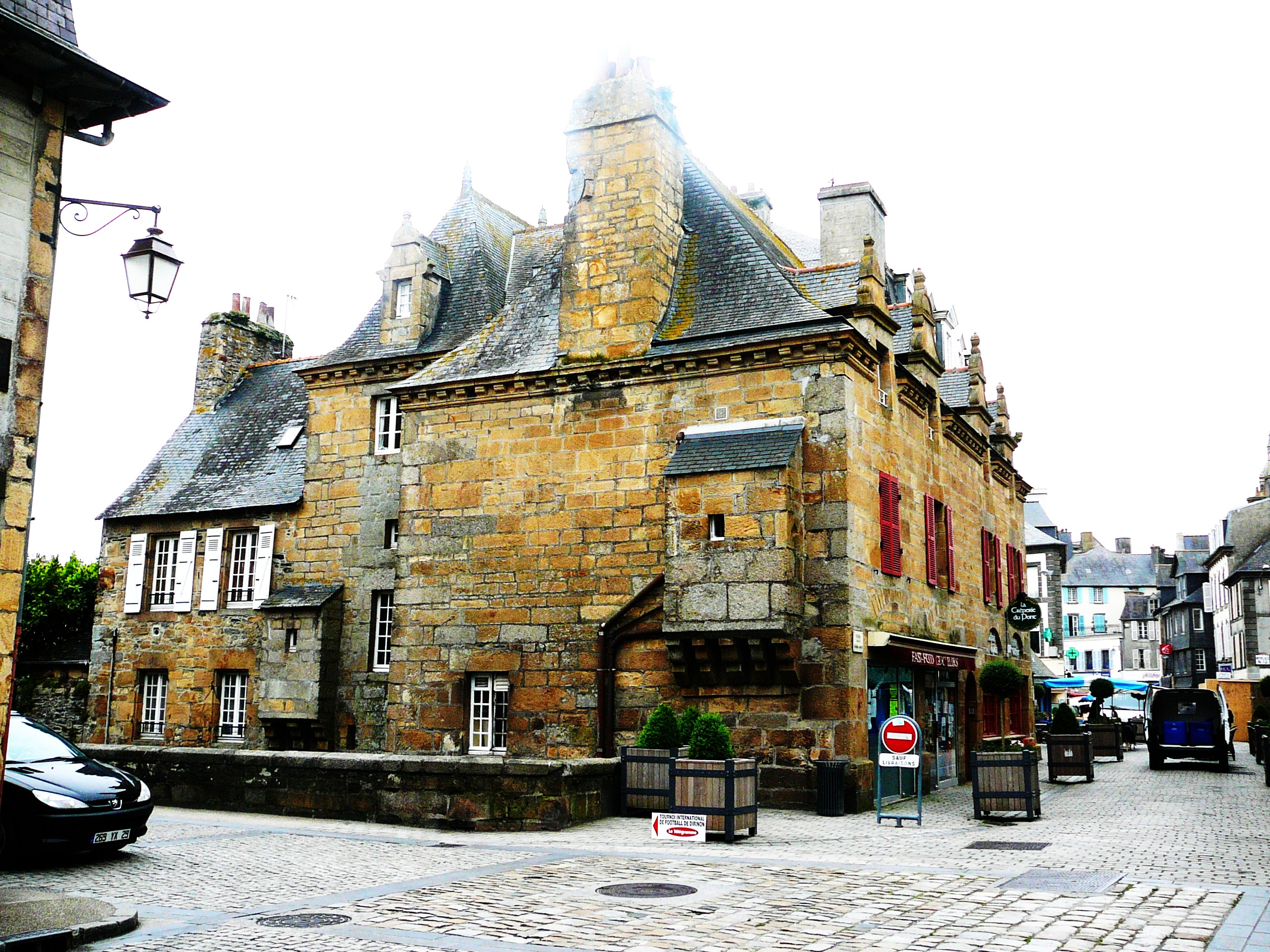
Maison ancienne sur le pont de Rohan.
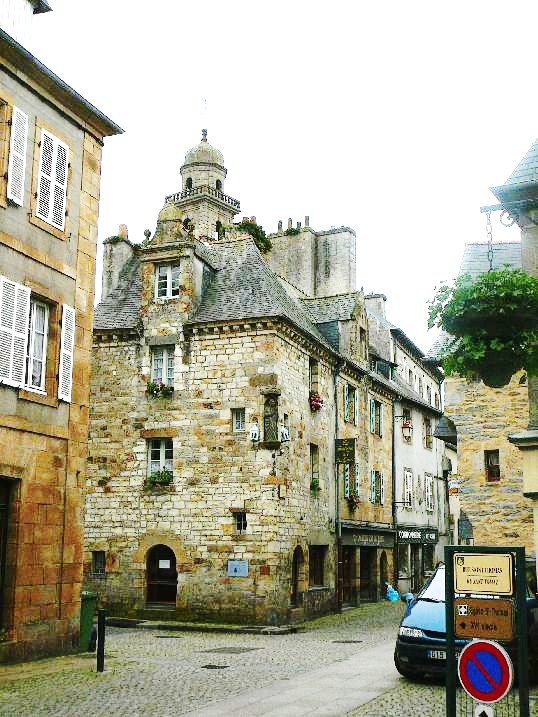
Notre-Dame-de-Rumengol, située 3 rue Saint-Thomas.
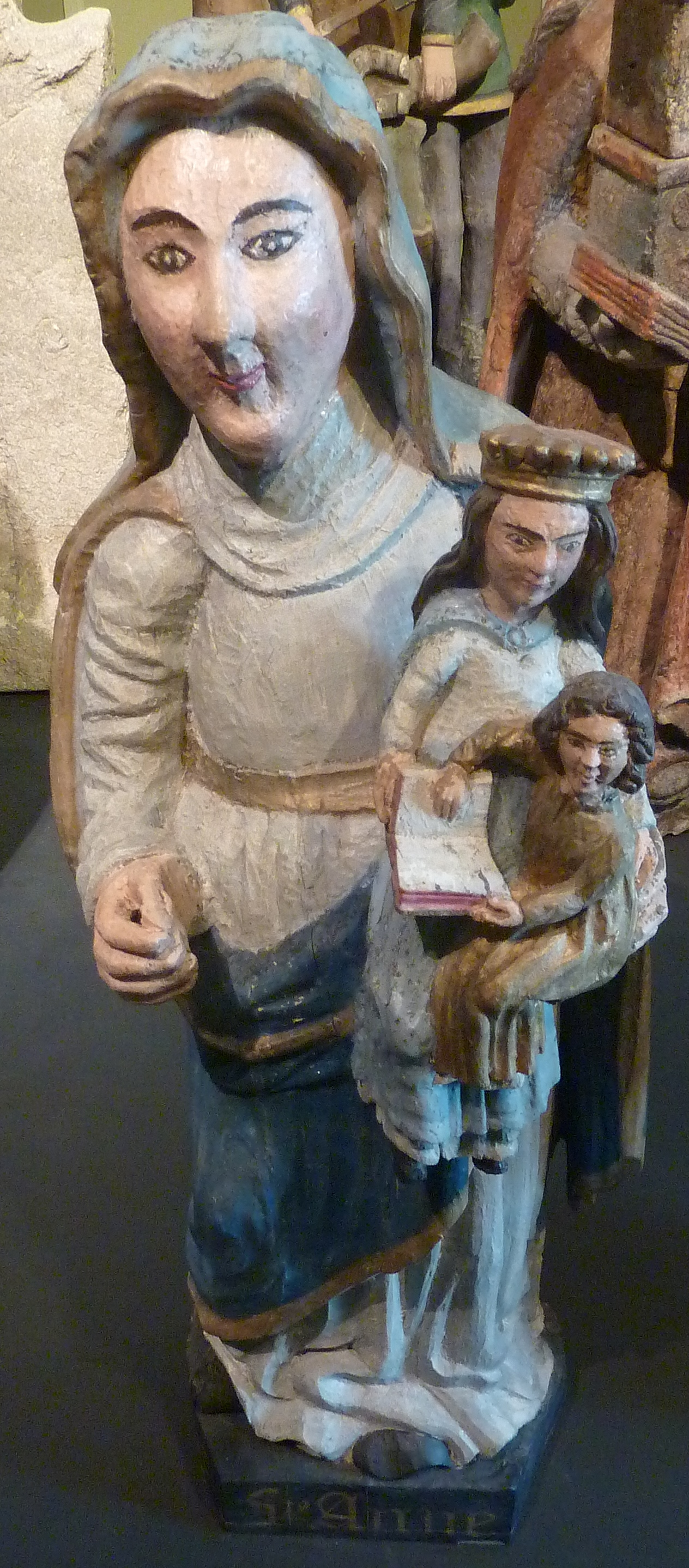
Église Saint-Thomas : groupe statuaire de sainte Anne portant la Vierge à l'Enfant (bois polychrome, fin XVIe siècle)

#### Autres monuments
- Manoir de Keranden
- Chapelles de l'hospice
- Oratoire de la Fontaine-Blanche
- Le pont de Rohan (XVIe siècle), un des derniers ponts habités d'Europe, le seul à subir l'influence de la marée.
- Le lycée de l'Élorn.

Le bâtiment le plus remarquable est un ancien couvent d'Ursulines (1701-1792).
Ce grand bâtiment en forme de U avec une chapelle accolée sert de lieu d'éducation pour les jeunes filles nobles et bourgeoises des environs. Il sert aussi d'hôpital pour les militaires malades et blessés lors des épidémies et des guerres du XVIIIe siècle. Ils y sont envoyés pour soulager les hôpitaux brestois. Les Ursulines sont expulsées pendant la révolution (1792) et les bâtiments sont transformés en prisons, hôpitaux, dépôts, ateliers et même lorsque Landerneau devient chef-lieu du département siège de l'Administration du Finistère.
Elle devient surtout, jusqu'en 1946, une caserne tour à tour occupée par la Marine, les Allemands, les FFI. Elle est également souvent une prison ou même un bagne durant cette période.
Après la Libération, le vieux couvent redevient un lieu d'enseignement mais il reste encore des militaires et des prisonniers pendant quelques années. Un lycée (de la 6e à la terminale) est installée puis un CET et l'internat féminin. D'annexe du lycée de Brest il devient : Lycée d'État mixte avec CET annexé. Un CES est créé par la suite. De nombreux bâtiments sont érigés ou rénovés (internat, cuisine, salles de cours, bureaux administratifs) entre 1956 et 1966 autour du cloître. L'ensemble devient « lycée de l'Élorn » en 1985.
En 2006, l'ancien cloître et l'ancienne chapelle sont rénovés pour accueillir le centre de documentation, l'administration pédagogique et l'intendance.
- Site des berges de l'Élorn

Landerneau est membre de l'Union des Villes d'Art et d'Histoire de Bretagne, elle est ville historique et bénéficie à ce titre du parrainage des Villes d'Art et d'Histoire.

### Langue bretonne
Landerneau abrite les sièges sociaux du réseau d'écoles associatives en langue bretonne Diwan, de l'organisme de formation continue en langue bretonne Stumdi, ainsi que la radio associative en langue bretonne Arvorig FM. L'association Ti ar Vro Bor-Landerne-Daoulaz y est également implantée.
En 2004, la ville adhère à la charte Ya d'ar brezhoneg (niveau 3).
La ville a reçu le label de niveau 2 de la charte Ya d'ar brezhoneg le 28 janvier 2005.
Entre 1986 à 2022, la ville accueille le festival Kann al Loar, principalement consacré à la musique et langue bretonne. Le festival signe en avril 2009 la Charte Ya d'ar brezhoneg de niveau 1.
Le Bagad Bro Landerne est le premier bagad à recevoir le Label 1 de la Charte Ya d'ar brezhoneg.
À la rentrée 2019, 491 élèves (près de un élève sur cinq scolarisés en primaire) étaient scolarisés en filière immersive (école Diwan) ou paritaires publiques et catholiques (8e commune de Bretagne).
Depuis octobre 2023 la sculpture monumentale Hêrezh (« Héritage » en breton), représentant une lettre ñ de 5,8 m de hauteur aux faces réfléchissantes, qui enjambe le chemin des berges de l'Élorn. Cette lettre de l'alphabet breton est devenue emblématique de la défense de la langue bretonne.

### Patrimoine culturel

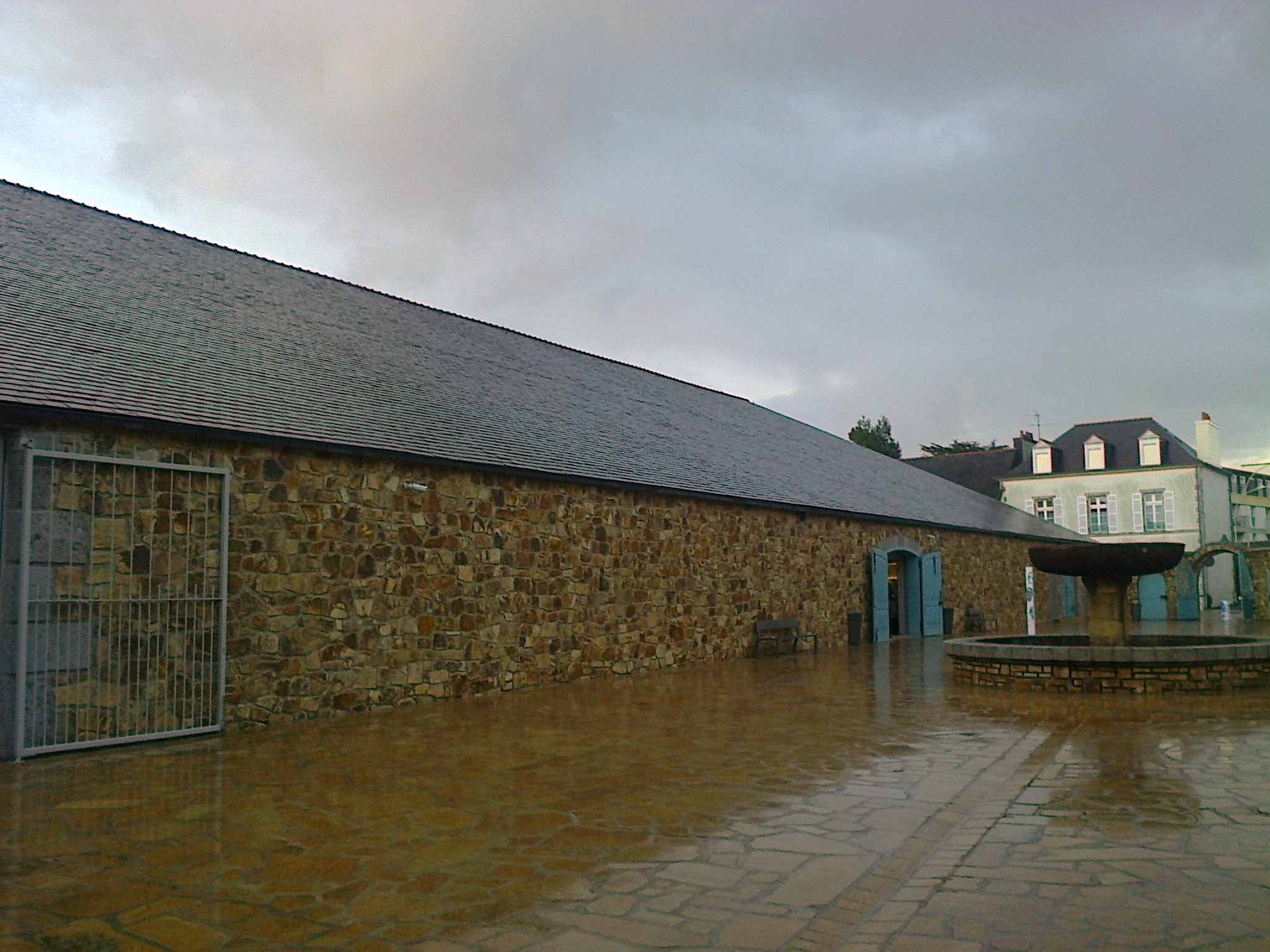
Domaine des Capucins Landerneau ; cour intérieure et ancien magasin Leclerc, transformé en espace d'expositions du Fonds Hélène et Edouard Leclerc pour la culture, ouvert en 2012.

Kelc'h Keltieg Eskell An Elorn est le nom du cercle celtique de Landerneau au début des années 1990 dans le cadre du Festival Kann al Loar, il prend ensuite son autonomie en 1993. Le groupe a accédé à la 1re catégorie de la confédération Kendalc'h en 2006. En 2007, il participe au Championnat de Bretagne des cercles celtiques dans le cadre du Festival de la danse bretonne et de la Saint-Loup à Guingamp et se classe à la 7e place.
Le Bagad Bro Landerne est le bagad de Landerneau. Il a été créé en 1990. Il se compose de 3 ensembles et d'une école de formation.
Un groupe de 2e catégorie, le Bagad Bro Landerne (champion de 4e catégorie en 1999, vice-champion de 3e en 2000, vice-champion de 2e en 2003 et 2005, 4e 2019).
Un groupe de 5e catégorie, le Bagadig Bro Landerne (3e en 2018, 5e en 2019) et un Skolaj (groupe école).
Le cercle celtique et le bagad se produisent régulièrement ensemble depuis 2003.
En 2011, le Fonds Hélène et Édouard Leclerc pour la culture (dit FHEL) est créé, avec pour objectif de faire découvrir au plus grand nombre l'art contemporain, de 1900 à nos jours. Les expositions sont présentées dans l'enceinte de l'ancien couvent des Capucins du XVIIe siècle, réhabilité pour l'occasion. C'est à proximité de cet ancien couvent qu'Édouard Leclerc a fondé la première épicerie portant son nom en 1949. En 1964, il achète une partie du domaine des Capucins pour y installer un centre Leclerc plus vaste. Trop exigu, ce magasin est à son tour fermé en 1986 et restauré dans les décennies qui suivent pour accueillir le fonds Hélène et Édouard Leclerc et des expositions. Celles consacrées à Joan Miró en 2013 et à Alberto Giacometti en 2015 sont un réel succès avec quelque 125 000 visiteurs chacune.
La chorale Hekleo a été créée en octobre 2010. Dirigée par Gwenn an Dreo et Maela Kloareg, elle compte aujourd'hui 41 chanteurs, répartis en quatre pupitres. Hekleo est une chorale bretonnante, qui chante en breton et dont les répétitions et la vie associative se déroulent aussi en langue bretonne. La chorale a participé, de 2011 et 2015, aux championnats de Bretagne des chorales organisés par la Fédération Kanomp Breizh, dont elle est membre. Ayant obtenu la première place en deuxième catégorie en 2012, elle participe depuis au championnat de première catégorie, en juillet, au cours du festival Kann al Loar à Landerneau. Elle a obtenu en juillet 2015 le prix de la création (texte et musique) pour « Kan Mona », un air traditionnel irlandais harmonisé par Jean-Marc Kernin sur en texte en breton de Jean-Pierre Thomin.

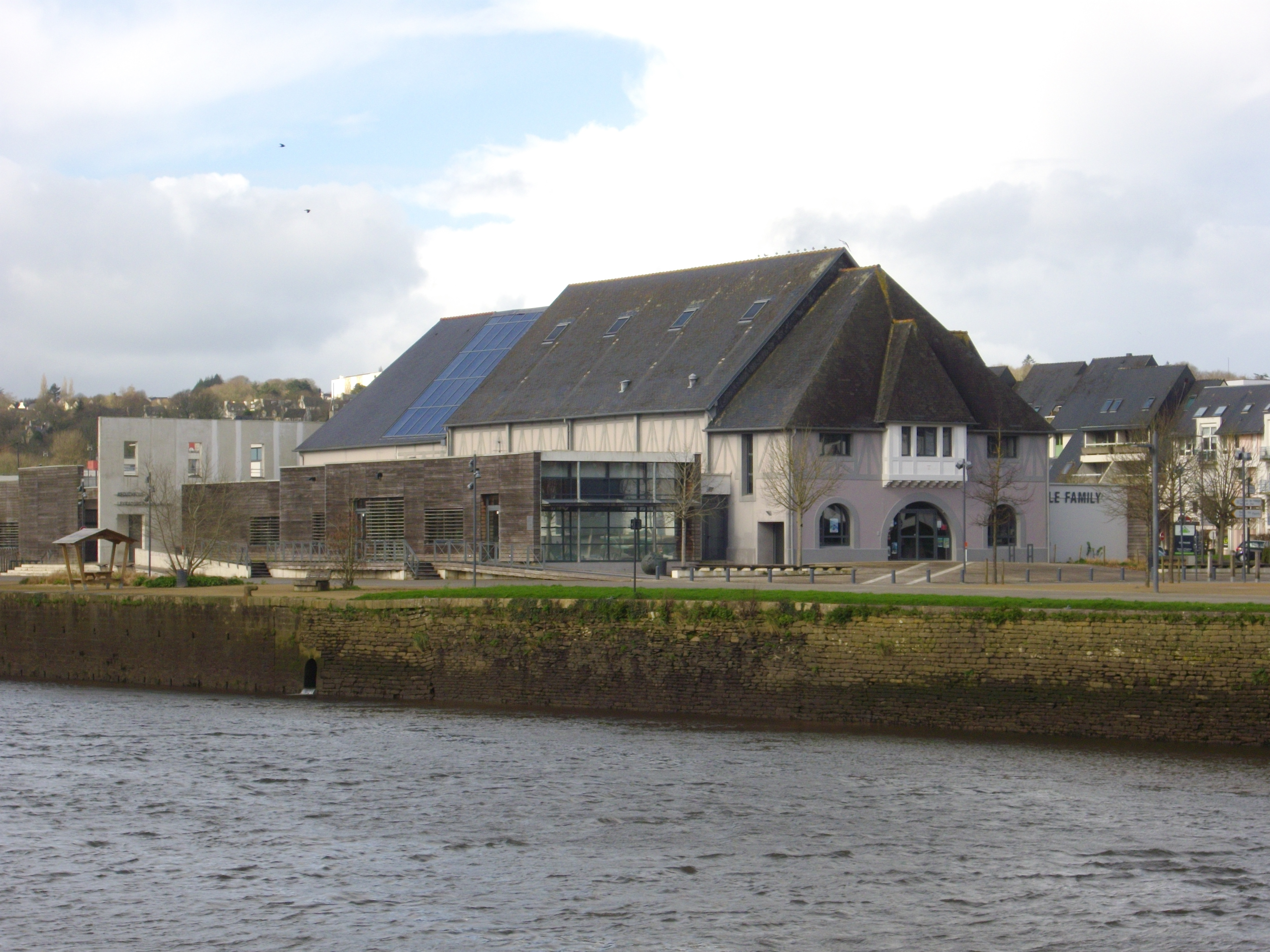
Le Family (salle de spectacle).

En 1928 est fondé le groupe Scouts de France 1re Landerneau, Saint-Houardon en est le saint patron. En 2004 avec la fusion des deux principales associations de scoutisme en France, il devient le groupe Scouts et Guides de France 1re Landerneau-Saint-Houardon. À l'origine, le groupe appliquait la pédagogie marine puisque Landerneau était un port de commerce, notamment du lin. Au fil de son histoire, cette spécificité a disparu pour ne garder que du scoutisme traditionnel. En 2020, la décision de retrouver cette spécialisation est votée par le groupe. Le foulard du groupe de la 1re Landerneau- Saint Houardon est vert avec une bordure blanche.
Le cinéma Le Family, conçu par l'architecte brestois Gaston Chabal, est inauguré en 1935. Il est aujourd'hui rénové et transformé en salle de spectacle.

### Festivités
La commune est célèbre dans le monde comme étant depuis 2020 la « capitale des schtroumpfs » en tentant à plusieurs reprises de battre un record du monde consistant à rassembler le plus grand nombre de participants déguisés en ces petites créatures imaginées par Peyo,,. La petite ville rassemble le 17 mai 2025 lors de sa troisième tentative, 3 076 schtroumpfs, battant ainsi le record du monde du plus grand rassemblement de schtroumpfs,,.

### Expressions et légendes

#### «Du bruit dans Landerneau»

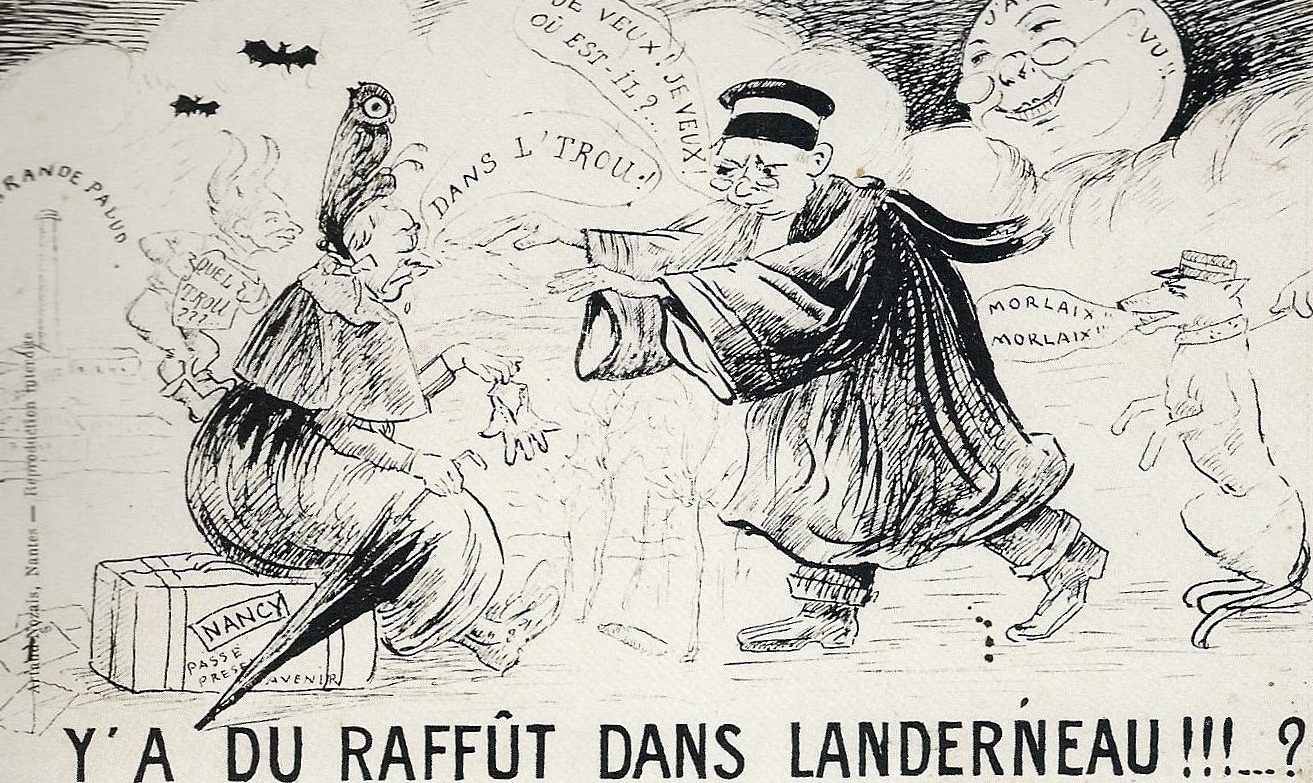
"Y'a du raffût dans Landerneau" (carte postale humoristique d'Artaud et Nozais, vers 1914).

L'expression proverbiale « Cela va faire du bruit dans Landerneau » renverrait au tintamarre qui y était donné sous les fenêtres d'une veuve trop vite remariée. Elle est utilisée quand un événement provoque un grand émoi dans un milieu clos, et par extension on appelle « Landerneau » un milieu considéré comme un club fermé de haut niveau (le « Landerneau culturel », le « Landerneau économique »).
Une origine souvent rapportée de cette expression se situe le dimanche 27 novembre 1796, lorsque le Théâtre français donne la première de la pièce du Rennais Alexandre Duval, les Héritiers : le personnage nommé Alain déclame, scène I, « Sa mort a fait du bruit dans Landerneau », faisant référence à un officier de marine donné pour mort et qui revient dans sa ville natale de Landerneau, au grand dam de ses héritiers.

« (…) Sa mort a fait du bruit dans Landerneau. (…) Je sais que dans notre petite ville de Landerneau, en voilà au moins pour huit jours de conversations. Toutes nos commères vont arranger cela à leur manière. (…) La ville n'est point belle ; eh bien ! Vous me croirez si vous voulez, les habitants sont pires que la ville. Ils sont laids, médisants, bavards. »

Selon une autre version, l'expression proviendrait du bagne de Brest, duquel était tiré un coup de canon à l'occasion d'une évasion, le bruit étant entendu jusqu'à Landerneau. À chaque évasion, on pouvait alors dire : « cela va faire du bruit dans Landerneau ».
Jacques Cambry, dans son Voyage dans le Finistère daté de 1792, écrit à propos de Landerneau que « L'usage des charivaris existe encore à Landerneau et dans les environs ». Le dernier jour de décembre, le cortège l'Eguinané formé d'enfants, de notables, d'une foule bigarrée et bruyante, encadrée par les forces de l'ordre, sillonne la ville à grand renfort de cris. Il est mené par des chevaux porteurs de mannequins destinés à recevoir les offrandes. La quête hivernale, menée dans les villes comme Landerneau, Lesneven ou Saint-Pol-de-Léon, recueille des dons destinés aux pauvres de l'hôpital.
Cette expression a parfois desservi Landerneau, présentée (à tort) comme une ville ridicule : « Landerneau, la ville de célébrité comique qu'on oppose à Paris, la ville universelle, comme un exemple de stupidité provinciale », a par exemple écrit Onésime Reclus.
L'expression a été détournée par de célèbres auteurs de bande dessinée belge. Pendant ce temps à Landerneau est une rubrique humoristique indépendante, publiée dans le mensuel de bande dessinée (À suivre) du numéro 9 (octobre 1978) au numéro 21 (octobre 1979), et animée par Yvan Delporte et André Franquin accompagnés par différents auteurs. Le titre fait référence à l'expression « cela va faire du bruit dans Landerneau ». La rubrique affiche son ambition de susciter la polémique dans le milieu de la bande-dessinée et plus précisément du magazine (A suivre).

#### La «lune de Landerneau»

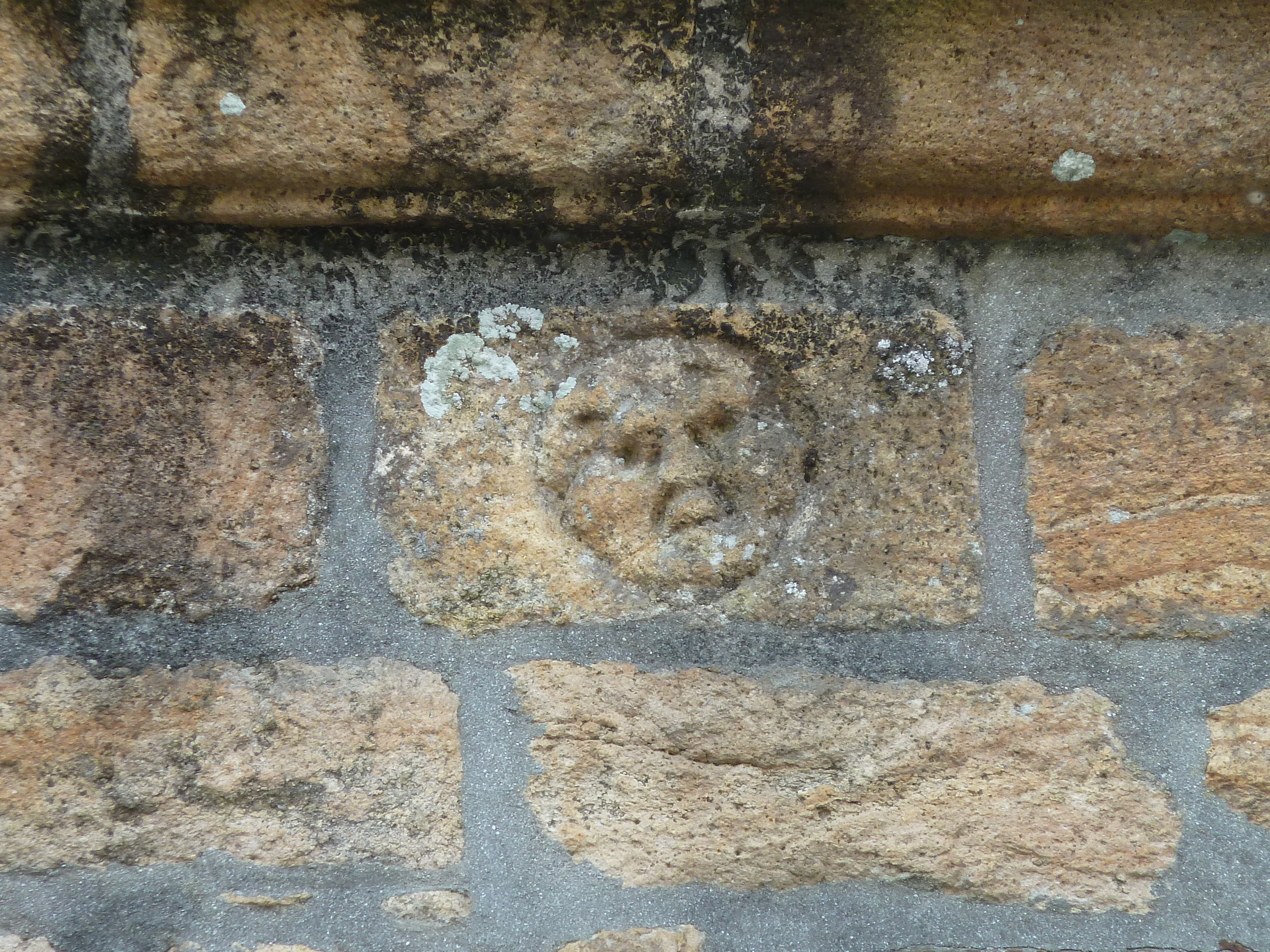
Une des treize lunes ornant la façade de l'hôtel des Treize lunes qui se dresse en face de l'église Saint Thomas.

« On peut supposer que cette « lune » a contribué au renom comique de Landerneau, surtout si on se rapporte à l'anecdote de ce gentilhomme breton en visite à la Cour de Versailles. Tout le laissait froid ; aucune merveille ne pouvait lui faire oublier son pays natal. Quelques-unes des personnes qui l'accompagnaient dans le parc, un soir, à bout d'énumérations, s'amusèrent d'admirer devant lui l'éclat de la lune. « Oh ! murmura dédaigneusement le Breton, celle de Landerneau est bien plus grande ! » On ignorait qu'il voulait parler de l'astre de son clocher (celui de l'église Saint-Houardon portait autrefois un disque de métal connu dans toute la province et même au-delà sous l'appellation La lune de Landerneau), et l'on fit des gorges chaudes de sa réponse, qui eut bientôt sa place dans les fastes du ridicule. »

### Landerneau dans l'art
- Jules Noël :

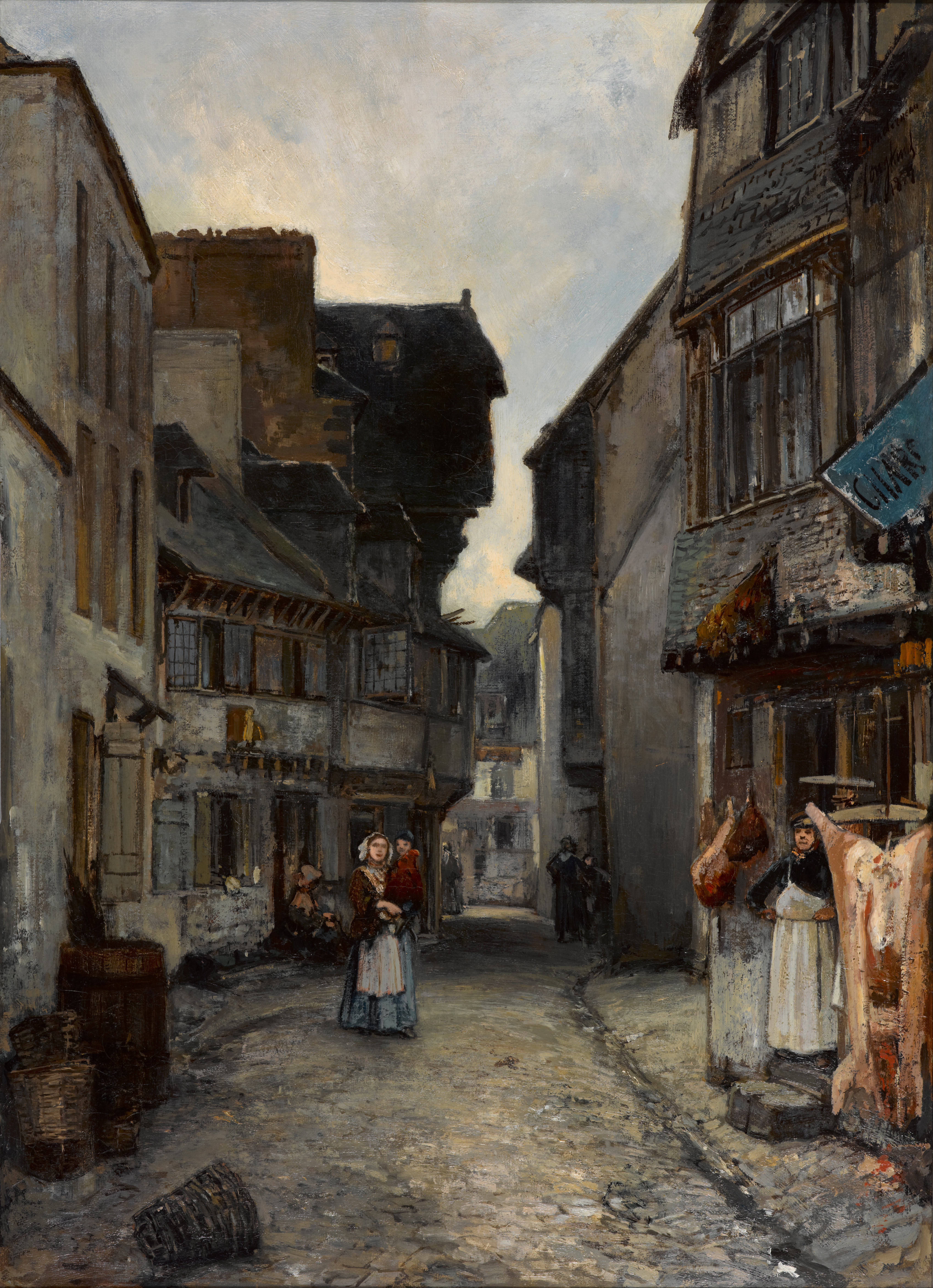
Johan Barthold Jongkind : La rue Saint-Thomas à Landerneau (1857, musée municipal, La Haye).

  - Landerneau (dessin illustrant l'ouvrage « La Bretagne par Jules Janin », 1844, éditeur Ernest Bourdin, Paris).
  - Landerneau vers 1854-1858 (crayon sur papier, collection particulière).
  - Bateaux dans le port de Landerneau (1868-1869, collection municipale muséographique).
  - Bateaux sur la rivière (1869, aquarelle sur papier, collection particulière).
- Johan Barthold Jongkind : La Rue Saint-Thomas à Landerneau (1857, musée municipal, La Haye).
- Léon Lhermitte : Marchés aux pommes à Landerneau (dessin, 1878, Cleveland Museum of Art).
- Nicolas Ozanne : Le port de Landerneau vu du quai de Saint-Julien.

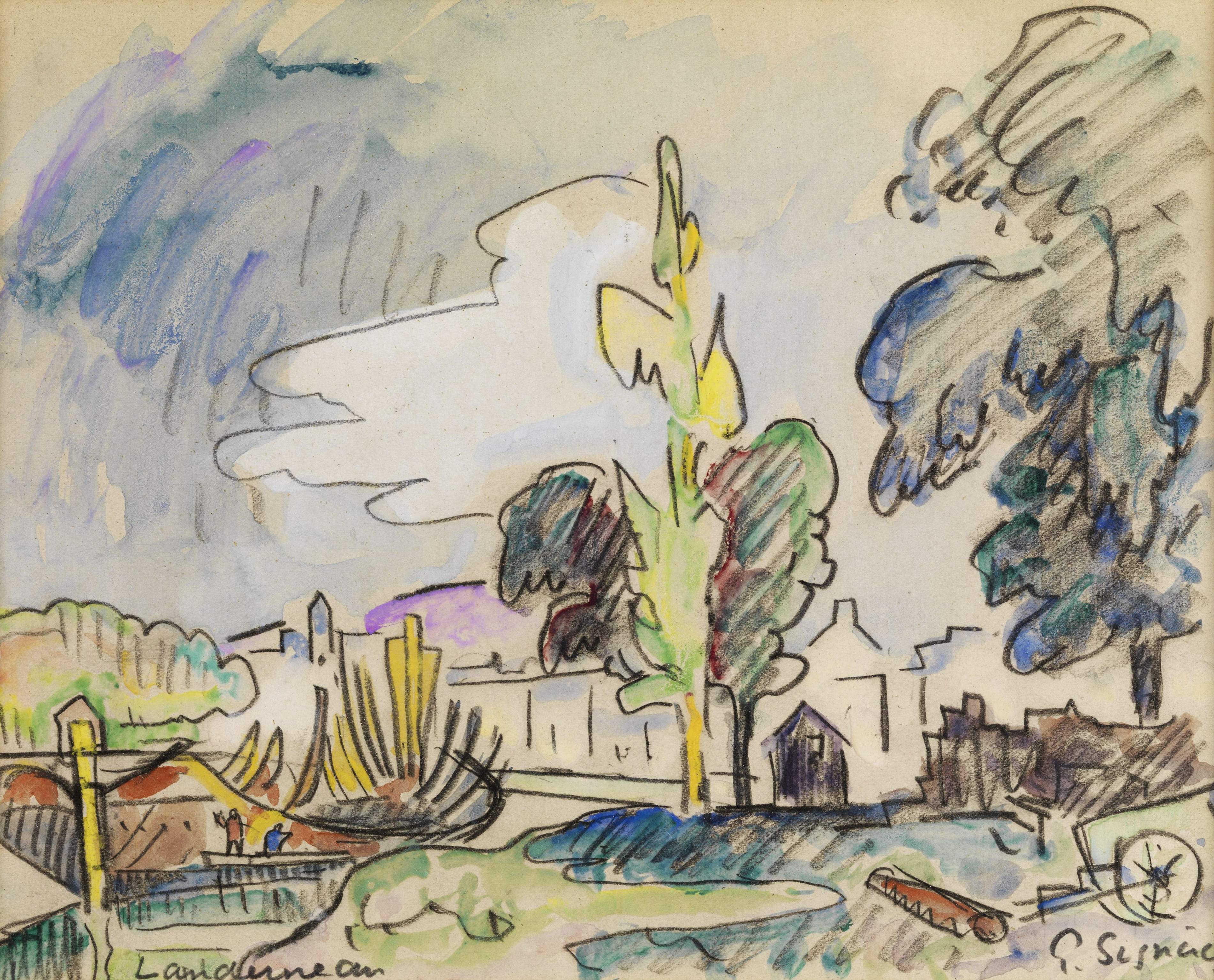
Paul Signac : Landerneau.
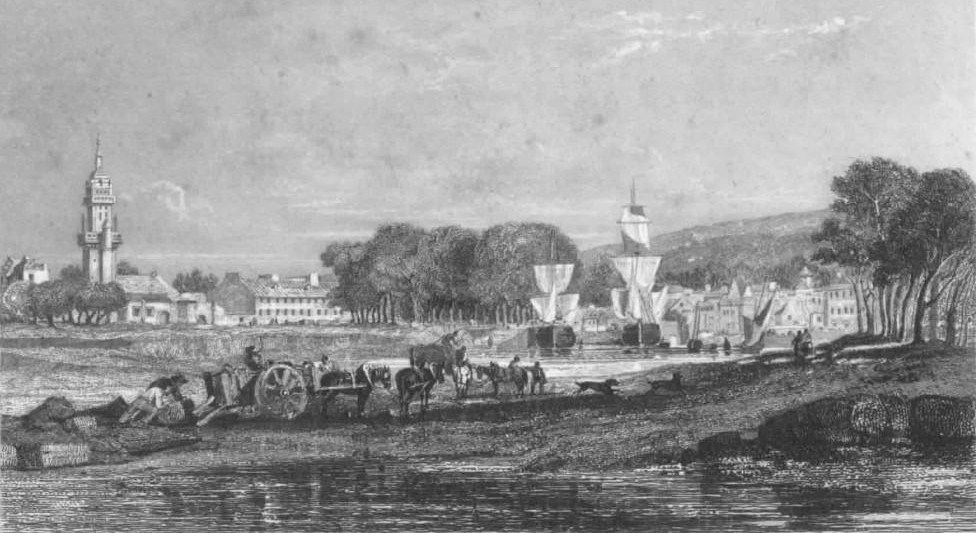
Jules Noël : Landerneau en 1844
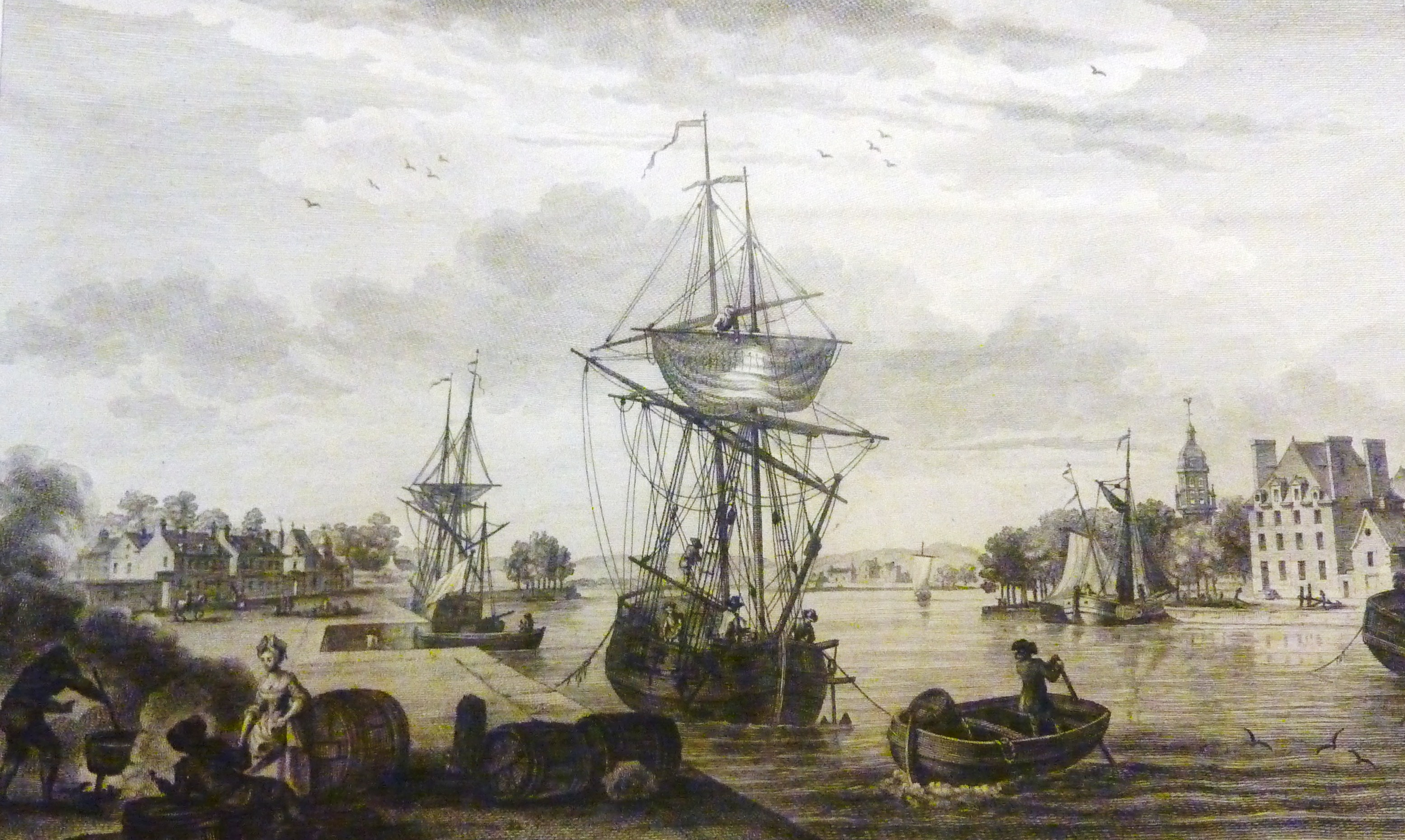
Nicolas Ozanne : Le port de Landerneau vu du quai de Saint-Julien
Léon Lhermitte : Marché aux pommes à Landerneau

- Paul Signac : Landerneau.
- Jules Noël : Landerneau en 1844
- Nicolas Ozanne : Le port de Landerneau vu du quai de Saint-Julien
- Léon Lhermitte : Marché aux pommes à Landerneau

### Landerneau et l'Europe
Landerneau s'est fait remettre la plaquette d'honneur du Conseil de l'Europe en 2011.

### Personnalités liées à la commune

#### Artistes
- François Caujan (1902-1945), sculpteur, né et mort dans cette ville.
- Yan' Dargent (1824-1899), peintre, y a passé une partie de sa jeunesse.
- Jean-Yves Couliou (1916-1995), peintre français né à Landerneau.
- Merzhin, groupe de rock celtique.
- Jeanne Mauchain (1900-1965), meneuse de revue et danseuse française, née à Landerneau.
- Victor Solf (1990-), chanteur français, vit à Landerneau.

#### Écrivains
- Joseph Ollivier, docteur en chirurgie dentaire, diplômé de l'université catholique de Lille, né en 1878 à Belle-Isle-en-Terre, vécut à Landerneau où il meurt en 1946. Il demeurait au 21, rue de Brest où il avait son cabinet dentaire ; bibliographe et chercheur breton, il s'est notamment intéressé de près aux manuscrits du Trégorrois François-Marie Luzel.
- Hervé Bellec, écrivain landernéen.
- Philémon Le Guyader, écrivain, éditeur et comédien, est né à Landerneau.

#### Scientifiques
- Louis-François-René-Paul de Flotte, dit Paul de Flotte, né le 1er février 1817 à Landerneau et tué au combat de Pezzo à Solano (Calabre) le 22 août 1860, officier de marine, explorateur, inventeur, révolutionnaire et député français.

#### Marins et militaires
- Paul de Flotte (1817-1860), officier de marine, explorateur, député (né à Landerneau).
- Raoul Charles Louis Goury des Tuileries (1821-1919), général, né à Landerneau.

#### Hommes politiques
- Pierre-Louis Mazurié de Pennanech (1732-1811), homme politique né à Landernau, maire de Morlaix en 1782, député de Morlaix aux États de Bretagne.
- Guillaume Le Gris-Duval (1767-1803), chouan.
- Louis-Julien de Roujoux (1753-1829), homme politique et préfet né à Landerneau.
- Prudence-Guillaume de Roujoux (1779-1836), homme de lettres, historien et préfet né à Landerneau, fils du précédent.
- Jean-Sébastien Goury des Tuileries (1776-1853), militaire, ingénieur et homme politique né à Landerneau.
- Pierre Quéméneur, conseiller général du Finistère, disparu en 1925[139].
- Jean-Louis Rolland (1891-1970), maire de Landerneau et député, il vote contre les pleins pouvoirs à Philippe Pétain.
- Jean-Pierre Thomin (née en 1949), maire de Landerneau et conseiller régional de Bretagne.
- Barthélemy Kerroz (1727-1805), maire de Landerneau et corsaire.

#### Sportifs
- Paul Le Guen, plus précisément originaire de Pencran, commune à proximité, sélectionneur de l'équipe du Cameroun, international français, joueur du Brest Armorique, du PSG, entraîneur du Stade rennais, de l'Olympique lyonnais, du PSG et des Glasgow Rangers ;
- Sébastien Combot, champion du monde de kayak monoplace (K1) en 2007 ;
- Perrig Quéméneur, cycliste, membre de l'équipe cycliste Europcar ;
- Gonzalo Higuaín, footballeur, joueur de l'Inter Miami et de l'équipe d'Argentine de football, joueur du Real Madrid, de River Plate et de la Juventus de Turin ;
- Romain Thomas, footballeur professionnel, né à Landerneau, joueur pour l'Angers sporting club de l'Ouest.

#### Personnalités locales
- Édouard Leclerc (1926-2012), précurseur du commerce discount en France, fondateur du groupement E.Leclerc.
- Michel-Édouard Leclerc (1952) fils d'Édouard Leclerc et élu patron préféré des Français en mai 2021 selon Forbes[140]

### Héraldique, logotype et devise
| Blason de Landerneau | Blason de Landerneau. D'azur au trois-mâts-carré d'or équipé de même, ayant au pavillon du mât d'artimon les armes de Rohan, qui sont de gueules à neuf macles d'or, posées 3, 3, et 3; au pavillon du grand mât les armes de Bretagne, qui sont d'hermine; et au pavillon du mât de misaine, les armes de Léon, qui sont d'or au lion morné de sable. (officiel) ; origine : Brevet d'Hozier (1696) Concepteur : dessin par Bernard Le Brun. |

## Pour approfondir